# Liste der Biografien/Bas
Liste der Biografien |
Portal Biografien |
Personensuche
# |
A |
B |
C |
D |
E |
F |
G |
H |
I |
J |
K |
L |
M |
N |
O |
P |
Q |
R |
S |
T |
U |
V |
W |
X |
Y |
Z |
?
 
Ba |
Be |
Bd |
Bg |
Bh |
Bi |
Bj |
Bl |
Bm |
Bn |
Bo |
Br |
Bs |
Bu |
Bw |
By |
Bz
 
Baa |
Bab |
Bac |
Bad |
Bae |
Baf |
Bag |
Bah |
Bai |
Baj |
Bak |
Bal |
Bam |
Ban |
Bao |
Bap |
Baq |
Bar |
Bas |
Bat |
Bau |
Bav |
Baw |
Bax–Baz
Die Liste der Biografien führt alle Personen auf, die in der deutschsprachigen Wikipedia einen Artikel haben. Dieses ist eine Teilliste mit 1182 Einträgen von Personen, deren Namen mit den Buchstaben „Bas“ beginnt.

## Bas
- Bas († 326 v. Chr.), Herrscher von Bithynien
- Baş, Ali (* 1976), deutscher Politiker (Bündnis 90/Die Grünen), MdL
- Bas, Bärbel (* 1968), deutsche Politikerin (SPD), MdB, BundesministerinBärbel Bas (* 1968)

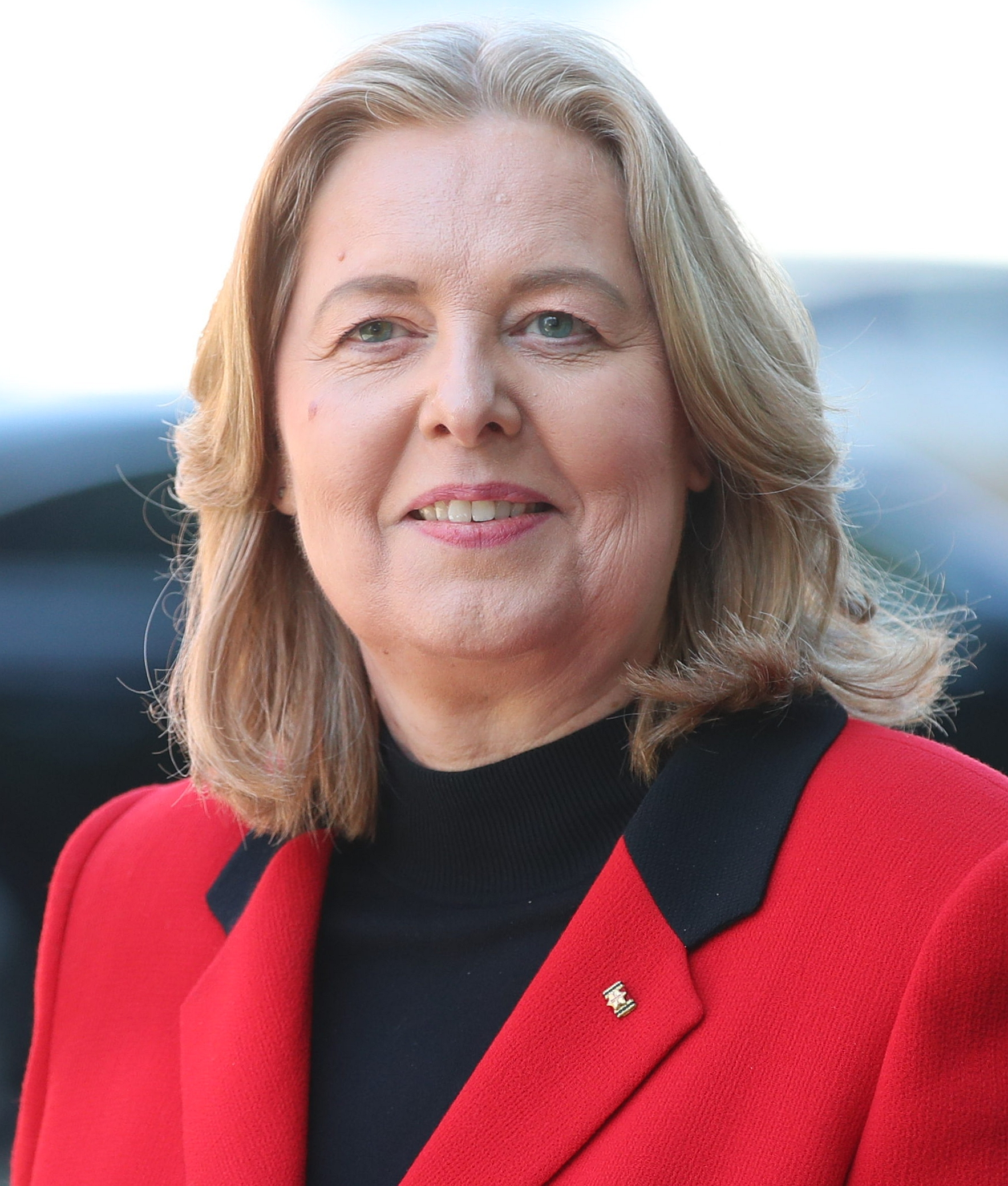
Bärbel Bas (* 1968)

- Bas, Elisabeth (1571–1649), niederländische Unternehmerin und Gastwirtin
- Baş, Emre Can (* 1991), türkischer Fußballspieler
- Baş, Erkan (* 1979), türkischer Politiker und Wissenschaftler
- Bas, Giulio (1874–1929), italienischer Komponist und Organist
- Baş, Nimet (* 1965), türkische Juristin, Politikerin und Staatsministerin
- Bas, Noël (1877–1960), französischer Kunstturner
- Bas, Pablo (* 1966), argentinischer Komponist
- Bas, Philippe (1953–2011), französischer Stride- und Jazzpianist
- Baş, Sevda (* 1996), türkische Schauspielerin
- Bas, Timur (* 1994), österreichischer Basketballspieler

### Basa
- Baša, Marko (* 1982), montenegrinisch-serbischer Fußballspieler
- Báša, Petr (* 1965), tschechischer Badmintonspieler
- Basabe, Víctor Hugo (* 1961), venezolanischer Geistlicher, römisch-katholischer Erzbischof von Coro
- Başacıkoğlu, Bilal (* 1995), niederländischer Fußballspieler
- Basad, Judith Sevinç (* 1986), deutsche Journalistin und AutorinJudith Sevinç Basad (* 1986)

Judith Sevinç Basad (* 1986)

- Basadre Grohmann, Jorge (1903–1980), peruanischer Historiker
- Basadse, Sandro (* 1993), georgischer Säbelfechter
- Basaglia, Franco (1924–1980), italienischer Psychiater
- Basaglia, Maria (1912–1998), italienische Drehbuchautorin und Filmregisseurin
- Basagni, Silvano (1938–2017), italienischer Sportschütze
- Basaguren, Juan Ignacio (* 1944), mexikanischer Fußballspieler
- Basaiti, Marco, italienischer Maler der venezianischen Schule
- Basajew, Assan (* 1981), kasachischer Radrennfahrer
- Basala-Mazana, Bienvenue (* 1992), deutscher Fußballspieler
- Basaldella, Afro (1912–1976), italienischer Maler
- Basaldella, Mirko (1910–1969), italienischer Bildhauer, Maler und Zeichner
- Basalini, Stefano (* 1977), italienischer Ruderer
- Basan, Heinz (* 1944), deutscher Fußballspieler
- Basan, Leonid (* 1985), ukrainischer bzw. bulgarischer Ringer
- Basan, Swantje (* 1986), deutsche Volleyball- und Beachvolleyballspielerin
- Basan, Walter (1920–1999), deutscher Schriftsteller
- Basanavičius, Jonas (1851–1927), litauischer Arzt, Wissenschaftler und Politiker
- Basanisi, Matt (* 1966), schweizerisch-italienischer Schriftsteller
- Basanowa, Julija Iwanowna (1852–1924), russische Kauffrau, Unternehmerin und Mäzenin
- Basanowa, Marina Wiktorowna (1962–2020), russische Handballspielerin und -trainerin
- Basanta, José María (* 1984), argentinisch-mexikanischer Fußballspieler
- Başar, Hakkı (* 1969), türkischer Ringer
- Başar, Metehan (* 1991), türkischer Ringer
- Başar, Savaş Alp (* 1996), türkischer Schauspieler
- Basara, Svetislav (* 1953), serbischer Schriftsteller
- Basarab I. († 1352), Herrscher der WalacheiBasarab I. († 1352)

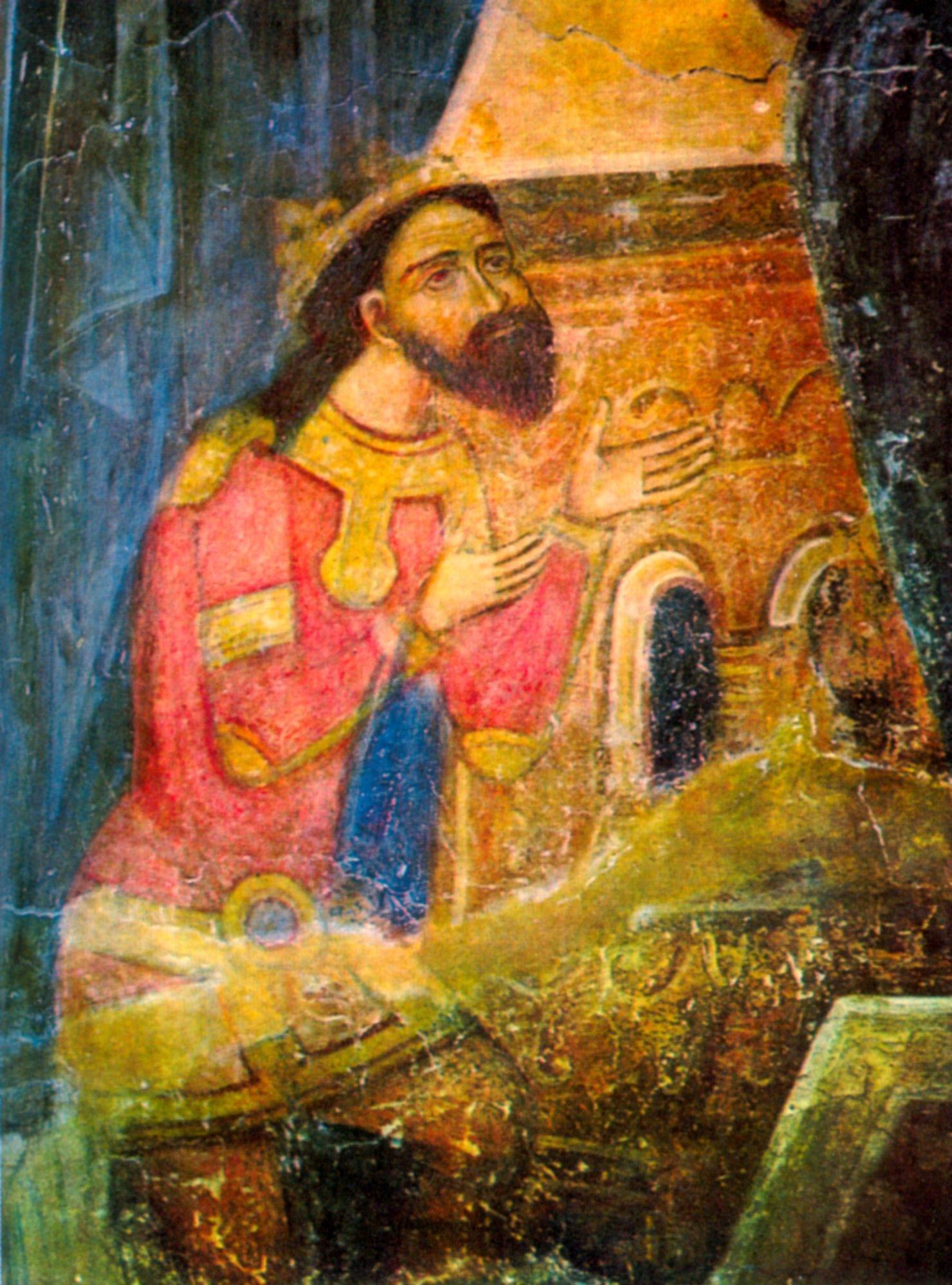
Basarab I. († 1352)

- Basarab II., Herrscher der Walachei
- Basarab Laiotă cel Bătrân († 1480), Fürst der Walachei
- Basarab, Constantin Șerban († 1682), Herrscher der Walachei, Fürst der Moldau
- Basarab, Matei († 1654), Herrscher des Fürstentums Walachei
- Basarab, Mircea (1921–1995), rumänischer Dirigent, Komponist und Hochschullehrer
- Basaraba, Gary (* 1959), kanadisch-US-amerikanischer SchauspielerGary Basaraba (* 1959)

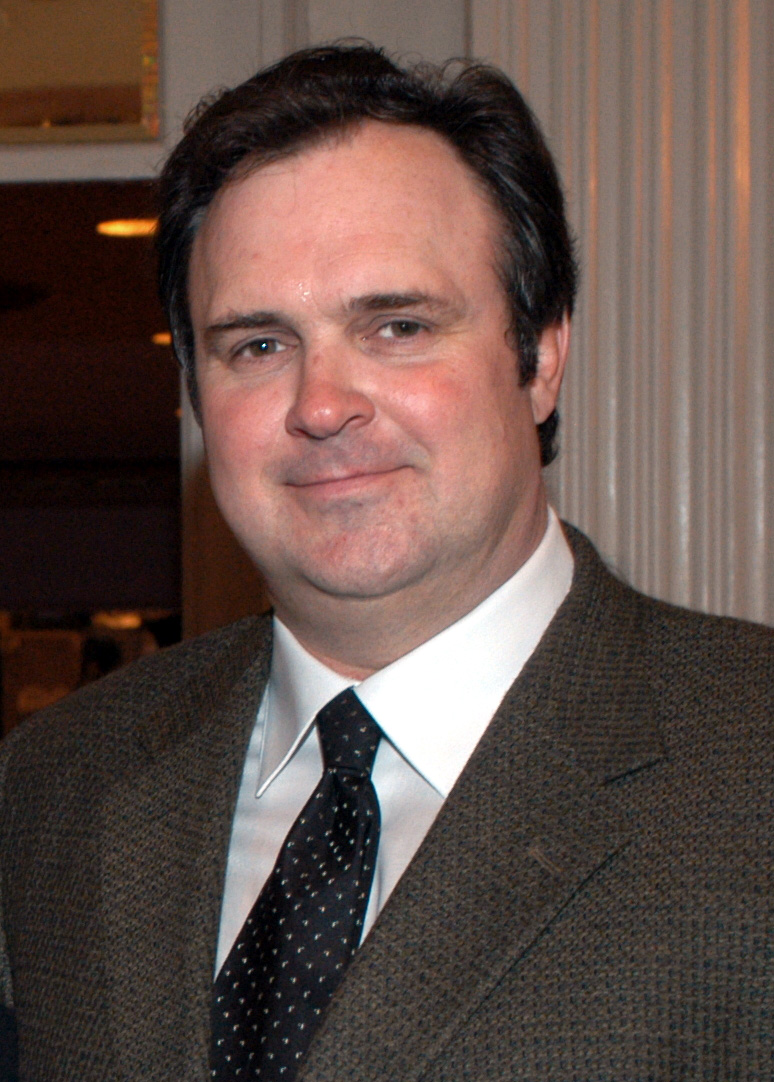
Gary Basaraba (* 1959)

- Başaran, Akif (* 1956), türkischer Fußballspieler und -trainer
- Başaran, Ali Kemal (* 1992), türkischer Fußballspieler
- Başaran, Cevat (* 1959), türkischer Klassischer Archäologe
- Başaran, İrfan (* 1989), türkischer Fußballspieler
- Başaran, Rahmi Anıl (* 2000), türkischer Fußballspieler
- Basarewitsch, Sergei Walerjanowitsch (* 1965), russischer Basketballtrainer und -spieler
- Başargan, Özdemir (* 1935), deutsch-türkischer Schriftsteller
- Basargurujew, Basar (* 1985), kirgisischer Ringer
- Basari, Talat (1923–2020), iranische Literaturwissenschaftlerin und Hochschullehrerin
- Başarır, Olcay (* 1949), türkischer Fußballspieler
- Basarke, Erich (1878–1941), deutscher Architekt
- Basarke, Kurt-Werner (1901–1991), deutscher Verwaltungsjurist, Landrat in Dillenburg und Oberkreisdirektor des Kreises Wittgenstein
- Basarow, Boris Jakowlewitsch (1893–1939), sowjetischer Geheimdienstoffizier
- Basarow, Wladimir (* 1971), kasachischer Sommerbiathlet
- Basarow, Wladimir Alexandrowitsch (1874–1939), russischer Philosoph und Publizist
- Basarowa, Wera Jewgenjewna (* 1993), russische Eiskunstläuferin
- Basasiri, al- († 1060), türkischer General der Abbasiden
- Basaure, Cristián (* 1981), chilenischer Fußballspieler
- Basava (1131–1196), indischer Politiker, Philosoph und Dichter
- Basavareddy, Nishesh (* 2005), US-amerikanischer TennisspielerNishesh Basavareddy (* 2005)
- Basawan, indischer Miniaturmaler

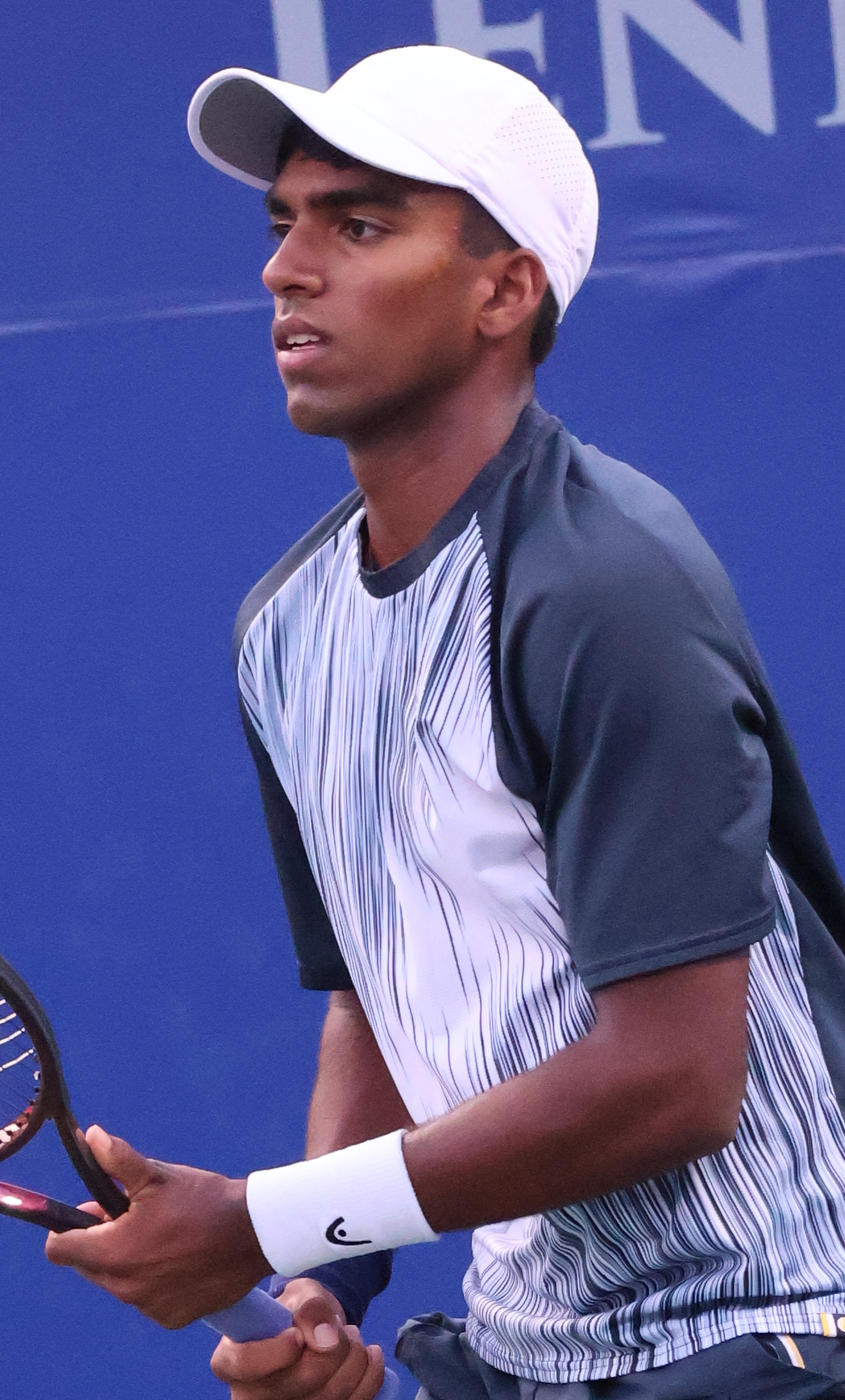
Nishesh Basavareddy (* 2005)

- Basay, Ivo (* 1966), chilenisch-kroatischer Fußballspieler
- Başay-Yıldız, Seda (* 1976), deutsche Juristin

### Basb
- Basbaum, Ricardo (* 1961), brasilianischer Künstler
- Başbuğ, İlker (* 1943), türkischer General

### Basc
- Bașcatov, Iurie (1968–2022), moldauischer Schwimmer
- Bascelli, Gabriella (* 1982), italienische Ruderin
- Basch, Alfred (1882–1958), österreichischer Mathematiker
- Basch, Andor (1885–1944), ungarischer Maler
- Basch, Edith (1895–1980), ungarische Malerin
- Basch, Else (1878–1944), deutsche Finanzverwalterin, Holocaustopfer
- Basch, Ernst (1838–1908), deutscher Zauberkünstler und Unternehmer
- Basch, Ernst (1909–1983), deutscher Autor und Übersetzer
- Basch, Felix (1885–1944), österreichisch-deutscher Schauspieler und Regisseur
- Basch, Françoise (1930–2023), französische Literaturwissenschaftlerin und Feministin
- Basch, Franz Anton (1901–1946), deutscher Volksgruppenführer in Ungarn
- Basch, Gabriele (* 1964), deutsche Künstlerin und Hochschullehrerin
- Basch, Julius (1876–1940), deutscher Fabrikant und NS-Opfer
- Basch, Lucie (* 1992), französische Ingenieurin und Unternehmerin
- Basch, Mendel (1919–2012), lettischer Schlosser, Orchesterdirigent und Hochschullehrer
- Basch, Oskar (1879–1942), österreichischer Dirigent und Theaterdirektor
- Basch, Peter (1921–2004), US-amerikanischer Starfotograf
- Basch, Samuel Siegfried Karl von (1837–1905), österreichischer Arzt, Leibarzt von Maximilian von Mexiko
- Basch, Victor (1863–1944), französischer Germanist, Philosoph und Politiker
- Basch-Ritter, Renate (* 1942), österreichische Historikerin
- Bascha, König von Israel (um 908–886 v. Chr.)
- Baschab, Thomas (* 1960), deutscher Mentalcoach
- Baschagha, Fathi (* 1962), libyscher Militär und PolitikerFathi Baschagha (* 1962)

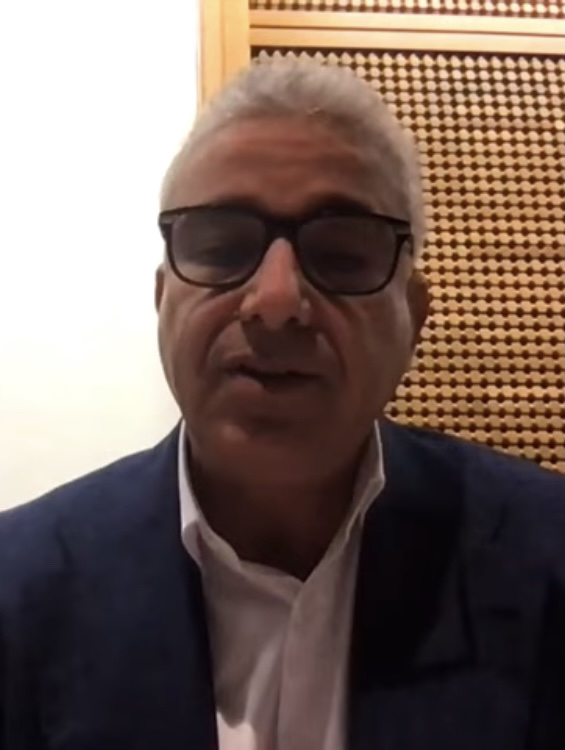
Fathi Baschagha (* 1962)

- Baschajew, Tamerlan Taussowitsch (* 1996), russischer Judoka
- Baschan, Jehiel (1550–1625), Großrabbiner der Türkei in Konstantinopel (1602–1625)
- Baschan, Mykola (1904–1983), ukrainischer Dichter, Publizist und Übersetzer von klassischer Weltliteratur
- Baschang, Hans (1937–2017), deutscher Maler, Zeichner, Bildhauer und Hochschullehrer
- Baschanow, Askold Alexejewitsch (1934–2012), samisch-russischer Schriftsteller
- Baschanow, Boris Georgijewitsch (1900–1982), sowjetischer Politiker
- Baschanowa, Natalja Jewgenjewna (1947–2014), sowjetische bzw. russische Ökonomin und Historikerin
- Baschanowa, Swetlana Walerjewna (* 1972), russische Eisschnellläuferin
- Baschant, Rudolf (1897–1955), österreichischer Maler, Grafiker und Pflanzenjäger und Pädagoge
- Baschar ibn Burd, arabischer Dichter
- Baschbeuk-Melikjan, Lawinija (1922–2005), sowjetische bzw. armenische bzw. russische Malerin
- Basche, Arnim (1934–2021), deutscher Fernsehjournalist und Moderator
- Basche, David Alan (* 1968), US-amerikanischer Film- und TheaterschauspielerDavid Alan Basche (* 1968)

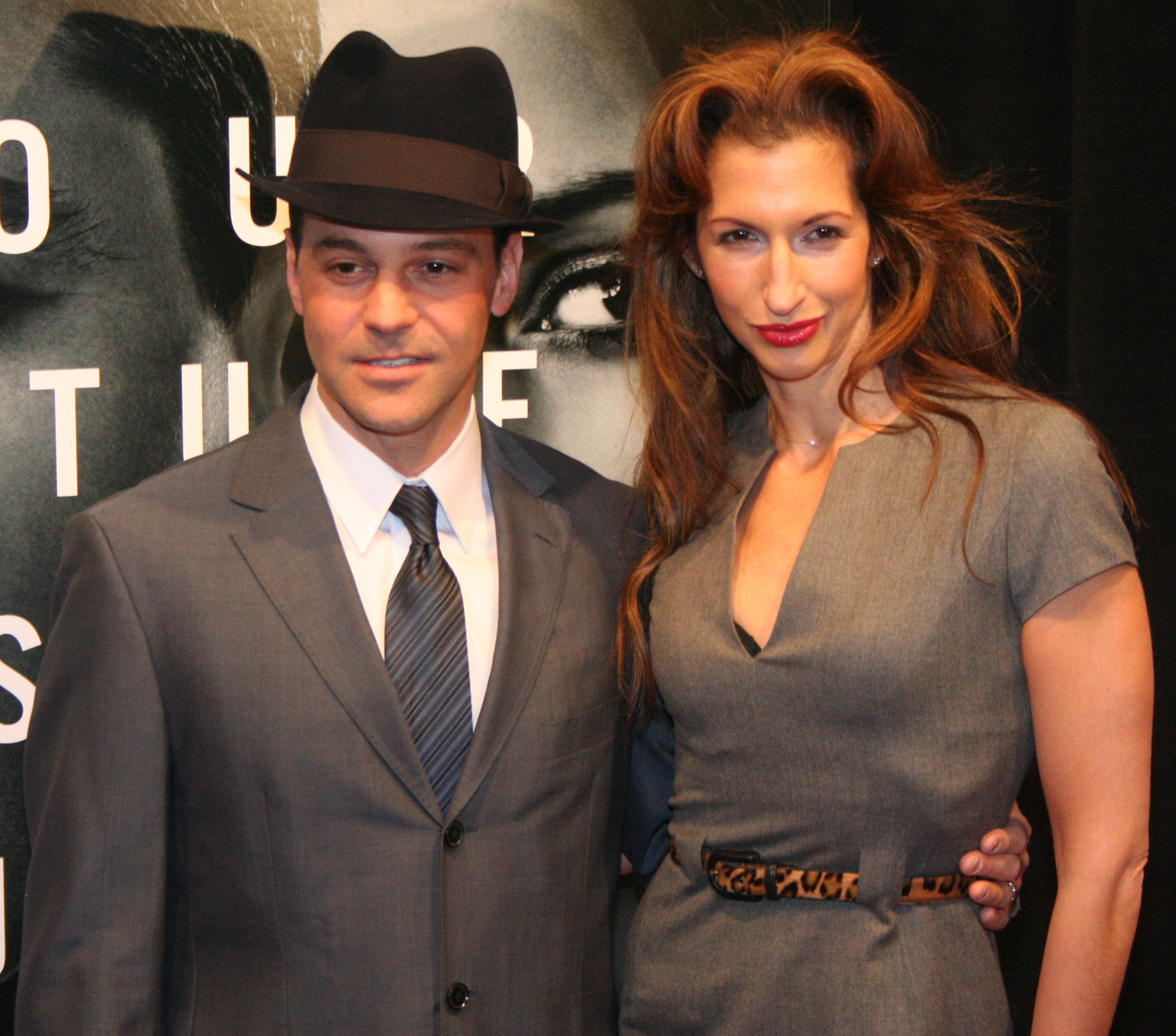
David Alan Basche (* 1968)

- Basche, Dieter (1936–2024), deutscher Automobilrennfahrer
- Baschek, Bodo (1935–2022), deutscher Astronom
- Baschek, Burkard, deutscher Meeresbiologe und Direktor des Deutschen Meeresmuseums
- Baschenis, Evaristo (1617–1677), italienischer Barockmaler
- Baschenow, Alexander Jurjewitsch (* 1981), russischer Radrennfahrer
- Baschenow, Alexander Olegowitsch (* 1995), russischer Skispringer
- Baschenow, Timofei Timofejewitsch (* 1976), russischer Fernsehjournalist und Politiker
- Baschenow, Wassili Iwanowitsch († 1799), russischer Architekt
- Baschenow, Wiktor Andrejewitsch (* 1946), sowjetischer Säbelfechter
- Bascher, Aimé († 1773), bretonischer Franziskaner und Generalminister des Kapuzinerordens
- Bascher, Jacques de (1951–1989), französischer Dandy
- Baschera, Pius (* 1950), Schweizer Manager und Hochschullehrer
- Baschet, Marcel (1862–1941), französischer Porträtmaler und Illustrator
- Baschetti, Mirko (* 1971), deutscher Fußballspieler
- Baschew, Iwan (1916–1971), bulgarischer Politiker
- Baschi (* 1986), Schweizer Popsänger
- Baschi, François de (1710–1777), französischer Diplomat
- Baschieri, Carlo (* 1903), italienischer Motorradrennfahrer
- Baschin, Michaela (* 1984), deutsche Judoka
- Baschin, Otto (1865–1933), deutscher Geograph und Meteorologe
- Baschina, Nadeschda Walerjewna (* 1987), russische Wasserspringerin
- Baschir al-Azma (1919–1992), syrischer Arzt und Politiker
- Baschir al-Nadschafi (* 1942), irakischer schiitischer Geistlicher
- Baschīr ibn Saʿd, Gefährte Muhammads
- Baschir Schihab II. (1767–1850), libanesischer Emir
- Baschir, Abd al-Ilah al-, Stabschef des Obersten Militärrates der Freien Syrischen Armee
- Baschir, Munir (1930–1997), irakischer Musiker
- Baschir, Umar al- (* 1944), sudanesischer Politiker, Staatspräsident (1993–2019)Umar al-Baschir (* 1944)

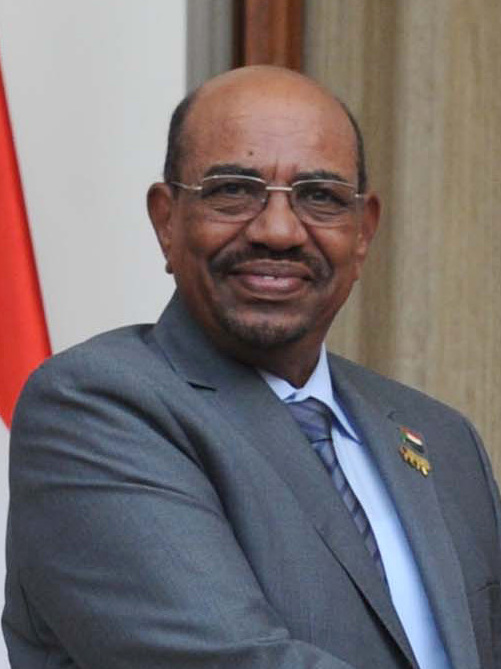
Umar al-Baschir (* 1944)

- Baschirotto, Federico (* 1996), italienischer Fußballspieler
- Baschista, Adolf (1900–1974), deutscher Politiker (SPD), MdA
- Baschkin, Matwei Semjonowitsch, russischer Freidenker, als Ketzer verfolgt
- Baschkin, Pawel Jewgenjewitsch (* 1978), russischer Handballspieler
- Baschkirow, Andrei Walerjewitsch (* 1970), russischer Eishockeyspieler
- Baschkirow, Dmitri Alexandrowitsch (1931–2021), russischer Pianist
- Baschkirow, Sergei Gennadjewitsch (* 1977), russischer Biathlet
- Baschkirowa, Jelena Dmitrijewna (* 1958), russische Pianistin
- Baschko, Andrej (* 1982), belarussischer Eishockeyspieler
- Baschkou, Stanislau (* 1991), belarussischer Radrennfahrer
- Baschlakow, Alexej Iljitsch (1936–1980), russischer Maler und Plastiker
- Baschlatschow, Alexander Nikolajewitsch (1960–1988), russischer Poet, Liedautor und Sänger
- Baschleben, Harry (1922–2012), deutscher NDPD-Funktionär
- Baschleben, Klaus (1946–2005), deutscher Theaterjournalist und -kritiker
- Baschmakow, Nail (* 1995), kasachischer Skilangläufer
- Baschmakowa, Isabella Grigorjewna (1921–2005), russische Mathematikhistorikerin
- Baschmanowa, Julija (* 1995), kasachische Hürdenläuferin ukrainischer Herkunft
- Baschmet, Juri Abramowitsch (* 1953), russischer Musiker
- Baschnagel, Daniel (* 1967), Schweizer Jazzmusiker (Trompete, Komposition)
- Baschow, Pawel Petrowitsch (1879–1950), sowjetischer Schriftsteller
- Baschukow, Nikolai Serafimowitsch (* 1953), sowjetischer Skilangläufer
- Baschung, Sibylle (* 1972), Schweizer Theaterdramaturgin
- Baschüü, Jondonperenlein (* 1993), mongolischer Judoka
- Baschwitz, Kurt (1886–1968), deutsch-holländischer Soziologe und Journalist
- Baschynskaja, Natallja (* 1964), belarussische Biathletin
- Basco, Dante (* 1975), philippinisch-amerikanischer Schauspieler, Tänzer und RapperDante Basco (* 1975)

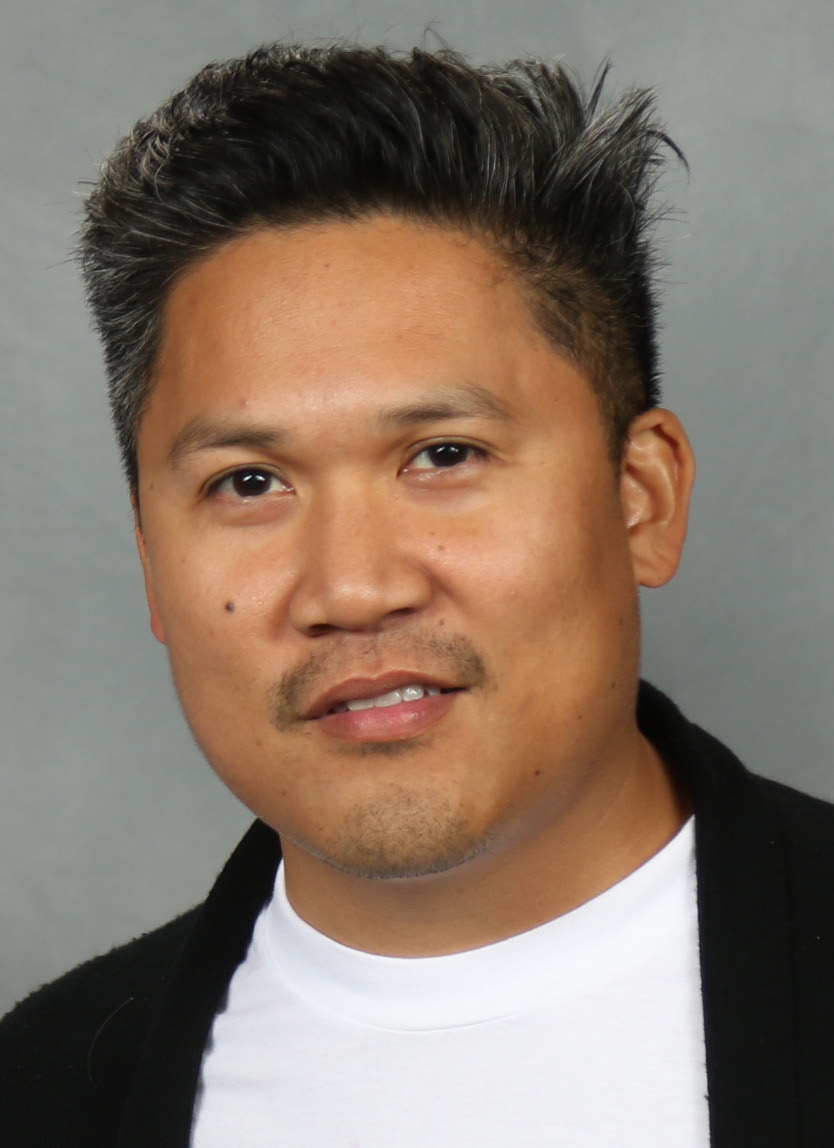
Dante Basco (* 1975)

- Basco, Vidal (* 1996), bolivianischer Langstreckenläufer
- Bascom, Earl W. (1906–1995), US-amerikanischer Rodeoreiter, Cowboy, Maler, Schauspieler, Bildhauer und Erfinder
- Bascom, Florence (1862–1945), US-amerikanische Geologin
- Bascom, Jeremy (* 1983), guyanischer Leichtathlet
- Bascomb, Dud (1916–1972), US-amerikanischer Jazz-Trompeter
- Bascomb, Paul (1910–1986), US-amerikanischer Jazzsaxophonist und Bandleader
- Bascopé Müller, Fernando (* 1962), bolivianischer römisch-katholischer Ordensgeistlicher und Weihbischof in San Ignacio de Velasco
- Bascou, Dimitri (* 1987), französischer Leichtathlet
- Bascuñán, Julio (* 1978), chilenischer Fußballschiedsrichter
- Bascuñán, Rubén (* 1982), chilenischer Fußballspieler
- Bascuñán, Togo (1905–1990), chilenischer Fußballspieler
- Bascuñán, Víctor (* 1973), chilenischer Fußballspieler

### Basd
- Başdağ, Ragıp (* 1978), türkischer Fußballspieler
- Başdaş, Barış (* 1990), türkisch-deutscher Fußballspieler
- Basden, Edward (* 1983), US-amerikanischer Basketballspieler
- Basdera, Franz (* 1948), österreichischer Maler, Grafiker und Designer
- Basdevant, Jules (1877–1968), französischer Jurist, Präsident des Internationalen Gerichtshofs (1949–1952)
- Basdorf, Clemens (* 1949), deutscher Jurist und Richter am Bundesgerichtshof
- Basdorf, Klaus (1943–2013), deutscher Badmintonspieler

### Base
- Base, Giulio (* 1964), italienischer Schauspieler und Filmregisseur
- Bäse, Joachim (1939–2020), deutscher Fußballspieler
- Base, Rob (* 1967), US-amerikanischer Rapper
- Basedau, Matthias (* 1968), deutscher Politikwissenschaftler
- Basedau, Rudolf (1897–1975), deutscher Politiker (SPD), MdL
- Basedow, Carl von (1799–1854), deutscher ArztCarl von Basedow (1799–1854)

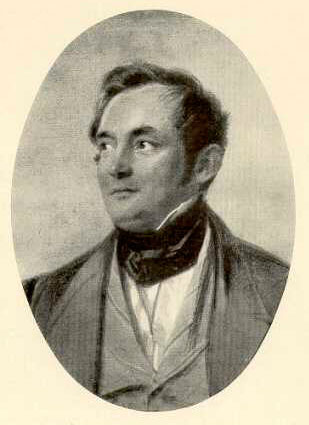
Carl von Basedow (1799–1854)

- Basedow, Diedrich (* 1930), deutscher Fußball-Schiedsrichter
- Basedow, Dietrich († 1501), Ratsherr in Lübeck
- Basedow, Friedrich von (1797–1864), deutscher Jurist und Politiker
- Basedow, Heinrich († 1523), Bischof in Kurland
- Basedow, Heinrich der Ältere (1865–1930), deutscher Porträt- und Landschaftsmaler
- Basedow, Heinrich der Jüngere (1896–1994), deutscher Blumen- und Naturmaler
- Basedow, Herbert (1881–1933), australischer Anthropologe, Geologe, Politiker, Mediziner und Entdecker
- Basedow, Hermann (1874–1940), deutscher Politiker (DDP), MdHB
- Basedow, Johann (1830–1899), deutscher Behindertenpädagoge
- Basedow, Johann Bernhard (1724–1790), deutscher Pädagoge, Schulgründer und Schriftsteller
- Basedow, Jordan († 1555), deutscher Domherr und Ratsherr
- Basedow, Jürgen (1949–2023), deutscher Rechtswissenschaftler
- Basedow, Ludwig von (1774–1835), anhalt-dessauischer Regierungspräsident
- Basedow, Martin (1829–1902), deutsch-australischer Lehrer und Bildungspolitiker
- Basedow, Rainer (1938–2022), deutscher Schauspieler und KabarettistRainer Basedow (1938–2022)

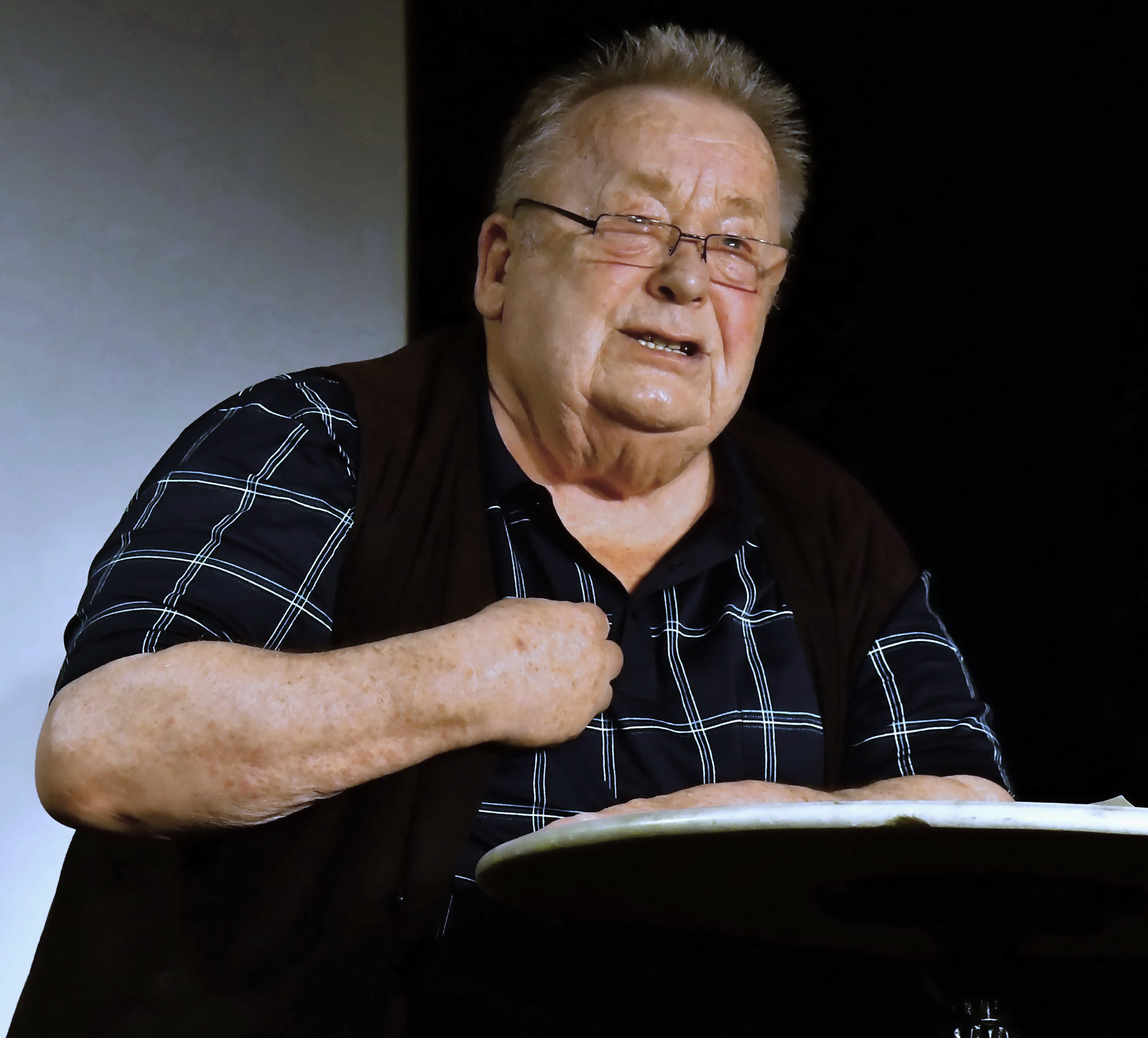
Rainer Basedow (1938–2022)

- Basedow, Rolf (* 1947), deutscher Drehbuchautor
- Basedow, Sebastian (* 1974), deutscher Politiker (Bündnis 90/Die Grünen), MdA
- Baseggio, Cesco (1897–1971), italienischer Schauspieler
- Baseggio, Walter (* 1978), belgisch-italienischer Fußballspieler
- Basehart, Jackie (1951–2015), US-amerikanischer Schauspieler
- Basehart, Richard (1914–1984), US-amerikanischer Schauspieler
- Baseilhac, Jean (1703–1781), französischer Mediziner und Chirurg
- Basejo, Pietro, italienischer Baumeister und Bildhauer
- Basel, Alfred (1876–1920), österreichischer Maler
- Basel, Bernherus von, Baumeister in Süddeutschland
- Başel, Burçağ (* 1989), türkischer Fußballspieler
- Basel, Edgar (1930–1977), deutscher Boxer
- Bäsel, Fritz (1907–1975), deutscher Politiker (KPD), MdL
- Basel, Werner (1937–2022), deutscher Fußballspieler und -trainer
- Baselau, Walter (1915–1987), deutscher Politiker (SPD, CDU), MdL
- Basele, Thomphang (* 2000), botswanische Leichtathletin
- Baseler, Ilse (1930–2022), deutsche Politikerin (CDU), MdHB
- Baseler, Wilhelm (1831–1914), deutscher Bürgermeister und Abgeordneter
- Bäseler, Wolfgang (1888–1984), deutscher Eisenbahningenieur
- Baselga, Josep (1959–2021), spanischer Onkologe und Forscher
- Baselios Marthoma Didymos I. (1921–2014), indischer Geistlicher, Katholikos des Ostens und des apostolischen Thrones des Heiligen Thomas
- Baselios Marthoma Paulose II. (1946–2021), indischer Geistlicher, Katholikos des Ostens und des apostolischen Thrones des Heiligen Thomas
- Baselios Paulose II. (1914–1996), indischer orientalisch-orthodoxer Bischof und Katholikos von Indien der Malankara Syrisch-Orthodoxen Kirche
- Baselios Thomas I. (1929–2024), Katholikos von Indien der Malankara Syrisch-Orthodoxen Kirche
- Baselitz, Georg (* 1938), deutsch-österreichischer Maler und BildhauerGeorg Baselitz (* 1938)

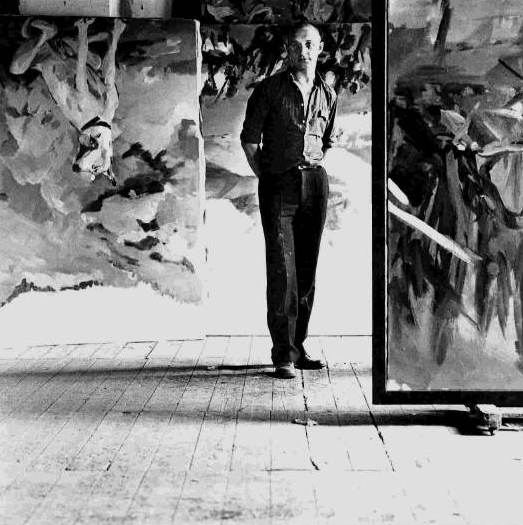
Georg Baselitz (* 1938)

- Baseljan, Jakow Lwowitsch (1925–1990), sowjetischer Filmregisseur
- Baselli, Daniele (* 1992), italienischer Fußballspieler
- Baselli, Franz von (1896–1945), deutscher Jurist und Kommunalpolitiker
- Baselli, Marie (1862–1924), österreichische Malerin und Grafikerin
- Basellius, Nikolaus, Benediktiner, Schriftsteller und Chronist
- Basels, Maria (1886–1969), deutsche Kauffrau
- Bäselsöder, Hans (1900–1983), deutscher Funktionär
- Baselt, Bernd (1934–1993), deutscher Musikwissenschaftler
- Baselt, Georg (1869–1928), deutscher Schauspieler
- Baseman, Gary (* 1960), US-amerikanischer Cartoonist
- Basena von Thüringen, Gattin des merowingischen Königs Childerich I.
- Basenach, Aaron (* 2003), deutscher Fußballspieler
- Basenach, Bertram (* 1962), deutscher Fußballspieler und -trainer
- Basener, Anna (* 1983), deutsche Schriftstellerin und Heftromanautorin
- Basener, Philipp (* 1988), deutscher Schauspieler, Bühnen- und Kostümbildner
- Baseotto, Antonio Juan (1932–2025), argentinischer Ordensgeistlicher, römisch-katholischer Bischof des Argentinischen Militärordinariates
- Başer, Bülent (* 1971), türkischer Boxer und Boxtrainer
- Baser, Caity (* 2002), britische Popsängerin
- Baser, Friedrich (1893–1990), deutscher Musikwissenschaftler und Musikkritiker
- Başer, Halit Edip (1942–2021), türkischer General
- Başer, Tevfik (* 1951), türkischer Filmregisseur und -autor
- Baserga, Amy (* 2000), Schweizer Biathletin
- Băsescu, Elena (* 1980), rumänische Politikerin (PD-L), MdEP
- Băsescu, Traian (* 1951), rumänischer PolitikerTraian Băsescu (* 1951)

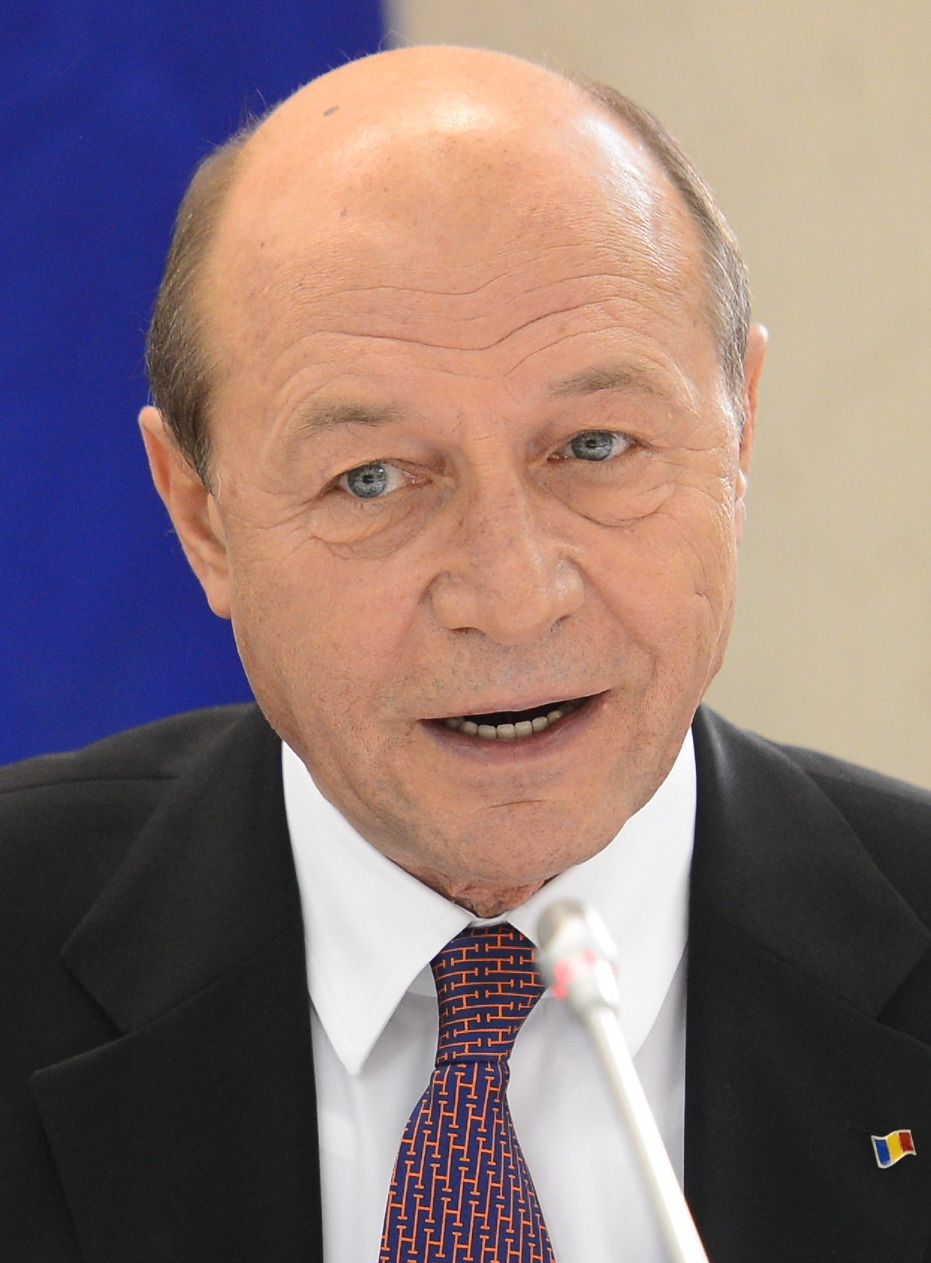
Traian Băsescu (* 1951)

- Başesgioğlu, Murat (* 1955), türkischer Politiker und Staatsminister
- Basevi, Jakob (1780–1867), italienischer Rechtsanwalt
- Basevi, James (1890–1962), US-amerikanischer Szenenbildner und Filmtechniker
- Basevičius, Alfredas Antanas, litauischer Beamter und ehemaliger Politiker und Vizeminister

### Basf
- Basfar, Abdullah ibn Ali (* 1961), saudischer Koranrezitator und Hochschullehrer
- Basford, Johanna (* 1983), britische Illustratorin
- Basford, Ronald (1932–2005), kanadischer Politiker und Jurist

### Bash
- Bash, Dana (* 1971), US-amerikanische JournalistinDana Bash (* 1971)

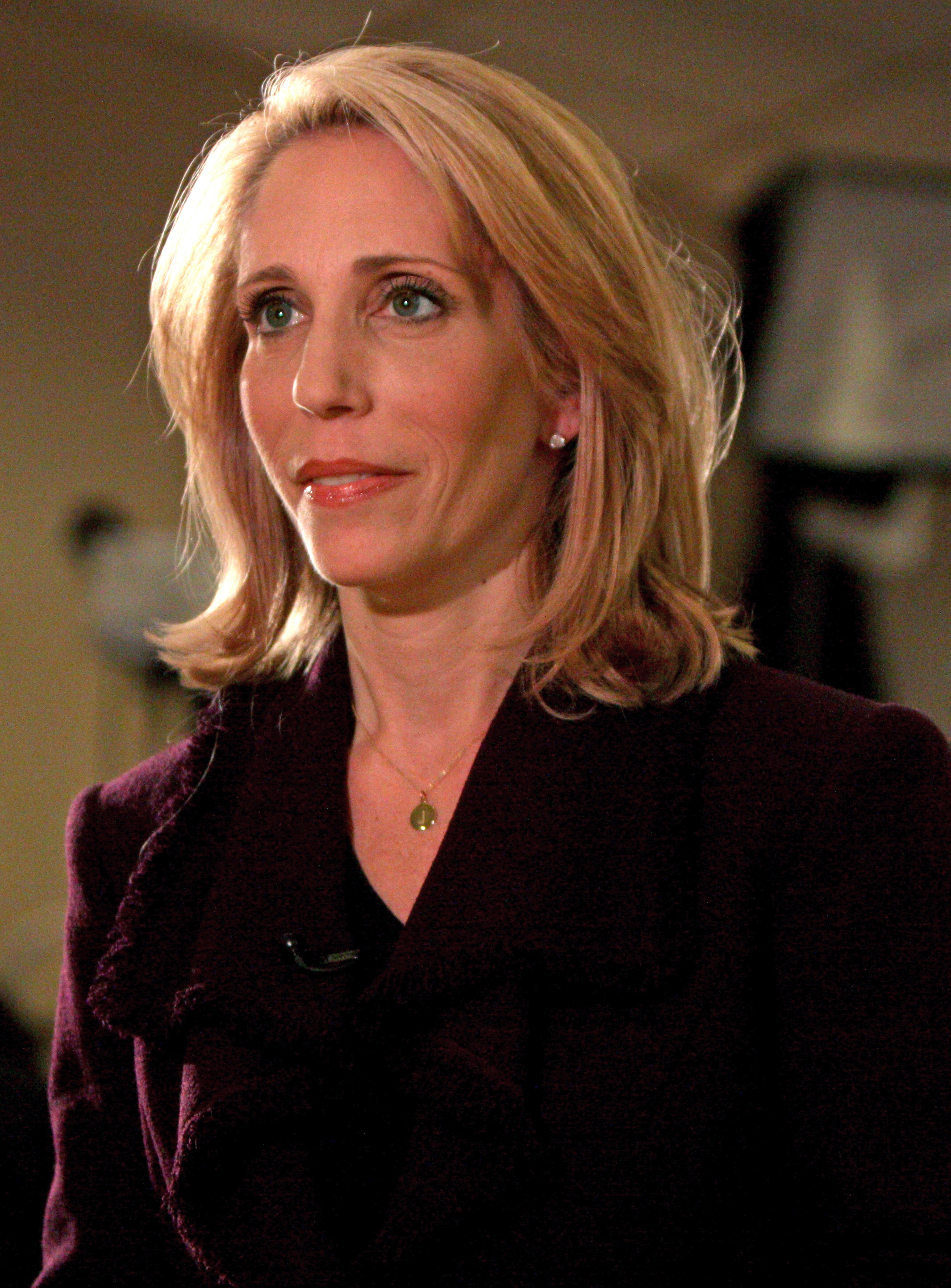
Dana Bash (* 1971)

- Bash, Kenower W. (1913–1986), US-amerikanisch-schweizerischer Psychologe, Psychiater und Psychoanalytiker
- Bash-Liechti, Johanna (1907–1980), Schweizer Chemikerin, Medizinerin und Psychiaterin
- Basha Jakupi, Arta (* 1979), kosovarische Architektin, Hochschullehrerin und Prorektorin
- Basha, Arben (* 1947), albanischer Filmkulissenmaler
- Basha, Eqrem (* 1948), albanischer Lyriker und Schriftsteller
- Basha, Faiz (* 2002), singapurischer Skirennläufer
- Basha, Lulzim (* 1974), albanischer Politiker
- Basha, Migjen (* 1987), albanisch-schweizerischer Fußballspieler
- Basha, Vullnet (* 1990), schweizerisch-albanischer Fussballspieler
- Bashabes († 1615), politischer und militärischer Führer der nordamerikanischen Indianer vom Volk der Norridgewock
- Basham, Arthur Llewellyn (1914–1986), britischer Indologe und Historiker
- Bashar, Dima (* 2000), palästinensische Sängerin, Kinderdarstellerin und Moderatorin
- Bashar, Lamiya Aji, irakisch-jesidische MenschenrechtsaktivistinLamiya Aji Bashar

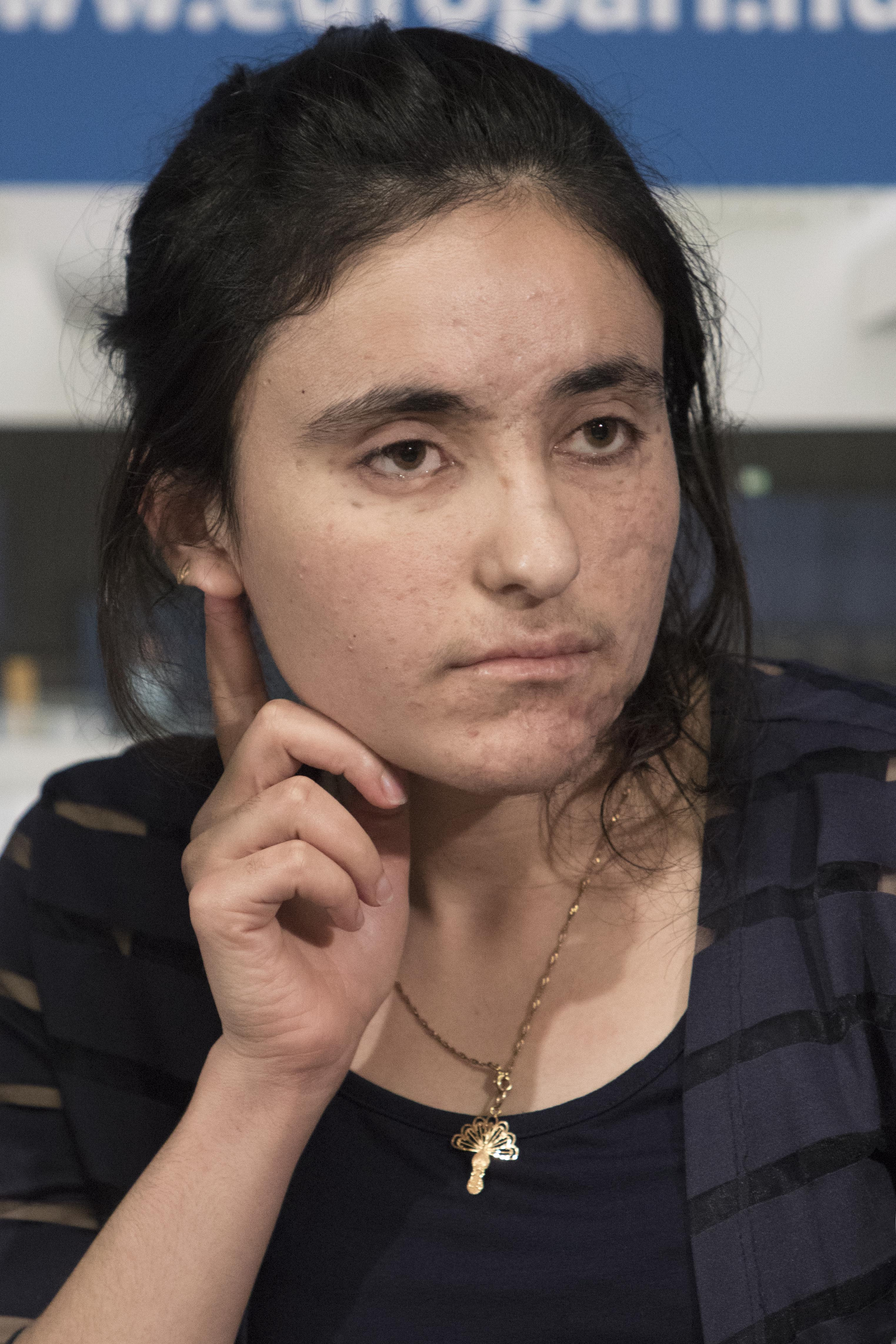
Lamiya Aji Bashar

- Bashardost, Ramasan (* 1965), afghanischer Politiker
- Bashe, Hussein (* 1975), tansanischer Politiker und Minister
- Bashear, Suliman (1947–1991), arabisch-israelischer Geschichtswissenschaftler und Orientalist
- Bashevkin, Isaak (* 1989), norwegischer Fußballschiedsrichterassistent
- Bashevkin, Sylvia (* 1954), kanadische Politikwissenschaftlerin
- Bashford, Coles (1816–1878), US-amerikanischer Jurist und Politiker
- Bashford, Katherine (1885–1953), US-amerikanische Gartendesignerin
- Bashforth, Francis (1819–1912), britischer Ballistiker und Mathematiker
- Bashful Brother Oswald (1911–2002), US-amerikanischer Gitarrist
- Bashi, Parsua (* 1966), iranische Grafikdesignerin, Modedesignerin und Autorin
- Bashingili, Ndabili (* 1979), botswanischer Marathonläufer
- Bashir, Amjad (* 1952), britischer Politiker, MdEP
- Bashir, Atif (* 1985), pakistanischer Fußballspieler
- Bashir, Farshad (* 1988), niederländischer Politiker
- Bashir, Halima (* 1979), sudanesische Ärztin und Autorin
- Bashir, Khalid (* 1968), pakistanischer Hockeyspieler
- Bashir, Marie (* 1930), australische Politikerin
- Bashir, Martin (* 1963), englischer JournalistMartin Bashir (* 1963)

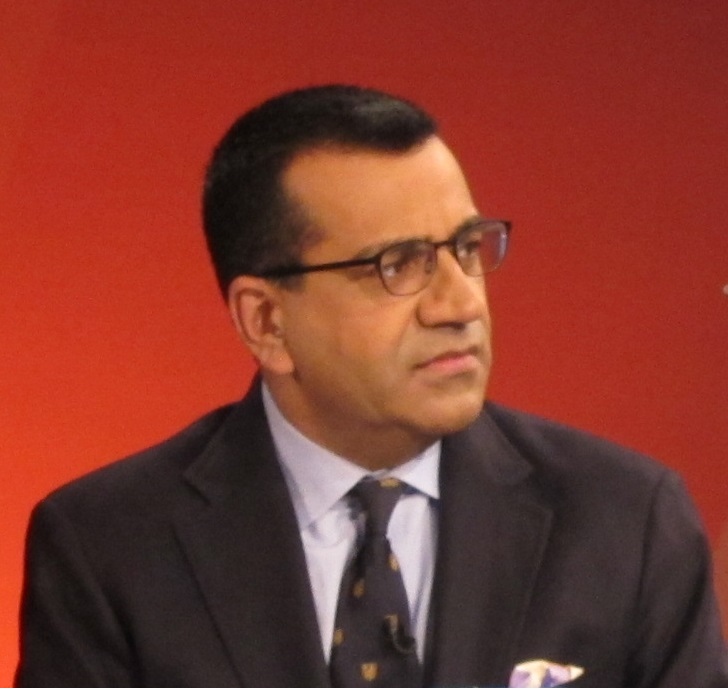
Martin Bashir (* 1963)

- Bashir, Palwasha (* 1987), pakistanische Badmintonspielerin
- Bashir, Ruzwana (* 1983), britische Unternehmerin
- Bashir, Shoaib (* 2003), englischer Cricketspieler
- Bashir, Syukri (* 1998), singapurischer Fußballspieler
- Bashiri, Iraj (* 1940), iranischer Historiker und Iranist
- Bashirian, Hamidreza (* 1994), iranischer Grasskiläufer
- Bashkirtseff, Marie († 1884), russisch-französische Malerin, Schriftstellerin, Philosophin
- Bashmore, Julio, britischer DJ
- Basho, Robbie (1940–1986), US-amerikanischer Fingerstyle-Gitarrist, Pianist und Sänger
- Basho-Junghans, Steffen (1953–2022), deutscher Gitarrist und Songwriter
- Basholli, Blerta (* 1983), kosovarische Filmregisseurin, Drehbuchautorin und Filmproduzentin
- Bashore, Julian (* 1972), amerikanischer Geschäftsmann
- Bashore, Juliet (* 1956), US-amerikanische Filmregisseurin
- Bashung, Alain (1947–2009), französischer Sänger und SchauspielerAlain Bashung (1947–2009)

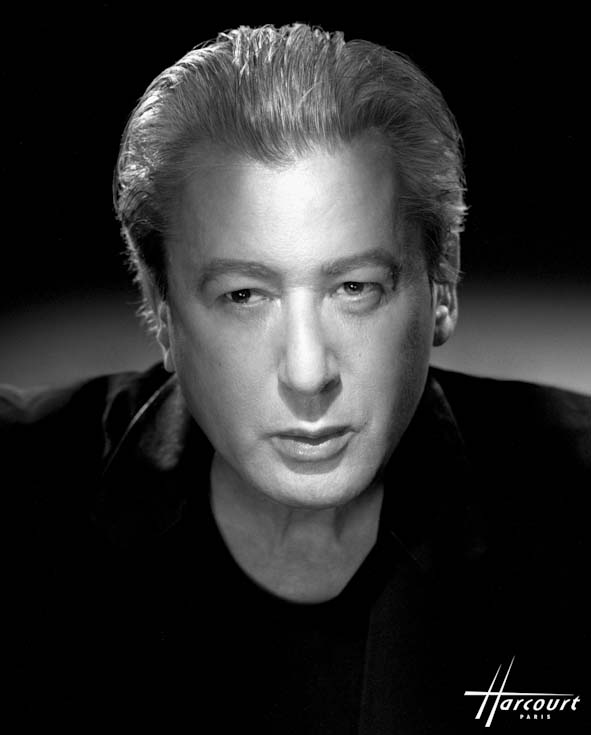
Alain Bashung (1947–2009)

- Bashungwa, Innocent (* 1979), tansanischer Politiker
- Bashuysen, Heinrich Jacob van (1679–1758), deutscher reformierter Theologe und Hebraist
- Bashy (* 1985), englischer Grime-Rapper und Schauspieler

### Basi
- Basi, Mik (* 1966), britischer Boxschiedsrichter
- Basiana, Clara (* 1991), spanische Synchronschwimmerin
- Başıbüyük, Sefa Akın (* 1993), türkischer Fußballspieler
- Bašić, Ajla (* 2001), bosnische Leichtathletin
- Bašić, Alen (* 1980), bosnischer Fußballspieler
- Bašić, Azra (* 1959), kroatischer Militär, Wärterin der Gefangenenlager Derventa
- Bašić, Edin (* 1979), bosnisch-herzegowinischer Handballspieler
- Basic, Hana (* 1996), australische Sprinterin
- Bašić, Ivan (* 2002), bosnischer Fußballspieler
- Bašić, Jasmin (* 1971), bosnischer Opernsänger (Tenor) und Autor
- Bašić, Krešimir (* 1975), kroatischer Basketballtrainer
- Bašić, Marijan (* 1986), kroatischer Handballspieler
- Bašić, Martina (* 1997), kroatische Tennisspielerin
- Bašić, Mirko (* 1960), kroatischer Handballnationaltorhüter
- Bašić, Mirza (* 1991), bosnischer Tennisspieler
- Bašić, Mladen (1917–2012), jugoslawischer Pianist und Dirigent
- Bašić, Relja (1930–2017), kroatischer Schauspieler und Politiker
- Basic, Robert (1966–2018), deutscher Blogger, Ökonom und Journalist
- Bašić, Toma (* 1996), kroatischer Fußballspieler
- Bašičević, Ilija (1895–1972), serbischer Maler
- Basich, hunnischer Häuptling
- Basie, Count (1904–1984), US-amerikanischer Jazz-Pianist, Organist und BandleaderCount Basie (1904–1984)

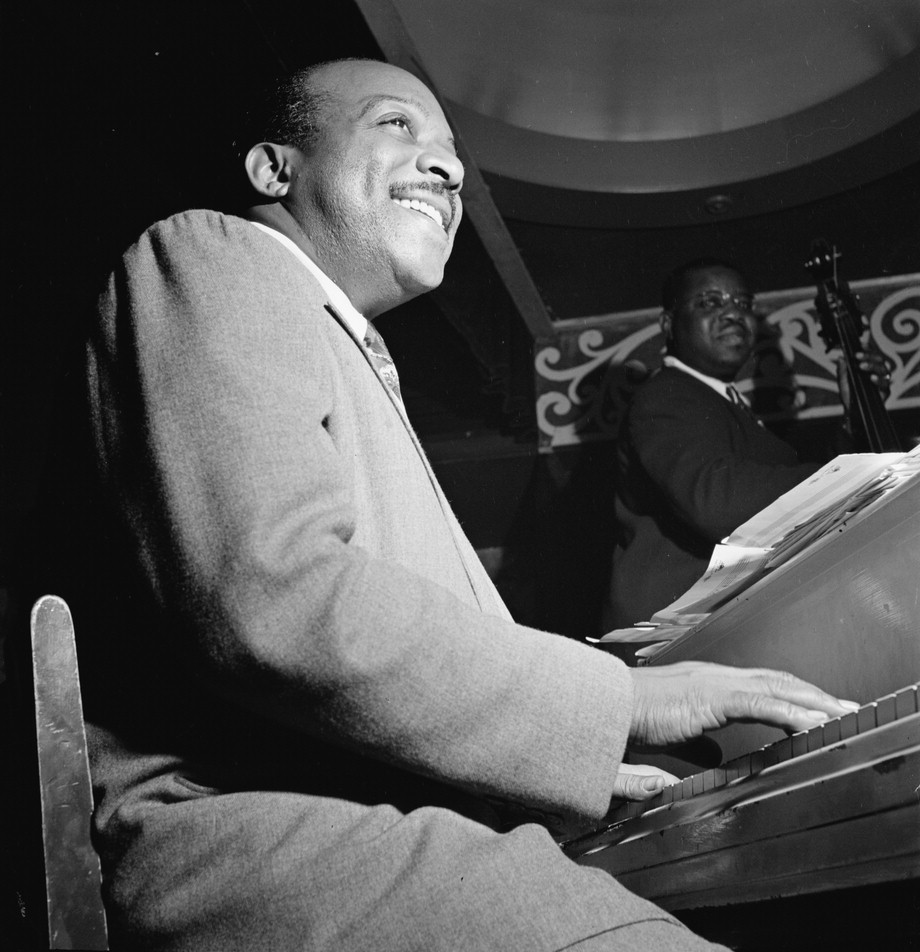
Count Basie (1904–1984)

- Basieux, Pierre (1944–2016), belgischer Mathematiker und Sachbuchautor mit Schwerpunkt auf der Spieltheorie
- Bäsig, Andreas (* 1955), deutscher Mittel- und Langstreckenläufer
- Basikow, Klaus (1937–2015), deutscher Fußballspieler und -trainer
- Basil Gray (1904–1989), englischer Kunsthistoriker
- Basil, Adam (* 1975), australischer Leichtathlet
- Basil, Colonel de (1888–1951), russisch-englischer Ballett-Manager
- Basil, Friedrich (1862–1938), deutscher Theaterschauspieler, -regisseur und Schauspiellehrer
- Basil, Hans (* 1872), deutscher Theaterschauspieler und Opernsänger (Bariton)
- Basil, Otto (1901–1983), österreichischer Schriftsteller, Publizist und Journalist
- Basil, Priya (* 1977), britische Schriftstellerin
- Basil, Toni (* 1943), US-amerikanische Popsängerin, Choreografin und SchauspielerinToni Basil (* 1943)

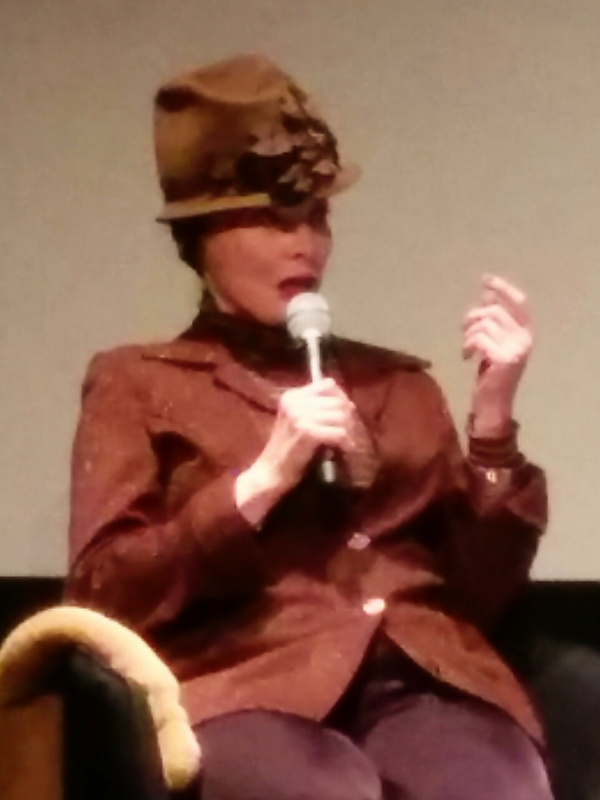
Toni Basil (* 1943)

- Basila, Thomas (* 1999), französischer Fußballspieler
- Basile de Glemona (1648–1704), Missionar und Sinologe
- Basile, Adriana, italienische Sängerin
- Basile, Alfio (* 1943), argentinischer Fußballspieler und -trainer
- Basile, André (* 1969), französischer Fußballspieler
- Basile, Elena (* 1959), italienische Diplomatin
- Basile, Ernesto (1857–1932), italienischer Architekt des Jugendstils
- Basile, Fabio (* 1994), italienischer Judoka
- Basile, Frank (* 1978), US-amerikanischer Jazzmusiker
- Basile, Gennaro (1722–1782), italienischer Maler und Zeichner
- Basile, Giambattista († 1632), italienischer Märchendichter
- Basile, Gianluca (* 1975), italienischer Basketballspieler
- Basile, Giorgio (* 1960), italienischer Mafioso und ehemaliger Auftragsmörder der ’Ndrangheta
- Basile, Giovanni Battista Filippo (1825–1891), italienischer Architekt und Landschaftsarchitekt
- Basile, Leonardo (* 1983), italienischer Taekwondoin
- Basile, Luca (* 2002), spanischer Eishockeyspieler
- Basile, Nino (1866–1937), italienischer Historiker und Kunsthistoriker
- Basile, Pasquale, italienischer Stuntman, Waffenmeister und Schauspieler
- Basile, Pietro (* 1989), italienischer SängerPietro Basile (* 1989)

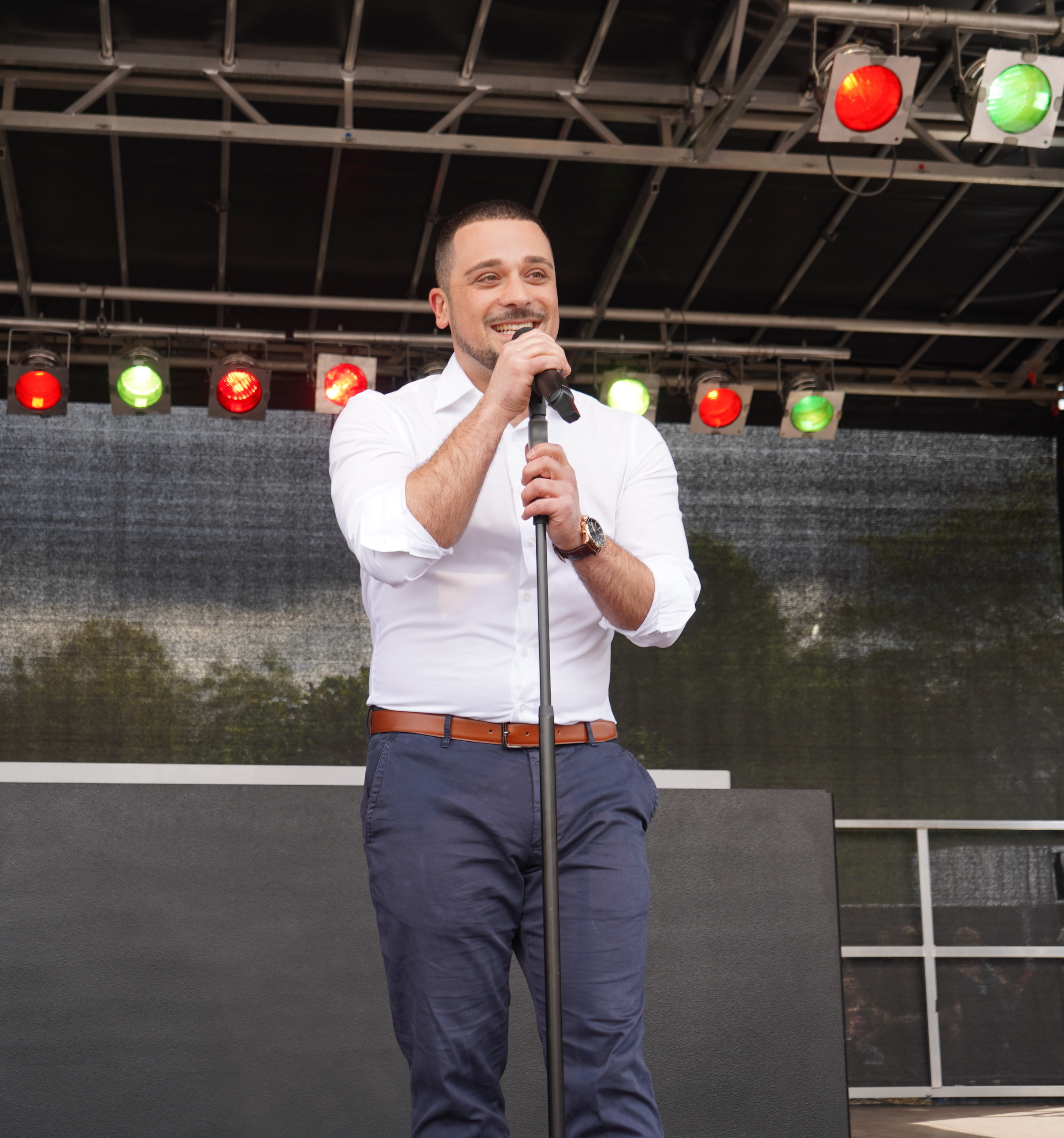
Pietro Basile (* 1989)

- Basile, Riccardo (* 1991), deutscher Fernsehmoderator
- Basile, Salvatore (* 1940), kolumbianisch-italienischer Filmproduzent und Schauspieler
- Basilea, Solomon Aviad Sar Shalom, italienischer Rabbiner und Kabbalist
- Basileios, Patriarch von Jerusalem
- Basileios Chalkocheir, byzantinischer Usurpator
- Basileios Chotzas, byzantinischer Usurpator gegen Kaiser Isaak II.
- Basileios I. († 886), byzantinischer Kaiser
- Basileios I. Skamandrenos, ökumenischer Patriarch von Konstantinopel (970–973)
- Basileios II. (958–1025), Kaiser des byzantinischen Reiches (976–1025)Basileios II. (958–1025)

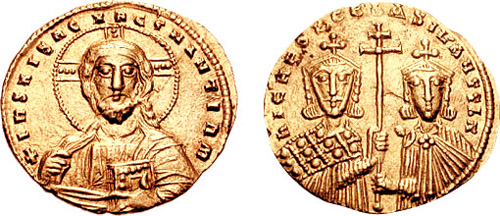
Basileios II. (958–1025)

- Basileios II. Kamateros, Patriarch von Konstantinopel
- Basileios Komnenos († 1340), Kaiser von Trapezunt
- Basileios Komnenos der Jüngere (* 1358), trapezuntischer Prinz, Sohn von Kaiser Alexios III.
- Basileios Lakapenos, byzantinischer Eunuch, illegitimer Sohn des Kaisers Romanos I.
- Basileios Onomagulos, byzantinischer Gegenkaiser auf Sizilien
- Basileios Peteinos, byzantinischer Hofwürdenträger und Rebell
- Basileios Skleros, byzantinischer Patrikios und Rebell gegen Kaiser Konstantin VIII.
- Basileios Vatatzes († 1194), byzantinischer Feldherr, Vater des byzantinischen Kaisers Johannes III. Vatatzes im Exil in Nikaia (1222–1254)
- Basileios von Seleukeia, orthodoxer Bischof von Seleukeia und Autor
- Basilewski, Alexander Petrowitsch (1829–1899), russischer Diplomat und Sammler
- Basilewski, Juri Jakowlewitsch (1912–1983), sowjetischer Computeringenieur
- Basilewsky, Pierre (1913–1993), belgischer Entomologe russischer Herkunft
- Basilico, Gabriele (1944–2013), italienischer Architekturfotograf
- Basilico, Moritz (* 1994), deutscher Schauspieler
- Basilico, Valentina (* 2003), italienische Radrennfahrerin
- Basilides, Gnostiker in Alexandria
- Basilides von Rom, römischer Soldat, Märtyrer
- Basilidesz, László (* 1979), rumänischer Eishockeyspieler
- Basilidesz, Tibor (* 1982), rumänischer Eishockeyspieler
- Basilina, Mutter des römischen Kaisers Julian
- Basilio da Silva, Charles Fernando (* 1985), brasilianischer Fußballspieler
- Basilio, Carmen (1927–2012), US-amerikanischer Boxer
- Basilio, Enriqueta (1948–2019), mexikanische Leichtathletin und Politikerin
- Basilio, Lari (* 1988), brasilianische Gitarristin
- Basiliskianos, byzantinischer Patrikios, kurzzeitiger Thronfolger Michaels III.
- Basiliskos († 476), oströmischer Gegenkaiser in den Jahren 475 und 476
- Basiliskos der Jüngere, Unterkaiser des oströmischen Kaisers Zenon
- Basilissa, Heilige der christlichen Kirche und Märtyrer
- Basilissa, christliche Heilige
- Basilitzes, byzantinischer Patrikios und Senator slawischer Herkunft
- Basilius, Bagaudenführer in Hispanien
- Basilius der Große († 379), Asket, Bischof und KirchenlehrerBasilius der Große († 379)

Basilius der Große († 379)

- Basilius der Selige (* 1468), russischer Heiliger
- Basilius Venantius, römischer Politiker und Konsul (508)
- Basilius von Ancyra, spätantiker christlicher Bischof und Theologe
- Basilius, Daniel (1585–1628), slowakischer Polyhistor
- Basilius, Flavius Caecina Decius, römischer Politiker, Konsul 463 n. Chr.
- Basilius, István (1525–1581), unitarischer Theologe und Pfarrer, Gegner des Nonadorantismus
- Basilone, John (1916–1945), US-amerikanischer Soldat im Range eines Gunnery Sergeants
- Basim (* 1992), dänischer Popsänger und Songschreiber
- Basin, Nicolas (* 1998), französischer Fußballspieler
- Basin, Peter, Schweizer Tischler
- Basin, Pierre († 1497), franko-flämischer Sänger
- Basin, Thomas (1412–1491), französischer Bischof von Lisieux, Historiker und Chronist
- Basinas, Angelos (* 1976), griechischer Fußballspieler
- Basindawa, Mohammed (* 1935), jemenitischer Politiker
- Basiner, Theodor Friedrich Julius (1816–1862), russischer Botaniker
- Basinger, Kim (* 1953), US-amerikanische SchauspielerinKim Basinger (* 1953)

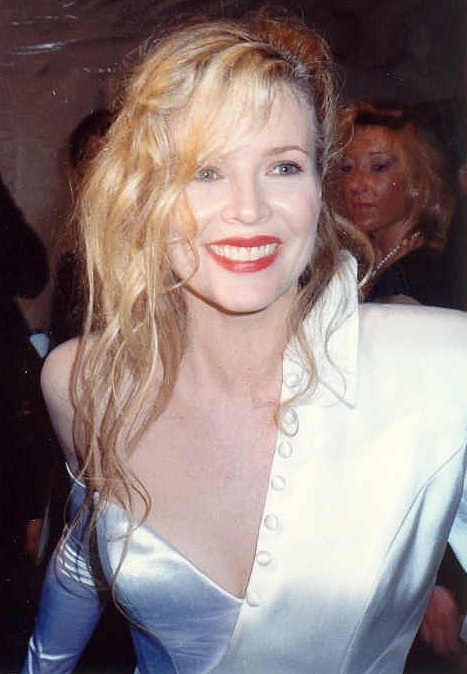
Kim Basinger (* 1953)

- Basini, Bruno (* 1933), französischer Autorennfahrer
- Basinio Basini (1425–1457), italienischer Dichter
- Bašinskas, Justinas (1923–2003), litauischer Komponist
- Basiński, Dariusz (* 1967), polnischer Schauspieler und Dichter
- Basinski, Ruth (1916–1989), deutsche Musikerin, Überlebende des Vernichtungslagers Auschwitz und Zeitzeugin
- Basinski, William (* 1958), US-amerikanischer Ambient-Avantgardekomponist, Musiker und VideokünstlerWilliam Basinski (* 1958)

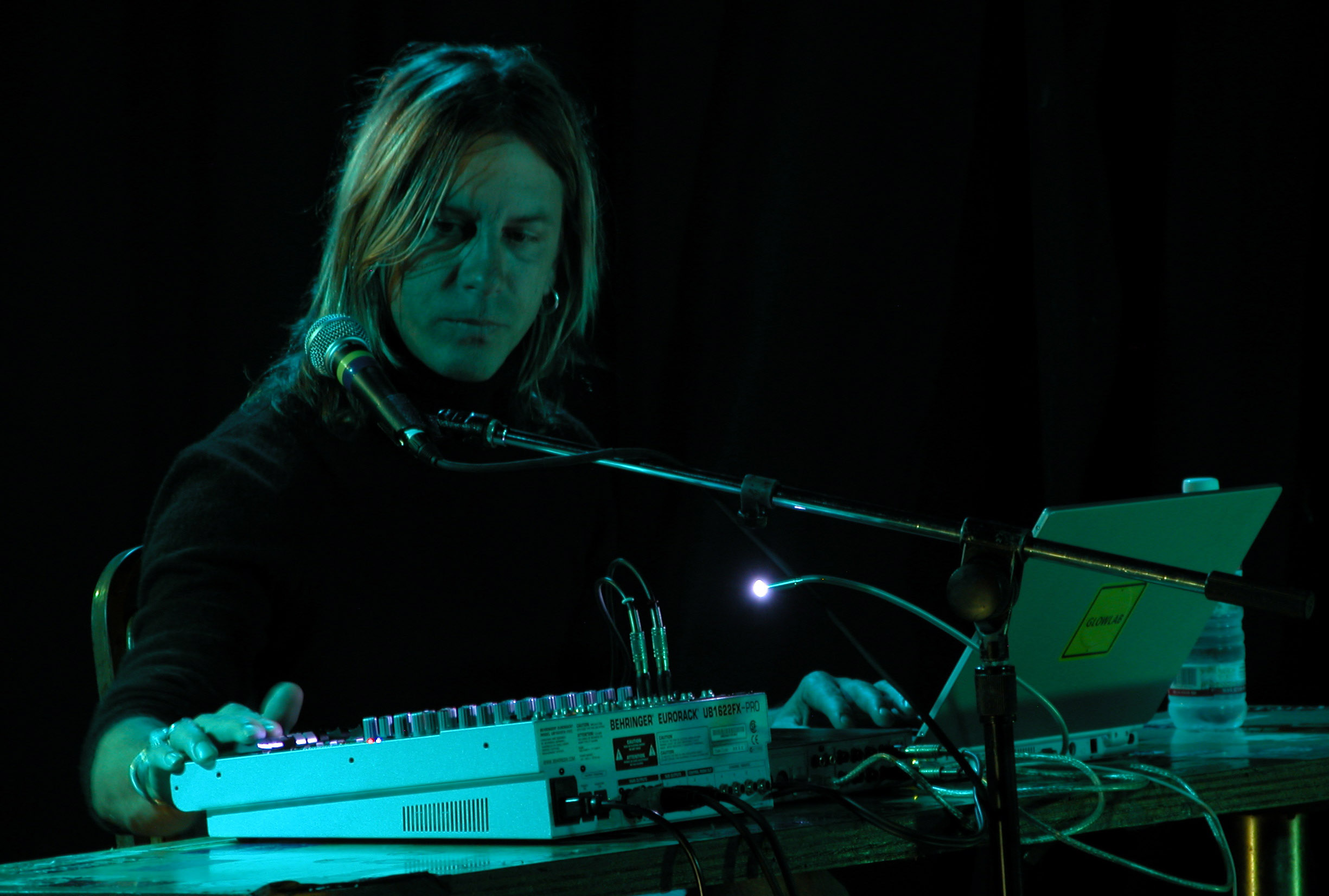
William Basinski (* 1958)

- Basinus von Trier († 705), Geistlicher, Erzbischof von Trier
- Basinyi, Lulu (* 1976), botswanischer Sprinter
- Basiony, Ahmed (1978–2011), ägyptischer Medienkünstler und Videokünstler
- Basir, Qasim, US-amerikanischer Drehbuchautor und Filmregisseur
- Basīr, Yūsuf al-, jüdischer Philosoph und Theologe
- Basîretçi Ali Efendi (* 1838), osmanischer Journalist der Tanzimatzeit
- Basiron, Philippe († 1491), französischer Komponist, Organist und Kleriker
- Başirow, Aliasker (* 1979), turkmenischer Boxer
- Basis, Austin (* 1976), US-amerikanischer Schauspieler
- Basis, Dimitris (* 1970), griechischer Sänger
- Basit, Ajmal (* 1978), US-amerikanischer Basketballspieler

### Bask
- Baška, Erik (* 1994), slowakischer Radrennfahrer
- Baskakeren, nubischer König
- Baskakow, Wladimir Jurjewitsch (* 1954), russischer Psychologe und Psychotherapeut
- Baskakowa, Irina (* 1956), sowjetische Sprinterin
- Baskaran, Vasudevan (* 1950), indischer Hockeyspieler
- Baskas, Antanas (* 1936), litauischer Politiker, Mitglied des Seimas
- Baskau, Dsmitryj (* 1978), belarussischer Eishockeyspieler und Geschäftsmann
- Bäskau, Heinz (1925–2015), deutscher Pädagoge, Sportwissenschaftler und Autor
- Baskerville, Howard (1885–1909), US-amerikanischer Presbyterianer im Iran
- Baskerville, James, englischer Ritter und Politiker
- Baskerville, John (1706–1775), englischer Typograf, Schreibmeister, Drucker
- Baskerville, Margaret (1861–1930), australische Bildhauerin, Aquarellmalerin und Pädagogin
- Baskerville, Paul (* 1961), britischer Journalist und Radiomoderator
- Baskett, Hank (* 1982), US-amerikanischer FootballspielerHank Baskett (* 1982)

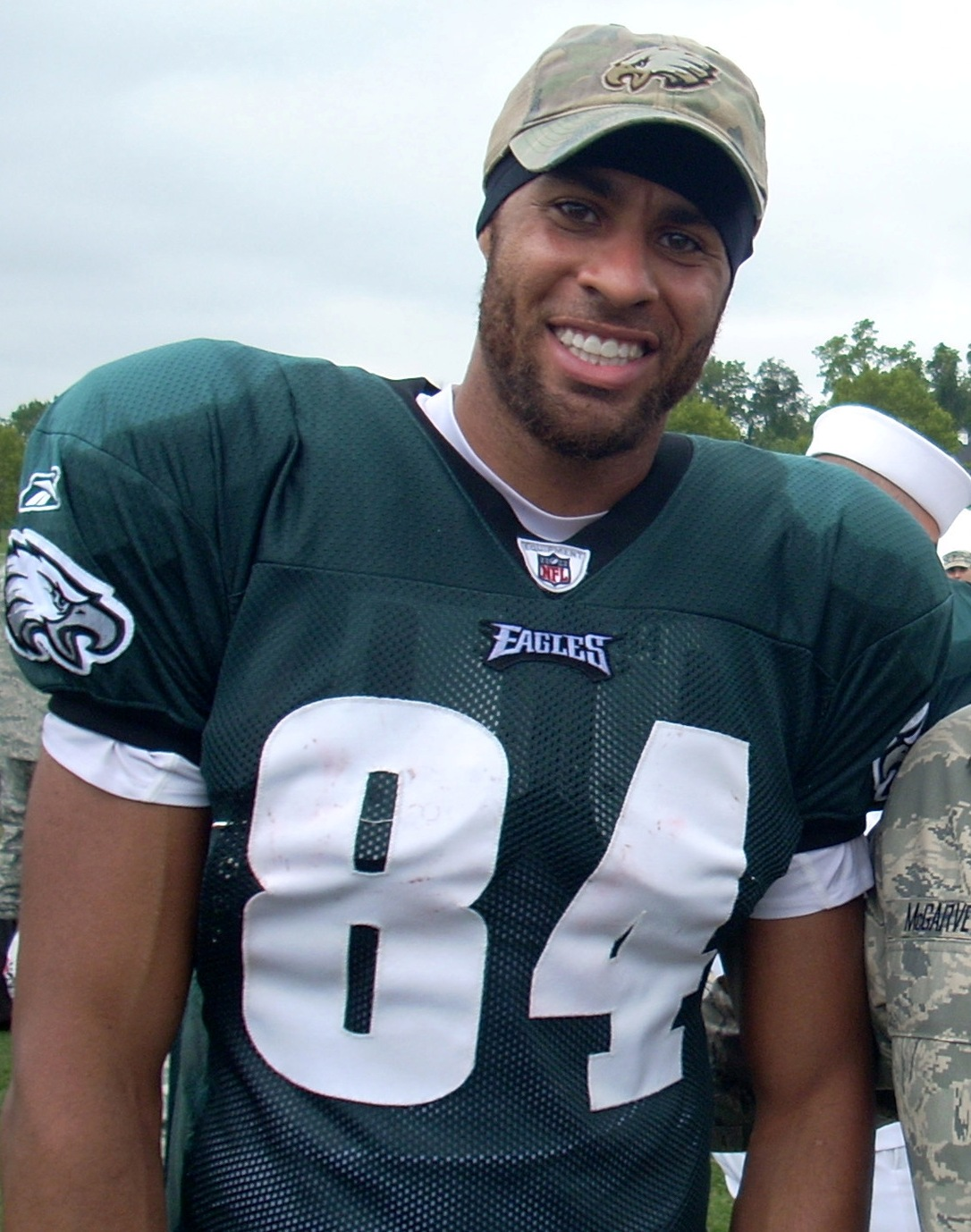
Hank Baskett (* 1982)

- Baskett, James (1904–1948), US-amerikanischer Film- und Theaterschauspieler
- Baskette, Michael (* 1970), amerikanischer Musikproduzent und Songwriter
- Baskfield, John (* 1965), US-amerikanischer Eisschnellläufer
- Baškienė, Rima (* 1960), litauische Politikerin (Seimas)
- Baskin, Carole (* 1961), US-amerikanische TierrechtsaktivistinCarole Baskin (* 1961)

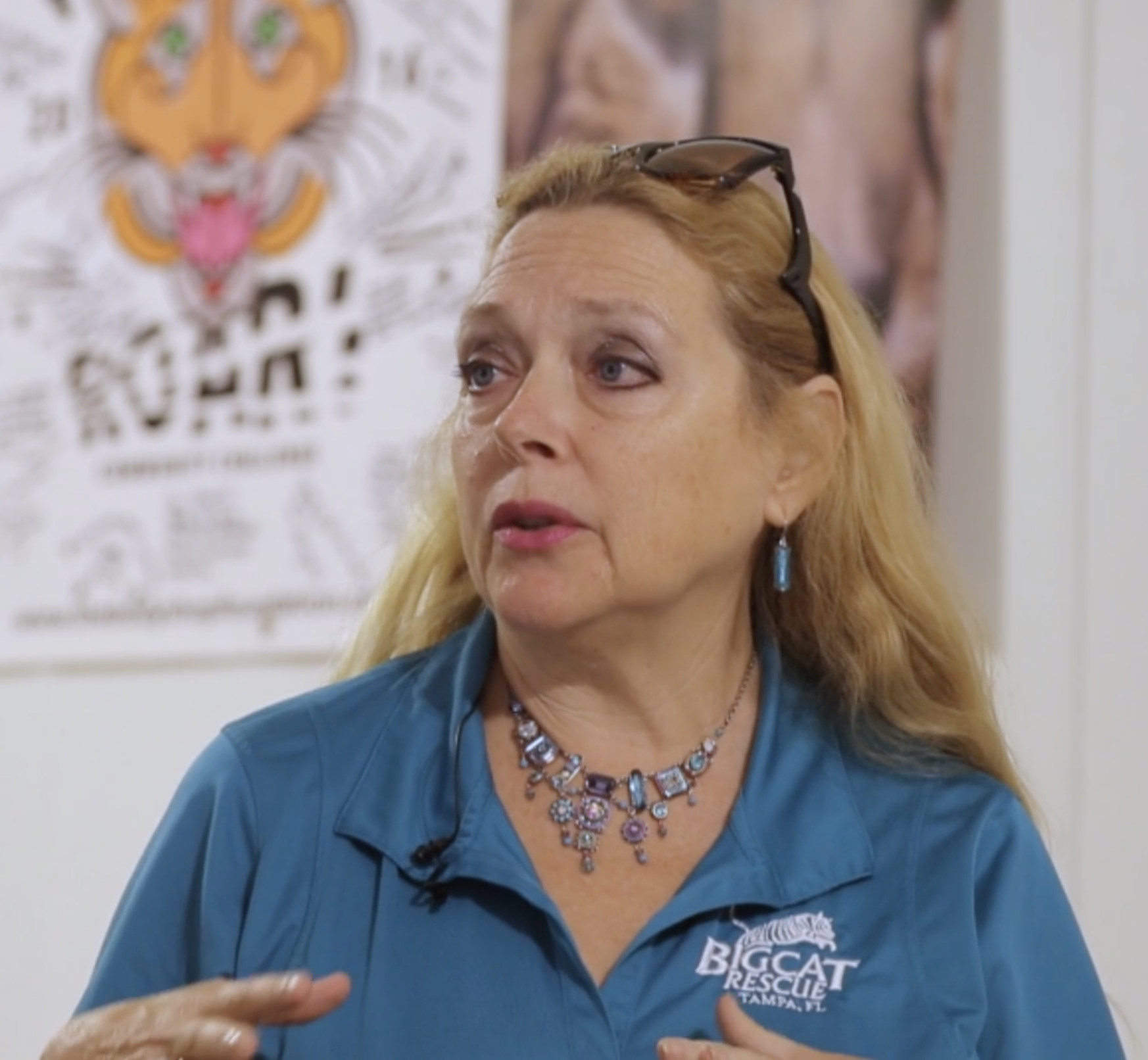
Carole Baskin (* 1961)

- Baskin, Elya (* 1950), US-amerikanischer Schauspieler
- Baskin, John, US-amerikanischer Drehbuchautor und Fernsehproduzent
- Baskin, Sonny (* 1957), US-amerikanischer Filmeditor
- Baskini, Sam (1890–1980), französischer Geiger und Kapellmeister
- Baskow, Nikolai Wiktorowitsch (* 1976), russischer Sänger und Opernsänger
- Baskowa, Swetlana Jurjewna (* 1965), sowjetische bzw. russische Filmregisseurin
- Başkurt, Hüsnü (* 1990), türkischer Fußballspieler

### Basl
- Başlamışlı, Eda Elif (* 1997), türkische Schauspielerin
- Başlantı, Seydihan (* 1983), deutsch-türkischer Fußballspieler
- Basler, Adolf (1878–1945), deutscher Mediziner und Hochschullehrer
- Basler, Adolphe (1878–1951), polnisch-französischer Autor, Galerist, Kunstkritiker, -historiker und -sammler
- Basler, Antonín (* 1956), tschechischer Geistlicher, Weihbischof in Olmütz
- Basler, Colette (* 1973), Schweizer Politikerin der Sozialdemokratischen Partei (SP)
- Basler, Emanuel der Ältere (1826–1903), deutscher Bildhauer
- Basler, Hannelore (* 1936), deutsche alpine Rennläuferin
- Bäsler, Hans-Jürgen (1938–2002), deutscher Fußballspieler
- Basler, Hermann (1896–1982), deutscher Schauspieler, Filmproduzent und Drehbuchautor
- Basler, Katharina (1777–1849), deutsche Schriftstellerin
- Basler, Konrad (* 1960), Schweizer Molekularbiologe und Entwicklungsbiologe
- Basler, Lulu (1908–1967), deutsche Sängerin und Schauspielerin
- Basler, Marianne (* 1964), französische Schauspielerin
- Basler, Mario (* 1968), deutscher Fußballspieler und -trainerMario Basler (* 1968)

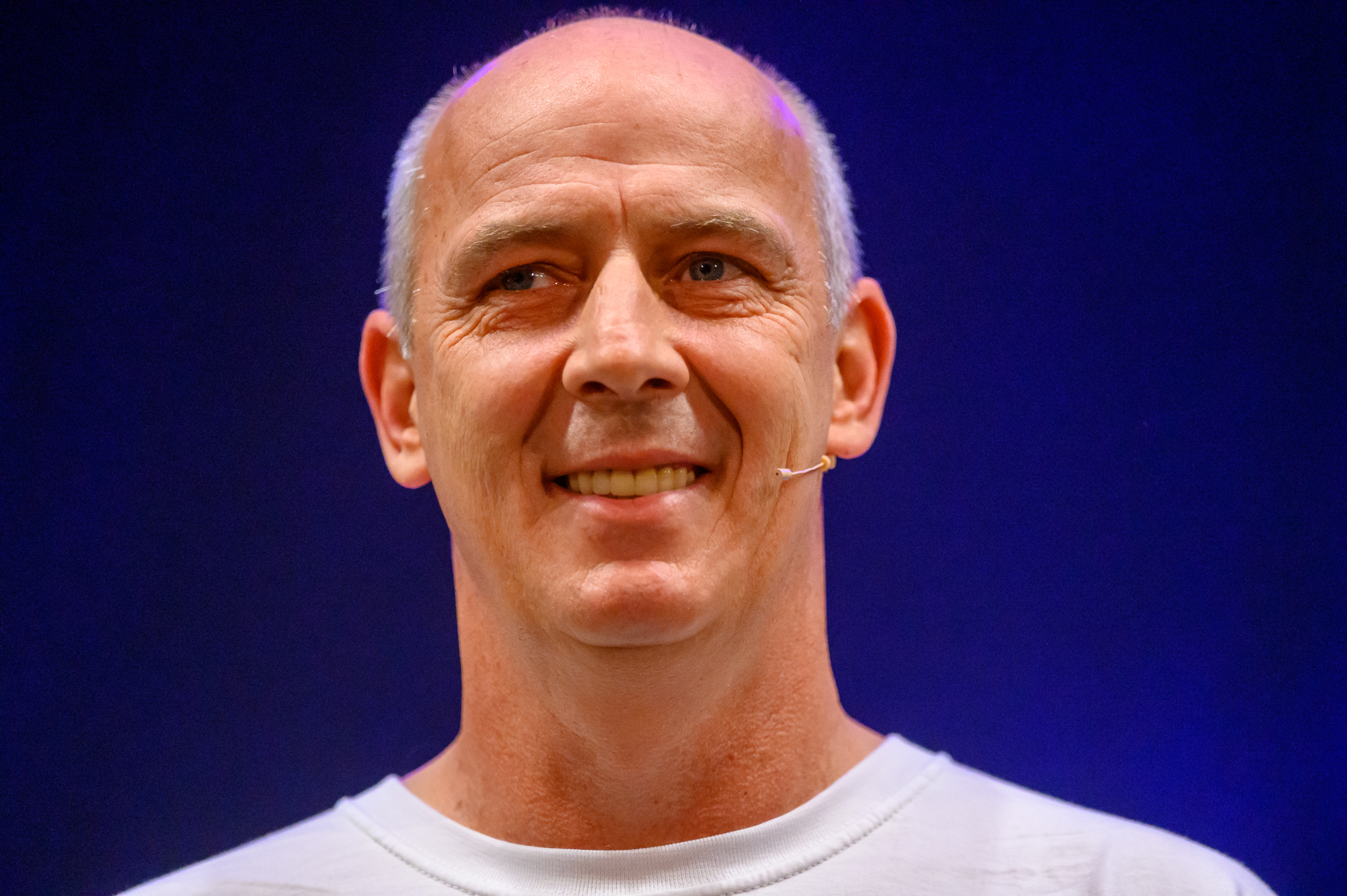
Mario Basler (* 1968)

- Basler, Otto (1892–1975), deutscher Germanist, Volkskundler und Bibliothekar
- Basler, Otto (1902–1984), Schweizer Literaturkritiker
- Basler, Patti (* 1976), Schweizer Bühnenpoetin, Autorin, Kabarettistin und Satirikerin
- Basler, Werner (1919–2015), deutscher Historiker und Hochschullehrer
- Basler-Kopp, Franz Karl (1879–1937), deutscher Maler und Zeichner
- Basletta, Giulio (1890–1975), italienischer Degenfechter
- Baslowa, Rufina (* 1990), belarussische Kunstschaffende
- Basly, Mohammed Sahbi (* 1952), tunesischer Diplomat

### Basm
- Basma, bint Talal (* 1951), Mitglied des jordanischen Königshauses der Haschemiten
- Basmacı, Mete (* 1939), türkischer Fußballspieler
- Basmadjan, Joseph (1920–1988), syrischer Geistlicher, Erzbischof von Aleppo
- Basmajian, John (1921–2008), kanadischer Wissenschaftler
- Basman Ben-Hayim, Rivka (1925–2023), litauisch-israelische Lyrikerin
- Basman, Joel (* 1990), Schweizer SchauspielerJoel Basman (* 1990)

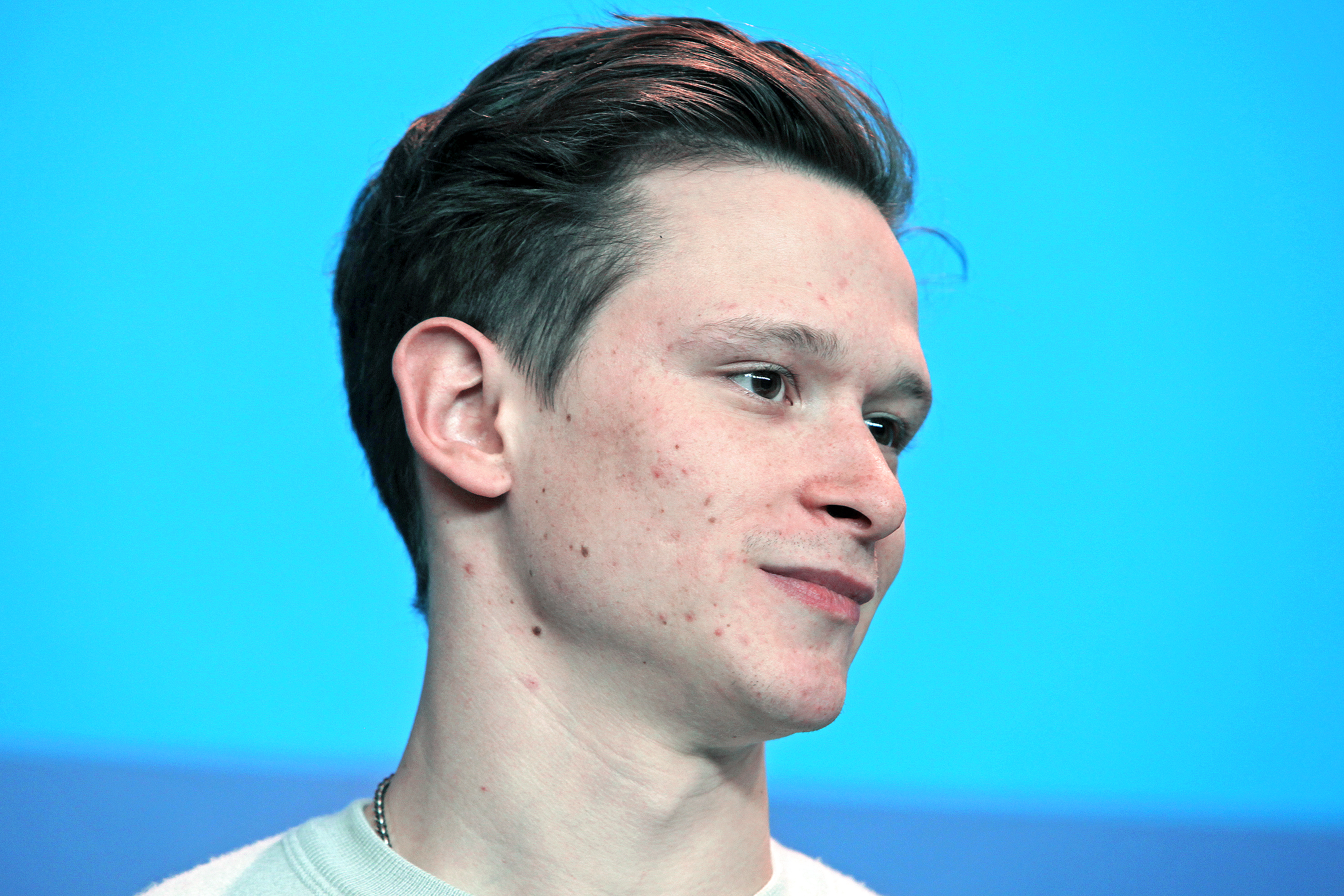
Joel Basman (* 1990)

- Basman, Michael (1946–2022), englischer Schachspieler
- Basmanow, Fjodor Alexejewitsch, russischer Opritschnik und Vertrauter des Zaren Iwan der Schreckliche
- Basmanow, Pjotr Fjodorowitsch († 1606), russischer Militärführer unter Zar Boris Godunow
- Basmaz, Bulut (* 1984), türkischer Fußballtorhüter

### Basn
- Basna, Yanto (* 1995), indonesischer Fußballspieler
- Basnage, Jacques (1653–1723), französischer protestantischer Theologe, Prediger, Kirchenhistoriker, Hebraist, Diplomat, Schriftsteller und Übersetzer
- Basner, Franz (* 1896), deutscher NS-Funktionär
- Basner, Georg (* 1905), deutscher Bühnenschriftsteller und Theaterschaffender
- Basner, Gerhard Friedrich (1928–2002), deutscher Schriftsteller von Wildwestromanen
- Basner, Weniamin Jefimowitsch (1925–1996), russischer Komponist
- Basnet, Krishna Bahadur (* 1983), nepalesischer Langstreckenläufer
- Basnett, David, Baron Basnett (1924–1989), britischer Gewerkschafter, Life Peer
- Basnizki, Ludwig (1885–1957), deutscher Gymnasialprofessor und Autor

### Baso
- Baso Chökyi Gyeltshen (1402–1473), 6. Ganden Thripa, 1. Tatshag Rinpoche
- Başoda, Ferdi (* 1983), türkischer Fußballspieler
- Başoğlu, Cenk (* 1976), deutscher Schlagersänger und Moderator türkischer Abstammung
- Başoğlu, Muhtar (1913–1981), türkischer Herpetologe
- Başol, Salim (1905–1990), türkischer Jurist und vorsitzender Richter in den Yassıada-Prozessen
- Basolo, Fred (1920–2007), US-amerikanischer Chemiker
- Basolus von Verzy († 630), katholischer und orthodoxer Heiliger
- Basonga, Paul (* 1994), österreichisch-afrikanischer Schauspieler
- Basora, Estanislao (1926–2012), spanischer Fußballspieler
- Basov, Dimitri (* 1963), US-amerikanischer Physiker
- Bášová, Alžběta (* 1993), tschechische Badmintonspielerin
- Bášová, Ludmila (* 1968), tschechische Badmintonspielerin

### Basp
- Başpınar, Deniz (* 1972), deutsche Psychologin, Journalistin und Autorin

### Basq
- Basqlābiǧ, erster erwähnter Fürst der slawischen Heveller
- Basquette, Lina (1907–1994), US-amerikanische Schauspielerin
- Basquiat, Jean-Michel (1960–1988), US-amerikanischer Graffitikünstler, Maler und ZeichnerJean-Michel Basquiat (1960–1988)

Jean-Michel Basquiat (1960–1988)

### Basr
- Basran, Gurjinder (* 1972), kanadische Schriftstellerin indischer Abstammung
- Basrawi, Claudia (* 1962), deutsche Schauspielerin, Übersetzerin, Autorin
- Basrawi, Mohammed Said (* 1931), saudischer Diplomat
- Basree Sanron (* 2002), thailändischer Fußballspieler
- Basri, Driss (1938–2007), marokkanischer Politiker, Innenminister von Marokko (1979–1999)

### Bass
- Bass Bittaye, Gina (* 1995), gambische Sprinterin
- Bass, Alfie (1921–1987), britischer Filmschauspieler
- Bass, Alfred (* 1867), österreichischer Arzt und NS-Verfolgter
- Bass, Andri (* 2001), Schweizer Unihockeyspieler
- Bass, Anna (1876–1961), französische Bildhauerin und Graveurin
- Bass, Bailey (* 2003), US-amerikanische Schauspielerin
- Bass, Benny (1903–1975), US-amerikanischer Boxer
- Bass, Bernard M. (1925–2007), US-amerikanischer Psychologe und Autor
- Bass, Bobby (1936–2001), US-amerikanischer Film- und Fernsehschauspieler und Stuntman
- Bass, Brandon (* 1985), US-amerikanischer Basketballspieler
- Bass, Charles (* 1952), amerikanischer Politiker (Republikaner), Mitglied des Repräsentantenhauses (1995–2007)
- Bass, Cody (* 1987), kanadischer Eishockeyspieler und -scout
- Bass, Dave (* 1950), US-amerikanischer Jazzmusiker
- Bass, Dick (1929–2015), US-amerikanischer Unternehmer und Bergsteiger
- Bass, Dick (1937–2006), US-amerikanischer Footballspieler
- Bass, Eduard (1888–1946), tschechischer Schriftsteller, Journalist, Sänger, Schauspieler, Rezitator, Conferencier und Texter
- Bass, Edward (* 1945), US-amerikanischer Unternehmer, Bankier, Philanthrop und Umweltschützer
- Baß, Erwin (1895–1976), deutscher Mediziner und Hochschullehrer
- Bass, Fontella (1940–2012), US-amerikanische R&B- und Soul-Sängerin, Pianistin und Komponistin
- Bass, Frank (1926–2006), amerikanischer Wissenschaftler auf dem Gebiet der Marktforschung und Marketingwissenschaft
- Bass, George († 1770), englischer Optiker und Hersteller von Linsen
- Bass, George (* 1771), britischer Forschungsreisender
- Bass, George Fletcher (1932–2021), US-amerikanischer Archäologe
- Bass, Hans-Heinrich (* 1954), deutscher Wirtschaftswissenschaftler und Hochschullehrer
- Bass, Heinrich (1690–1754), deutscher Mediziner
- Bass, Hyman (* 1932), US-amerikanischer Mathematiker
- Bass, Jeff, US-amerikanischer Musiker
- Bass, John Foster (1866–1931), US-amerikanischer Journalist (Kriegsberichterstatter)
- Bass, Jon (* 1989), US-amerikanischer Schauspieler
- Bass, Jules (1935–2022), US-amerikanischer Filmregisseur, Filmproduzent und Autor
- Bass, Karen (* 1953), US-amerikanische Politikerin der Demokratischen Partei
- Bass, L. G. (* 1948), amerikanische Schriftstellerin, Autorin von Kinderbüchern
- Bass, Lance (* 1979), US-amerikanischer Sänger, Schauspieler und FilmproduzentLance Bass (* 1979)

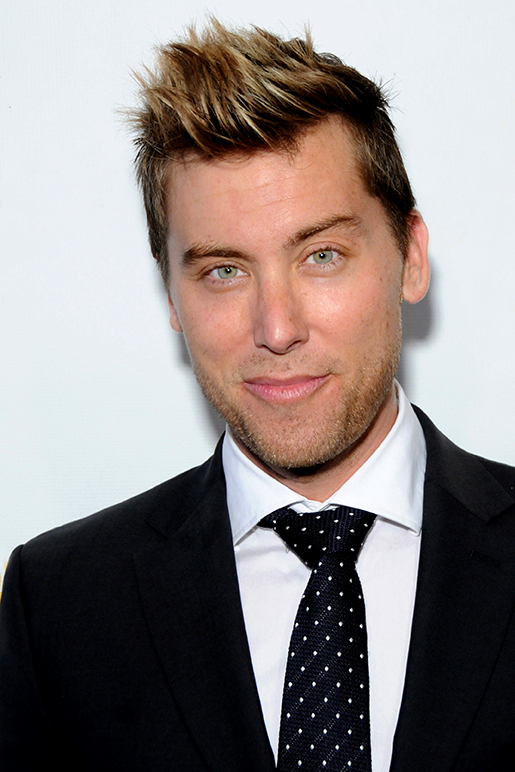
Lance Bass (* 1979)

- Bass, Lyman K. (1836–1889), US-amerikanischer Politiker
- Bass, Maria Cecilia Adelaide (1897–1948), schweizerische Malerin
- Bass, Mark, US-amerikanischer Hip-Hop-Produzent
- Bass, Michael (* 1939), US-amerikanischer Physiker
- Bass, Mickey (1943–2022), US-amerikanischer Jazzmusiker und Komponist
- Bass, Mistie (* 1983), US-amerikanische BasketballspielerinMistie Bass (* 1983)

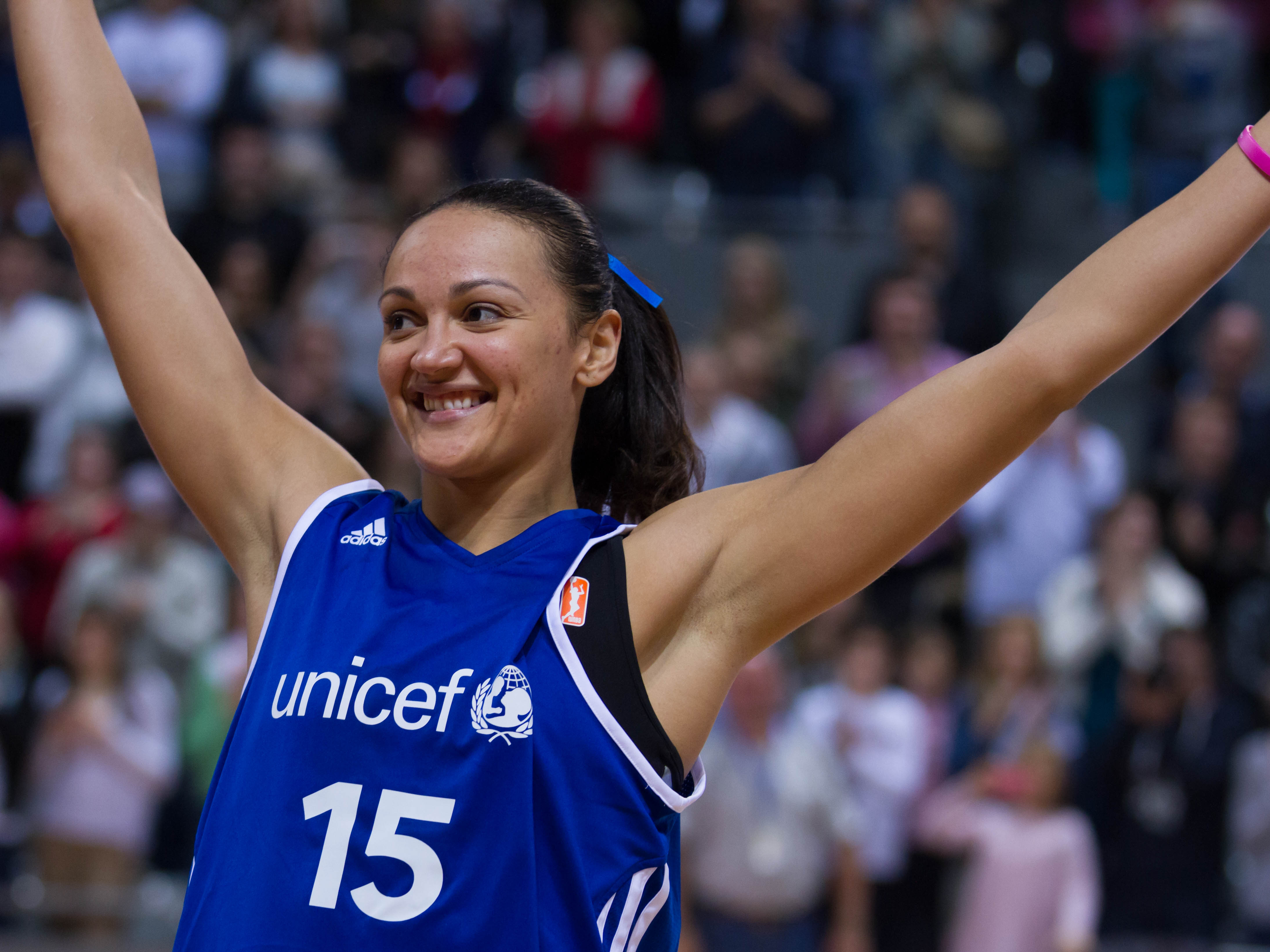
Mistie Bass (* 1983)

- Bass, Moissei Grigorjewitsch (1908–1984), sowjetischer Bauingenieur
- Bass, Nathan Henry (1808–1890), amerikanischer Politiker
- Bass, Nicole (1964–2017), US-amerikanische Bodybuilderin, Schauspielerin, Wrestlerin und Valet
- Bass, Norman, deutscher Hard Trance/Hard House DJ und Musikproduzent
- Bass, Perkins (1912–2011), US-amerikanischer Politiker
- Bass, Ralph (1911–1997), US-amerikanischer R&B-Produzent
- Bass, Randy (* 1954), US-amerikanischer Baseballspieler und Politiker
- Bass, Raymond (1910–1997), US-amerikanischer Turner und Rear Admiral
- Bass, Robert (* 1948), US-amerikanischer Unternehmer
- Bass, Robert P. (1873–1960), US-amerikanischer Politiker und Gouverneur des Bundesstaates New Hampshire (1911–1913)
- Bass, Ronald (* 1942), US-amerikanischer Drehbuchautor und Filmproduzent
- Bass, Ross (1918–1993), US-amerikanischer Politiker
- Bass, Saul (1920–1996), US-amerikanischer Filmemacher, Grafikdesigner, Illustrator und Typograf
- Bass, T. J. (1932–2011), US-amerikanischer Science-Fiction-Autor und Doktor der Medizin
- Bass, Tom (1859–1934), US-amerikanischer Pferdetrainer und Reiter
- Bass, Tom (1916–2010), australischer Maler und Bildhauer
- Bass, Tyler (* 1997), US-amerikanischer American-Football-Spieler
- Bass, Valma (* 1974), Sprinterin von St. Kitts und Nevis
- Bass, Victor (* 2006), deutscher Schauspieler, Skateboarder und Model
- Bass, William M. (* 1928), US-amerikanischer Anthropologe
- Bass-T (1979–2013), deutscher DJ und Musikproduzent

#### Bassa
- Bassa, Ferrer († 1348), katalanischer Maler
- Bassa, Fidel (* 1962), kolumbianischer Boxer
- Bassa, Gerhard (* 1980), österreichischer Fußballspieler
- Bassa, Jaime (* 1977), chilenischer Anwalt und Politiker
- Bassaeus Rufus, Marcus, römischer Prätorianerpräfekt
- Bassajew, Älichan (* 2005), kasachischer Eishockeyspieler
- Bassajew, Schamil Salmanowitsch (1965–2006), tschetschenischer Rebell und TerroristSchamil Salmanowitsch Bassajew (1965–2006)

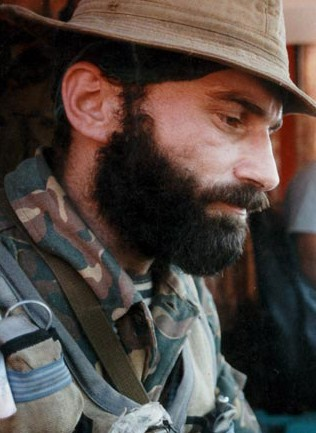
Schamil Salmanowitsch Bassajew (1965–2006)

- Bassaler, Roland (* 1946), französischer Autorennfahrer
- Bassam, Steve (* 1953), britischer Politiker (Labour Party und Co-operative Party)
- Bassan, Aldo (1926–1990), italienischer Dokumentarfilmer
- Başsan, Emrah (* 1992), türkischer Fußballspieler
- Bassana, Sula (* 1968), deutscher Multiinstrumentalist
- Bassand, Jean Baptiste (1680–1742), französischer Mediziner
- Bassanese, Alessandra (* 1996), italienische Handballspielerin
- Bassanesi, Giovanni (1905–1947), italienischer Antifaschist
- Bassani Antivari, Gaia (* 1978), grenadinisch-aserbaidschanische Skiläuferin
- Bassani, Giorgio (1916–2000), italienischer Schriftsteller und Publizist
- Bassani, Giovanni Battista (1650–1716), italienischer Violinist, Organist und Komponist
- Bassani, Johanna (2002–2020), österreichische Nordische Kombiniererin
- Bassanini, Katia (1969–2010), Schweizer Künstlerin
- Bassano, Alvise († 1554), italienischer Musiker
- Bassano, Anthony, italienischer Musiker
- Bassano, Baptista († 1570), italienischer Musiker
- Bassano, Francesco der Jüngere (1549–1592), italienischer Maler
- Bassano, Giovanni († 1617), italienischer Komponist und Instrumentalist
- Bassano, Jacomo († 1566), italienischer Musiker
- Bassano, Jacopo (1515–1592), italienischer MalerJacopo Bassano (1515–1592)

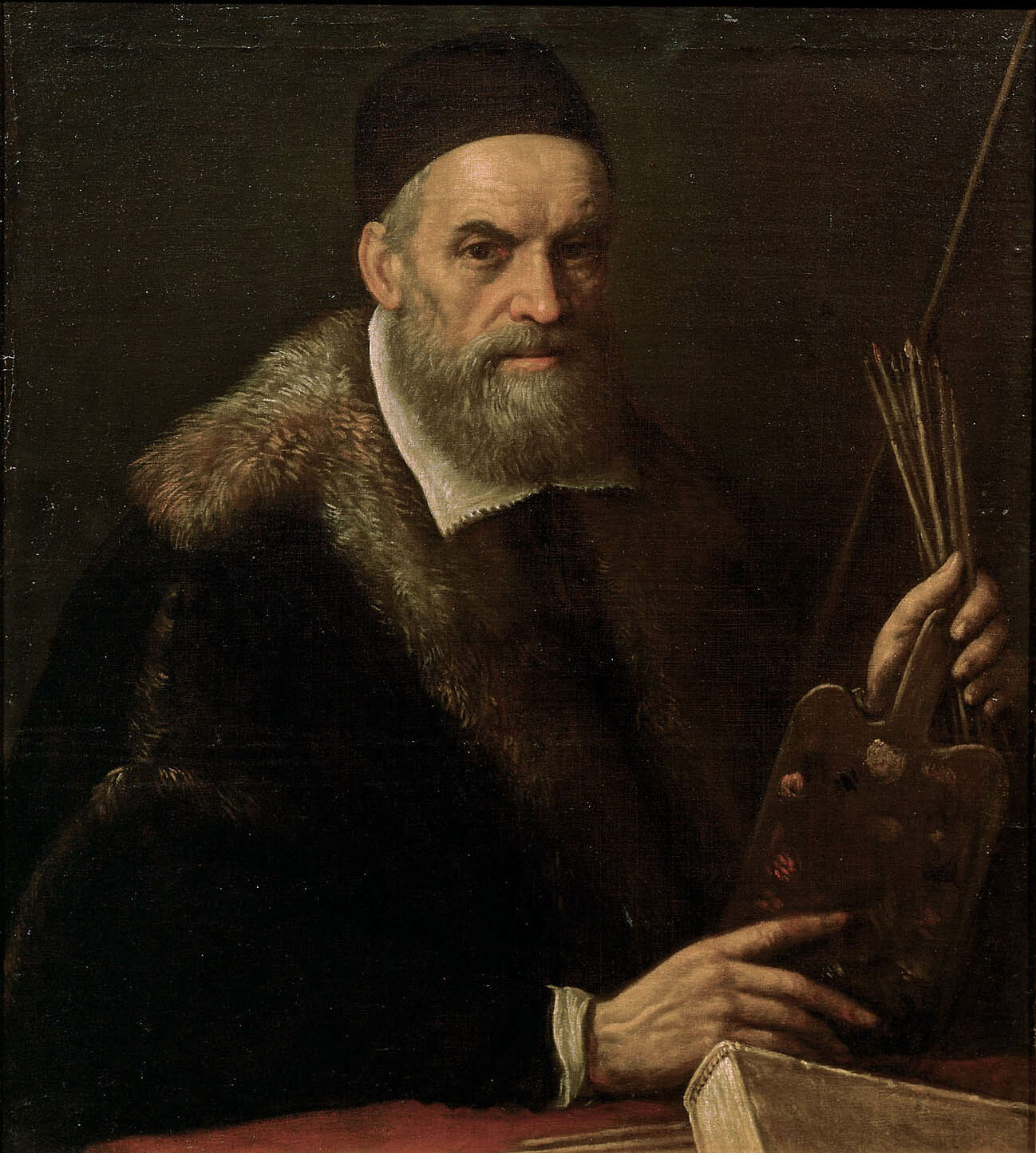
Jacopo Bassano (1515–1592)

- Bassano, Jasper († 1577), italienischer Musiker
- Bassano, Jeronimo (1480–1545), italienischer Musiker
- Bassano, John († 1570), italienischer Musiker
- Bassano, Leandro (1557–1622), italienischer Maler und einer der vier Söhne von Jacopo Bassano
- Bassano, Louisa (1818–1908), britische Opernsängerin (Mezzosopran)
- Bassano, Napoléon Joseph Hugues Maret, Duc de (1803–1898), französischer Politiker und Diplomat
- Bassante, Bartolomeo (* 1618), italienischer Maler des Barock
- Bassanville, Anaïs de († 1884), französische Autorin, Herausgeberin von Frauenzeitschriften, Journalistin und Übersetzerin
- Bassarab, Olha (1889–1924), ukrainische Aktivistin
- Bassarak, Gerhard (1918–2008), deutscher evangelischer Theologe, inoffizieller Mitarbeiter der DDR-Staatssicherheit
- Bassarewan, Aicha, osttimoresische Politikerin
- Bassarewan, Hamis († 1979), osttimoresischer Unabhängigkeitsaktivist und Politiker
- Bassargin, Wiktor Fjodorowitsch (* 1957), russischer Politiker
- Bassauer, Rochus (1942–2024), deutscher Drehbuchautor, Fernsehredakteur und Fernsehproduzent
- Bassaw, Ben (* 1989), französischer Sprinter

#### Basse
- Basse, Anne Marie (1877–1960), dänische Malerin
- Basse, August (1834–1910), deutscher Kaufmann, Unternehmer, Bankier und Mäzen, Mitbegründer des Historischen Museums Hannover
- Basse, Detmar (1764–1836), deutscher Unternehmer, Diplomat und Kunstsammler
- Basse, Ellen Margrethe (* 1948), dänische Juristin
- Basse, Friedrich Heinrich (1773–1829), deutscher Apotheker und Physiker
- Basse, Friedrich von (1893–1972), deutscher Kommunalpolitiker und Landesparlamentarier, Beteiligter am Hitlerattentat vom 20. Juli
- Basse, Gustav (1894–1944), deutscher Unternehmer, Widerstandskämpfer, KPD-Mitglied und NS-Opfer
- Basse, Heinrich (1853–1938), deutscher Erfinder und Unternehmer
- Basse, Hermann (1882–1933), deutscher Politiker (USPD, SPD), MdL
- Basse, Julius von (1848–1934), sächsischer General der Infanterie
- Basse, Karl von (1781–1868), deutscher Verwaltungsbeamter und Rittergutsbesitzer
- Basse, Karl von (1810–1894), preußischer Verwaltungsjurist und Landrat des Kreis Steinfurt (1839–1877)
- Basse, Martin (* 1960), deutscher Paläontologe
- Basse, Max von (1854–1940), deutscher Vizeadmiral der Kaiserlichen Marine
- Basse, Michael (* 1957), deutscher Schriftsteller
- Basse, Michael (* 1961), deutscher evangelischer Kirchenhistoriker
- Basse, Paul von (1851–1919), deutscher Verwaltungsjurist und Gutsbesitzer
- Basse, Pierre-Louis (* 1958), französischer Journalist und Schriftsteller
- Basse, Wilfried (1899–1946), deutscher Dokumentarfilmer und Kameramann
- Basse, Wilhelm (1863–1923), deutscher Kaufmann und Bankier
- Basse-Soltau, Ursula (1928–2017), deutsche Verlegerin und Autorin
- Bassedas, Christian (* 1973), argentinischer Fußballspieler, Manager und Trainer
- Baßeler, Ulrich (* 1943), deutscher Wirtschaftswissenschaftler
- Basselet de la Rosée, August Desiderius Graf (1898–1970), bayerischer Monarchist
- Basselet von La Rosée, Aloys (1747–1826), bayerischer Beamter und Richter sowie Freimaurer und Mitglied des Illuminatenordens
- Basselet von La Rosée, Johann Kaspar (1710–1795), deutscher Offizier und General der Bayerischen Armee
- Basselet von La Rosée, Theodor (1801–1864), bayerischer Generalmajor
- Basselin, Olivier, französischer Volksdichter
- Bassemir, Christian (* 1956), deutscher Hockeyspieler
- Bassen, Alexander (* 1965), deutscher Ökonom
- Bassen, Bartholomeus van (1590–1652), niederländischer Architekt und Maler
- Bassen, Bob (* 1965), kanadischer Eishockeyspieler
- Bassen, Chad (* 1983), deutsch-kanadischer Eishockeyspieler
- Bassen-Spiller, Paul (1892–1962), estnischer Militär
- Bassenauer, Hans Wilhelm (1938–1969), deutscher Serienmörder
- Bassène, Jean-Pierre (* 1951), senegalesischer Geistlicher und römisch-katholischer Bischof von Kolda
- Basseng, Gerdemie (1938–2010), deutsche Tänzerin, Kölner Tanzmariechen
- Basseng, Marc (* 1978), deutscher AutomobilrennfahrerMarc Basseng (* 1978)

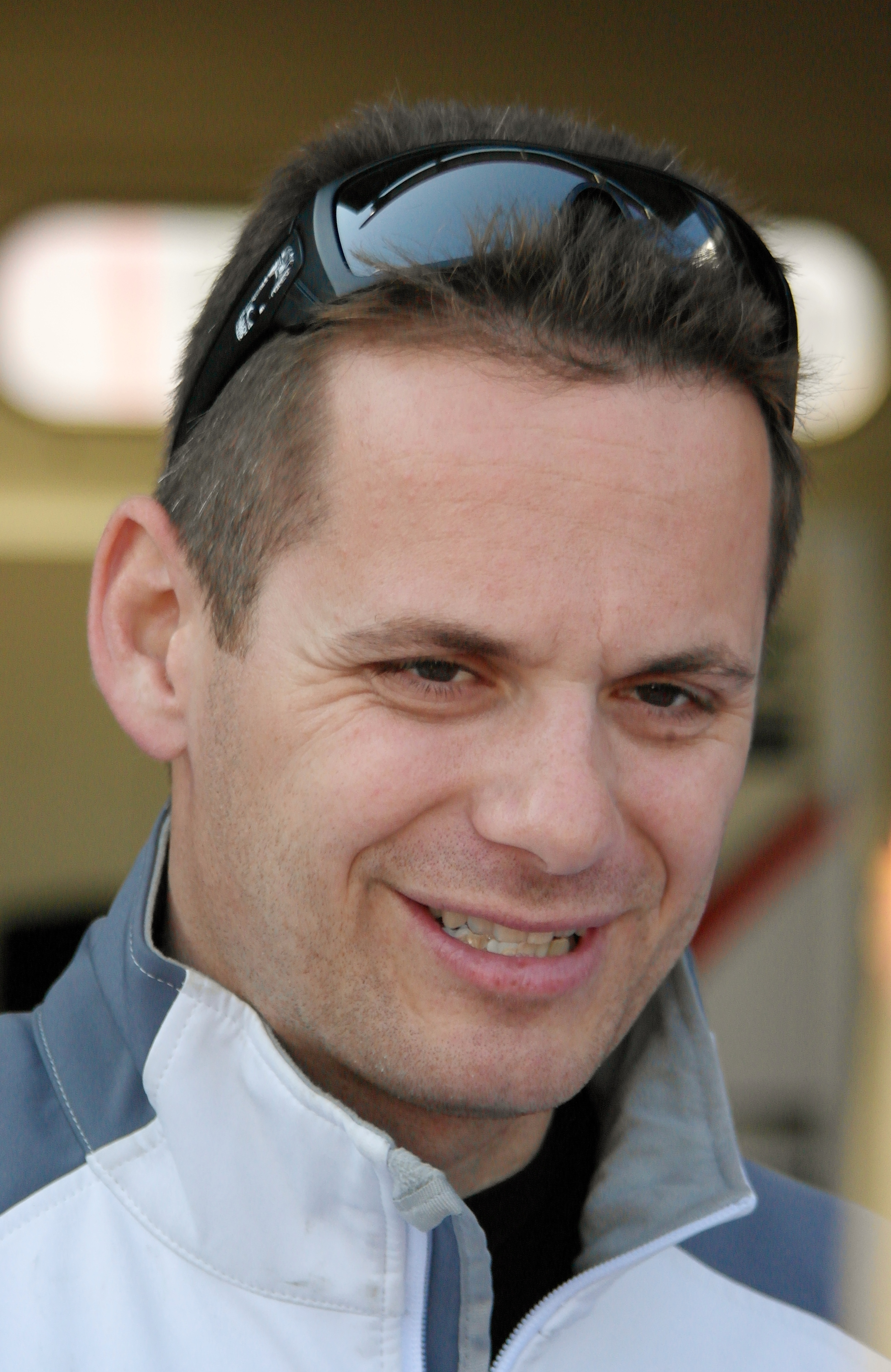
Marc Basseng (* 1978)

- Bassenge, Carl (1822–1890), deutscher Richter und Kommunalbeamter, MdHdA
- Bassenge, Edmund (1866–1941), deutscher Pädagoge
- Bassenge, Friedrich (1901–1970), deutscher Philosoph, Herausgeber und Lektor
- Bassenge, Gerhard (1897–1977), deutscher Offizier, zuletzt Generalmajor in der Zeit des Zweiten Weltkrieges
- Bassenge, Lisa (* 1974), deutsche Jazz-Sängerin
- Bassenge, Lothar (1818–1889), deutscher Richter und Parlamentarier
- Bassenge, Paul (1742–1812), Hofjuwelier in Paris
- Bassenge, Paul (1828–1898), deutscher Jurist, Kaufmann und Politiker (DFP), MdL (Königreich Sachsen)
- Bassenge, Peter (* 1934), deutscher Rechtswissenschaftler und Richter
- Bassenge, Ulrich (* 1956), deutscher Hörspielmacher, Komponist, Musiker, Autor und Regisseur
- Bassengius, Ägidius († 1595), franko-flämischer Komponist und Kapellmeister der Renaissance
- Bassénz, Hrachuhí (* 1979), armenische Opernsängerin (Sopran)
- Basseporte, Françoise (1701–1780), französische Malerin und Kupferstecherin
- Bassereau, Rémi (* 1999), französischer Volleyball- und Beachvolleyballspieler
- Bassermann, Adolf (1866–1943), deutscher Theaterschauspieler, Opernsänger (Tenor) und Stummfilmschauspieler
- Bassermann, Albert (1867–1952), deutscher SchauspielerAlbert Bassermann (1867–1952)

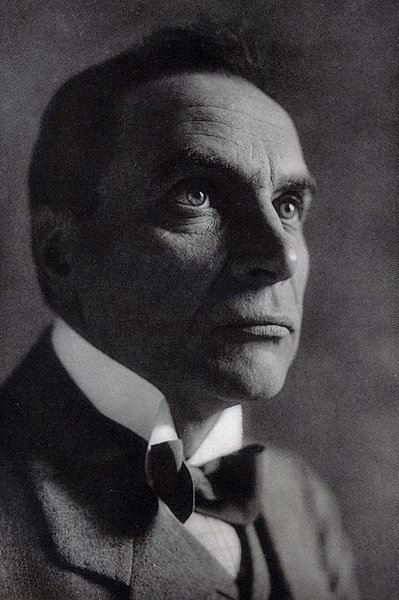
Albert Bassermann (1867–1952)

- Bassermann, Alfred (1856–1935), deutscher Danteforscher und Autor
- Bassermann, Anton (1821–1897), deutscher Jurist, Mitglied der Zweiten Kammer der Badischen Ständeversammlung
- Bassermann, August (1847–1931), deutscher Theaterschauspieler, Theaterregisseur und Intendant
- Bassermann, Else (1878–1961), deutsche Schauspielerin
- Bassermann, Ernst (1854–1917), deutscher Politiker, MdR, Vorsitzender der Nationalliberalen ParteiErnst Bassermann (1854–1917)

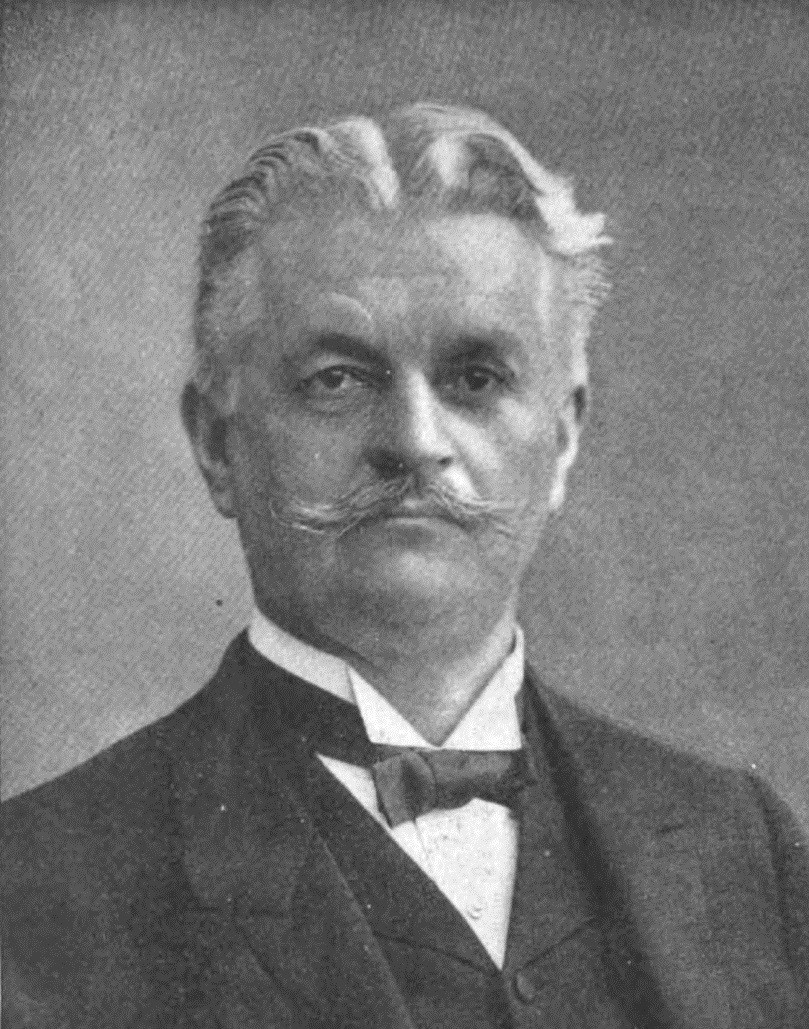
Ernst Bassermann (1854–1917)

- Bassermann, Friedrich Daniel (1811–1855), deutscher Unternehmer und liberaler Politiker
- Bassermann, Gustav Heinrich (1849–1909), deutscher evangelischer Theologe
- Bassermann, Hans (1888–1978), deutscher Violinist
- Bassermann, Johann Ludwig (1781–1828), deutscher Kaufmann und liberaler Politiker
- Bassermann, Johanna (1906–1998), deutsche Film- und Theaterschauspielerin
- Bassermann, Julie (1860–1940), deutsche Frauenrechtlerin
- Bassermann, Kurt (1880–1935), deutscher Bankmanager
- Bassermann, Otto Friedrich (1839–1916), deutscher Verleger
- Bassermann-Jordan, Emil (1835–1915), pfälzischer Weingutsbesitzer und Bankier
- Bassermann-Jordan, Ernst von (1876–1932), deutscher Kunsthistoriker und Uhrensammler
- Bassermann-Jordan, Friedrich von (1872–1959), deutscher Weingutsbesitzer und Ehrenbürger der Stadt Deidesheim
- Bassermann-Jordan, Ludwig (1869–1914), Bürgermeister und Winzer in Deidesheim
- Basset, Alan († 1232), englischer Adliger
- Basset, Alina († 1281), englische Adlige
- Basset, Aline († 1274), englische Adlige
- Basset, Brian (* 1957), US-amerikanischer Comiczeichner
- Basset, Fulk († 1259), englischer Bischof
- Basset, Gilbert († 1241), englischer Adliger und Rebell
- Basset, Joan, katalanischer Dichter und Troubadour
- Basset, Philip († 1271), englischer Adliger, Justiciar von England
- Basset, Philippa, englische Adlige
- Basset, Pierre-Henry (* 2004), französischer Radrennfahrer
- Basset, Ralph, englischer Adliger und Rebell
- Basset, Ralph († 1265), englischer Ritter
- Basset, Ralph, 2. Baron Basset of Drayton († 1343), englischer Adliger und Beamter
- Basset, Ralph, 3. Baron Basset of Drayton († 1390), englischer Adliger und Militär
- Basset, Roger (1881–1918), französischer Rugbyspieler und Leichtathlet
- Basset, Thomas, englischer Adliger und Richter
- Basset, Thomas, englischer Adliger, Militär und Höfling
- Bassett, Angela (* 1958), US-amerikanische SchauspielerinAngela Bassett (* 1958)

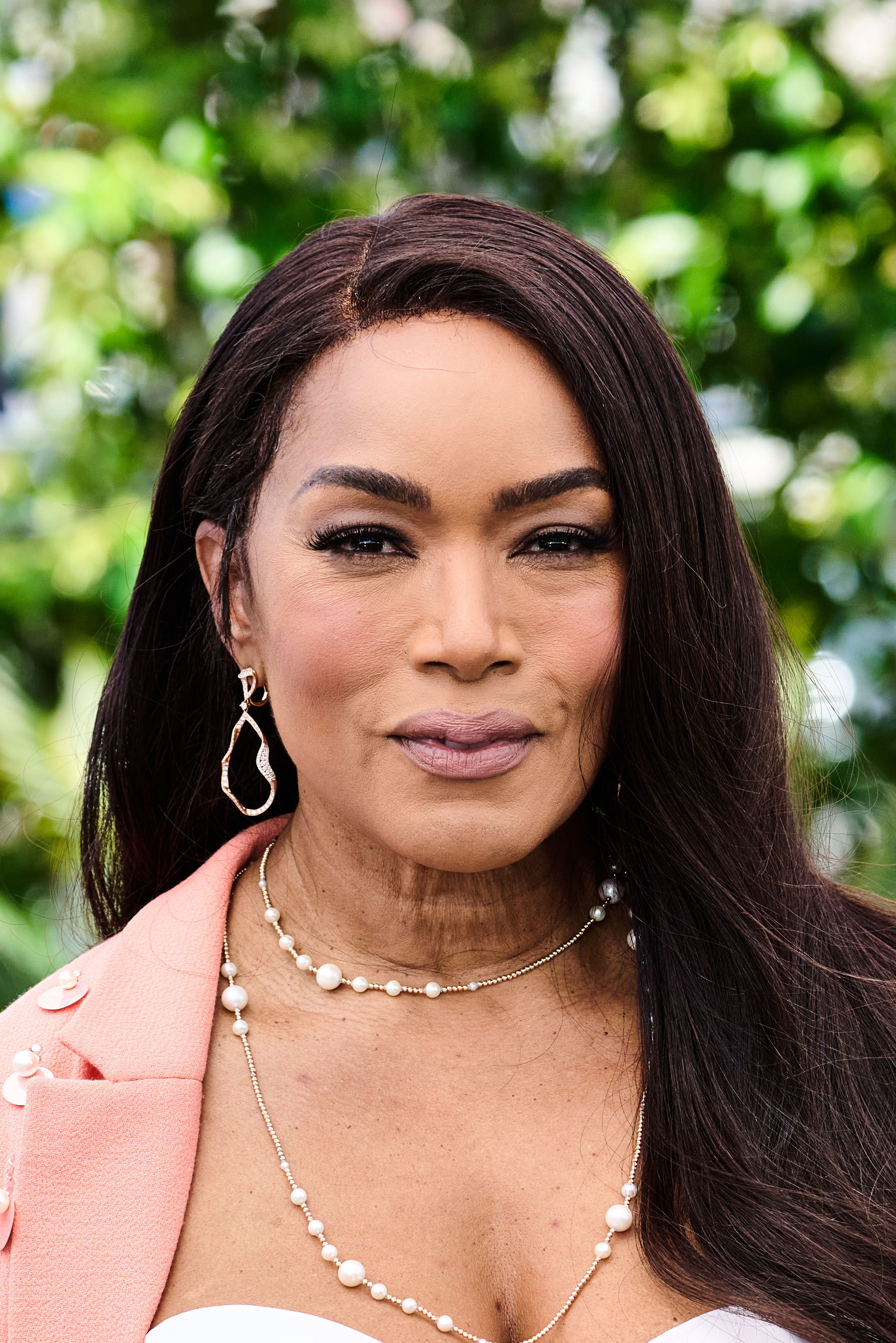
Angela Bassett (* 1958)

- Bassett, Billy (1869–1937), englischer Fußballspieler
- Bassett, Burwell (1764–1841), US-amerikanischer Politiker
- Bassett, Charles (1931–1966), US-amerikanischer Astronaut
- Bassett, Cole (* 2001), US-amerikanischer Fußballspieler
- Bassett, Dave (* 1944), englischer Fußballspieler und -trainer
- Bassett, Ebenezer D. (1833–1908), US-amerikanischer Diplomat, Ministerresident und Generalkonsul in Haiti
- Bassett, Edward (1863–1948), US-amerikanischer Jurist und Politiker
- Bassett, Graham (* 1985), US-amerikanischer Squashspieler
- Bassett, Johnnie (1935–2012), US-amerikanischer Blues- und Jazzmusiker
- Bassett, Joshua (* 2000), US-amerikanischer Schauspieler, Sänger und Songwriter
- Bassett, Laura (* 1983), englische Fußballspielerin
- Bassett, Leslie (1923–2016), US-amerikanischer Komponist
- Bassett, Linda (* 1950), britische Schauspielerin
- Bassett, Natasha, australische Schauspielerin
- Bassett, Paddy (1918–2019), neuseeländische Agrarwissenschaftlerin
- Bassett, Richard (1745–1815), US-amerikanischer Jurist und Politiker (Föderalistische Partei)
- Bassett, Samuel Eliot (1873–1936), US-amerikanischer Klassischer Philologe
- Bassett, Spencer (1885–1917), englischer Fußballspieler
- Bassett, Stephen (* 1995), US-amerikanischer Radrennfahrer
- Bassett, William A. (* 1931), US-amerikanischer Geologe
- Bassett-Seguso, Carling (* 1967), kanadische Tennisspielerin
- Bassett-Smith, Peter (1911–2011), australischer Kameramann
- Bassette, Reggie (* 1977), US-amerikanischer Basketballspieler
- Bassetti, Claudio (* 1958), Schweizer Neurologe
- Bassetti, Gualtiero (* 1942), italienischer Geistlicher, römisch-katholischer Erzbischof von Perugia-Città della Pieve und Kardinal
- Bassetti, Luis (1915–2007), österreichischer Jurist, Diplomkaufmann und Politiker (ÖVP), Abgeordneter zum Nationalrat
- Bassetti, Marcantonio (1586–1630), italienischer Maler des Seicento
- Bassetti-Bastinelli, Eva (* 1946), österreichische Politikerin (ÖVP, Für Innsbruck), Mitglied des Bundesrates
- Bassevi, Jacob (1580–1634), böhmischer Hoffaktor und Finanzier
- Bassewitz, Adolf Friedrich von (1681–1740), deutsch-schwedischer Offizier, Königlich großbritannisch-braunschweig-lüneburgischer Gesandter
- Bassewitz, Adolf von (1774–1838), Mecklenburg-Strelitzscher Geheimrat und Landrat
- Bassewitz, Adolph Christian Ulrich von (1787–1841), Domherr zu Lübeck und Mecklenburg, Schwerinscher Kammerherr
- Bassewitz, Adolph Christian von (1758–1821), mecklenburgischer Gutsbesitzer und Lübecker Domherr
- Bassewitz, Barthold Johann von (1782–1827), Herzoglich sächsisch-gothaischer Kammerherr und Oberforstmeister
- Bassewitz, Bernhard Friedrich von (1756–1816), Mecklenburg-Schwerinscher Geheimratspräsident (Ministerpräsident)
- Bassewitz, Carl Christoph von (1784–1837), Mecklenburg-Schwerinscher Geheimer Kammerrat
- Bassewitz, Carl Friedrich von (1720–1783), deutscher Jurist und Politiker
- Bassewitz, Christian Graf von (* 1940), deutscher Bankier
- Bassewitz, Christian Siegfried von (1755–1831), dänischer Offizier, zuletzt im Range eines Generalleutnants
- Bassewitz, Christoph von (1670–1745), Fürstlich Bayreuthischer Geheimer Rat, Generalmajor und Erbauer des Herrenhauses von Hohen Luckow
- Bassewitz, Cuno von (1856–1930), deutscher Gutsbesitzer und Provisor im Kloster Dobbertin
- Bassewitz, Cuno Wulfrath von († 1610), mecklenburgischer Landrat, Hofmeister und Provisor des Klosters Dobertin
- Bassewitz, David von (1557–1624), mecklenburgischer Geheimrat und Hofmeister
- Bassewitz, Detlof Hans von (1688–1764), Teilnehmer an der Fronde gegen Herzog Carl Leopold, Mitunterzeichner des Landesgrundgesetzlichen Erbvergleichs und deutsch-schwedischer Offizier
- Bassewitz, Friedrich Magnus von (1773–1858), deutscher Regierungspräsident in Potsdam 1810/42
- Bassewitz, Friedrich von (1855–1928), mecklenburgischer Rittergutsbesitzer und Politiker
- Bassewitz, Gerd von (1856–1945), mecklenburgischer Rittergutsbesitzer und Hofbeamter
- Bassewitz, Gerdt von (1878–1923), deutscher Schriftsteller und Schauspieler
- Bassewitz, Hans Barthold von (1867–1949), deutscher Verwaltungsbeamter und Politiker (DNVP), Ministerpräsident des Herzogtums Sachsen-Coburg und Gotha
- Bassewitz, Hans Joachim von (1898–1979), deutscher Attaché, Dolmetscher und Orientalist
- Bassewitz, Heinrich Graf von (* 1954), deutscher Landwirt, Funktionär
- Bassewitz, Heinrich von (1469–1517), deutscher Adliger und Gutsbesitzer
- Bassewitz, Hellmuth Otto von (1673–1736), Generalfeldzeugmeister und Kommandierender General des Fränkischen Reichskreises
- Bassewitz, Hennecke Graf von (1935–2022), deutscher Diplomat und Ministerialdirigent im Auswärtigen Amt
- Bassewitz, Henning Adam von (1731–1770), Braunschweig-Wolfenbüttelscher Geheimrat, Gesandter und Oberkämmer
- Bassewitz, Henning Friedrich von (1680–1749), Kaiserlich Römisch-Deutscher sowie Russischer Geheimer Rat und Herzoglich Holstein-Gottorpscher Geheimer Rats-Präsident und Oberhofmeister
- Bassewitz, Henning von (1814–1885), Regierungsbeamter, Staatsminister, Reichstagsabgeordneter
- Bassewitz, Hermann von (1858–1930), preußischer Generalleutnant
- Bassewitz, Horst von (1932–2020), deutscher Architekt
- Bassewitz, Joachim Adolph von (1859–1918), deutscher Konteradmiral der Kaiserlichen Marine
- Bassewitz, Joachim Ludolf von (1721–1786), königlich chursächsischer Geheimrat und Geheimrat von Ansbach Bayreuth
- Bassewitz, Joachim Lütke von (1656–1745), deutsch-schwedischer Offizier, Klosterhauptmann von Dobbertin und Delegierter zum Engeren Ausschuss des mecklenburgischen Landtags
- Bassewitz, Joachim Otto Adolph von (1717–1791), Gutsbesitzer und Kammerherr
- Bassewitz, Joachim Otto von (1686–1733), Fürstlich Gottorp'scher Geheimer Rat, Kammerpräsident und Träger des Alexander-Newski-Orden
- Bassewitz, Joachim von († 1560), mecklenburgischer Gutsbesitzer und Mitunterzeichner der Großen Landes-Union
- Bassewitz, Joachim von (1537–1610), mecklenburgischer Landrat, Hofrat und Dompropst
- Bassewitz, Karl Ulrich von (1601–1666), deutsch-dänischer Offizier und mecklenburgischer Vizelandmarschall
- Bassewitz, Philipp Cuno Christian von (1722–1769), Geheimrat und Hofmarschall im Fürstentum Bayreuth und Oberdirektor der markgräflichen Oper
- Bassewitz, Philipp Cuno von (1659–1714), mecklenburgischer Landrat und Provisor des Klosters Dobbertin
- Bassewitz, Rudolf von (1881–1951), deutscher Diplomat
- Bassewitz, Sabina Elisabeth Oelgard von (1716–1790), deutsche Schriftstellerin
- Bassewitz, Ulrich Carl Adolph von (1729–1798), mecklenburgischer Gutsbesitzer, preußischer Offizier, letzter gemeinsamer Ahn der heutigen Angehörigen der Familie von Bassewitz in der Mecklenburgischen Hauptlinie
- Bassewitz, Ulrich Carl von (1679–1715), deutsch-schwedischer General im Großen Nordischen Krieg
- Bassewitz, Ulrich von (1781–1866), deutsch-schwedischer Offizier, Ehrenbürger der Stadt Wismar (1861)
- Bassewitz-Behr, Georg-Henning Graf von (1900–1949), deutscher SS-Gruppenführer und Generalleutnant der Waffen-SS
- Bassewitz-Levetzow, Bernhard von (1846–1899), deutscher Majoratsherr und Parlamentarier
- Bassewitz-Levetzow, Carl von (1855–1921), deutscher Staatsminister in Mecklenburg-Schwerin
- Bassewitz-Levetzow, Werner Graf von (1894–1964), deutscher Kapitän zur See im Zweiten Weltkrieg
- Bassey, Calvin (* 1999), englischer Fußballspieler
- Bassey, Hogan (1932–1998), nigerianischer Boxer im Federgewicht
- Bassey, Jennifer (* 1942), US-amerikanische Schauspielerin
- Bassey, Nnimmo (* 1958), nigerianischer Dichter und Umweltschützer
- Bassey, Shirley (* 1937), britische SängerinShirley Bassey (* 1937)

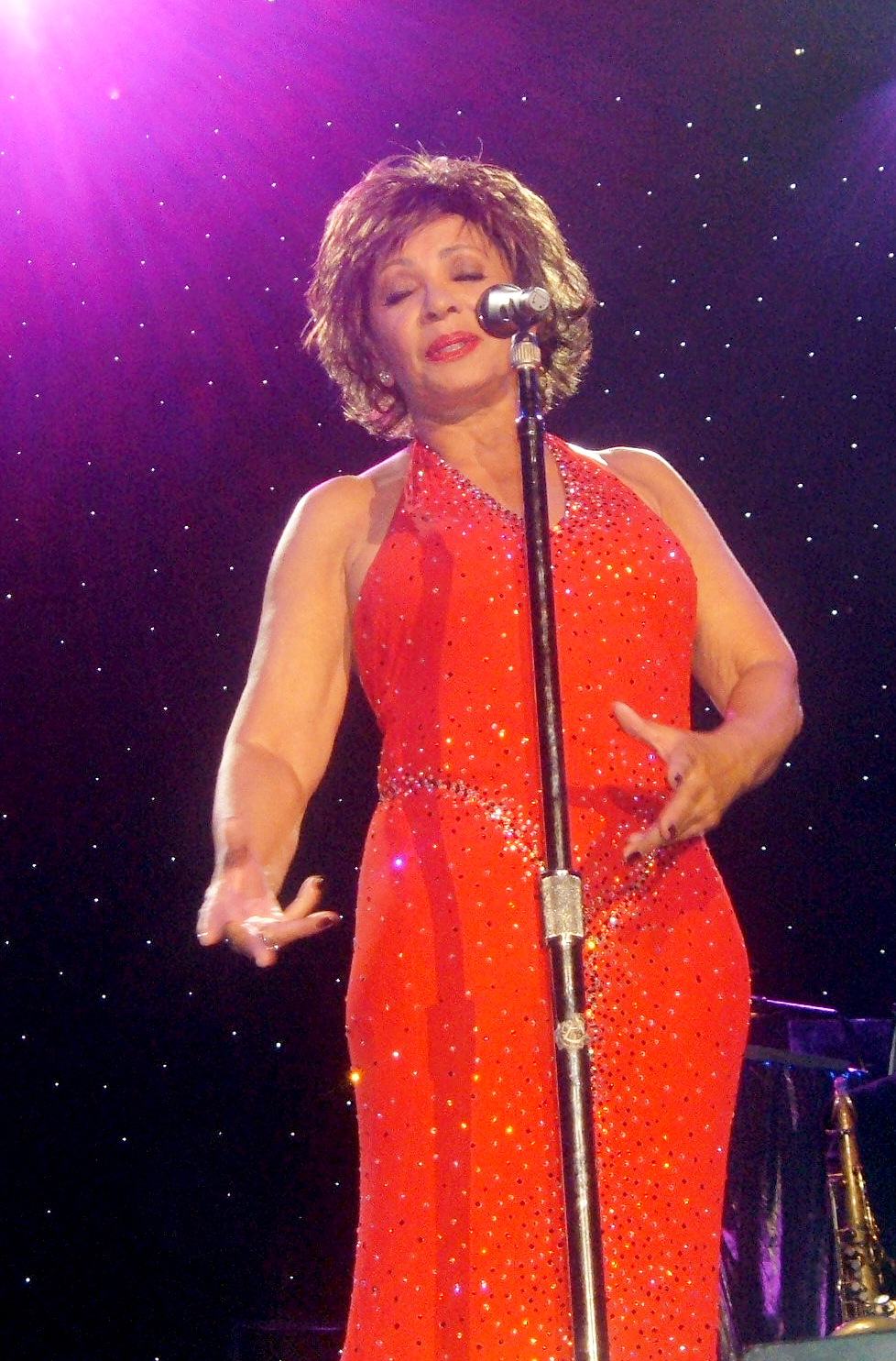
Shirley Bassey (* 1937)

#### Bassf
- Bassface Sascha, deutscher Breakbeat-DJ
- Bassford, Christopher (* 1953), US-amerikanischer Offizier, Militärhistoriker und Sicherheitsberater
- Baßfreund, Jakob (1850–1919), deutscher Rabbiner

#### Bassh
- Bassham, James (1922–2012), US-amerikanischer Biochemiker
- Bassham, Lanny (* 1947), US-amerikanischer Sportschütze
- Basshunter (* 1984), schwedischer Musiker und DJBasshunter (* 1984)

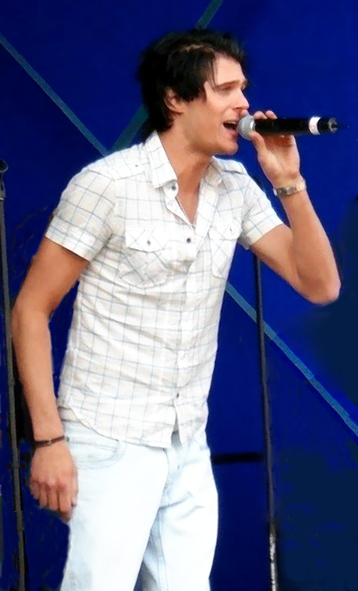
Basshunter (* 1984)

- Basshuysen, Richard van (* 1932), deutscher Ingenieur und Autor

#### Bassi
- Bassi, Agostino (1773–1856), italienischer Biologe
- Bassi, Anny de (* 1997), brasilianische Sprinterin
- Bassi, Arturo De (1890–1950), argentinischer Tangopianist, -komponist und Bandleader
- Bassi, Carlo (1923–2017), italienischer Architekt und Schriftsteller
- Bassi, Ettore (* 1970), italienischer Schauspieler und Fernsehmoderator
- Bassi, Ferdinando (1710–1774), italienischer Botaniker
- Bassi, Giacomo (1886–1968), italienischer Beamter
- Bassi, Giambattista (1784–1852), italienischer Maler
- Bassi, Giorgio (* 1934), italienischer Rennfahrer
- Bassi, Laura (1711–1778), italienische Philosophin, erste Professorin Europas (für Physik)
- Bassi, Leo (* 1952), italienischer Schauspieler und Clown
- Bassi, Luigi (1766–1825), italienischer Opernsänger
- Bassi, Martino (1542–1591), italienischer Architekt zwischen Renaissance und Manierismus
- Bassi, Parsifal (1892–1960), italienischer Schauspieler und Filmregisseur
- Bassi, Rosemarie (* 1941), österreichische Künstlerin und Galeristin
- Bassi, Ugo (1801–1849), italienischer katholischer Geistlicher und Nationalist zur Zeit des Risorgimento
- Bassianus, Schwager und designierter Unterkaiser Konstantins I.
- Bassier, Friedrich-Karl († 1996), deutscher Bergwerksdirektor
- Bassijew, Ruslan (* 1979), armenischer bzw. russischer Ringer
- Bassijew, Tassoltan Tasretowitsch (1947–2002), sowjetischer und russischer Wissenschaftler auf dem Gebiet der Photonik
- Bassil, Gebran (* 1970), libanesischer Politiker (FPB)
- Bassila, Christian (* 1977), französisch-kongolesischer Fußballspieler
- Bassilaschwili, Nikolos (* 1992), georgischer Tennisspieler
- Bassim, Paul (1922–2012), libanesischer Ordensgeistlicher, Apostolischer Vikar von Beirut
- Bassinger, Brec (* 1999), US-amerikanische SchauspielerinBrec Bassinger (* 1999)

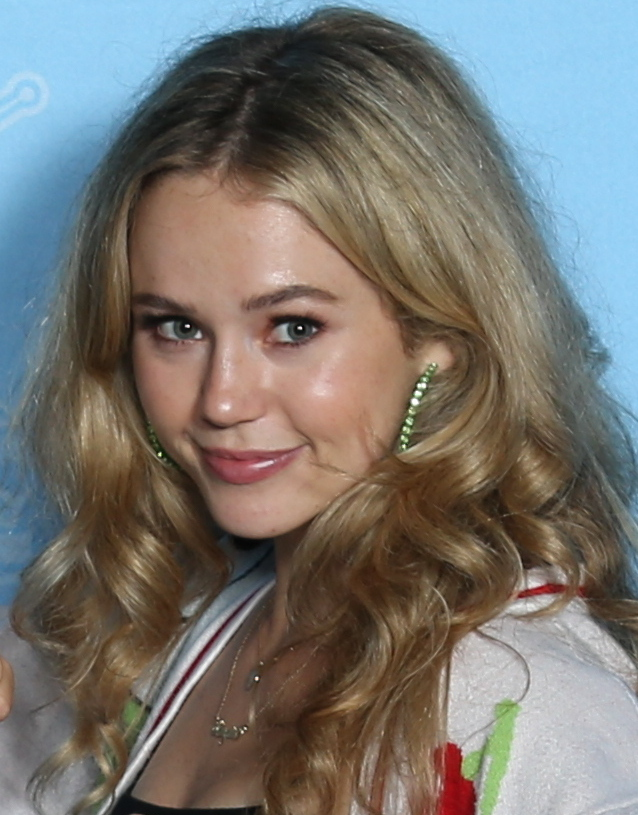
Brec Bassinger (* 1999)

- Bassingthwaighte, Marc (* 1983), namibischer Mountainbike- und Straßenradrennfahrer
- Bassini, Edoardo (1844–1924), italienischer Chirurg
- Bassini, Rubens (1933–1985), brasilianischer Perkussionist
- Bassino, Marta (* 1996), italienische SkirennläuferinMarta Bassino (* 1996)

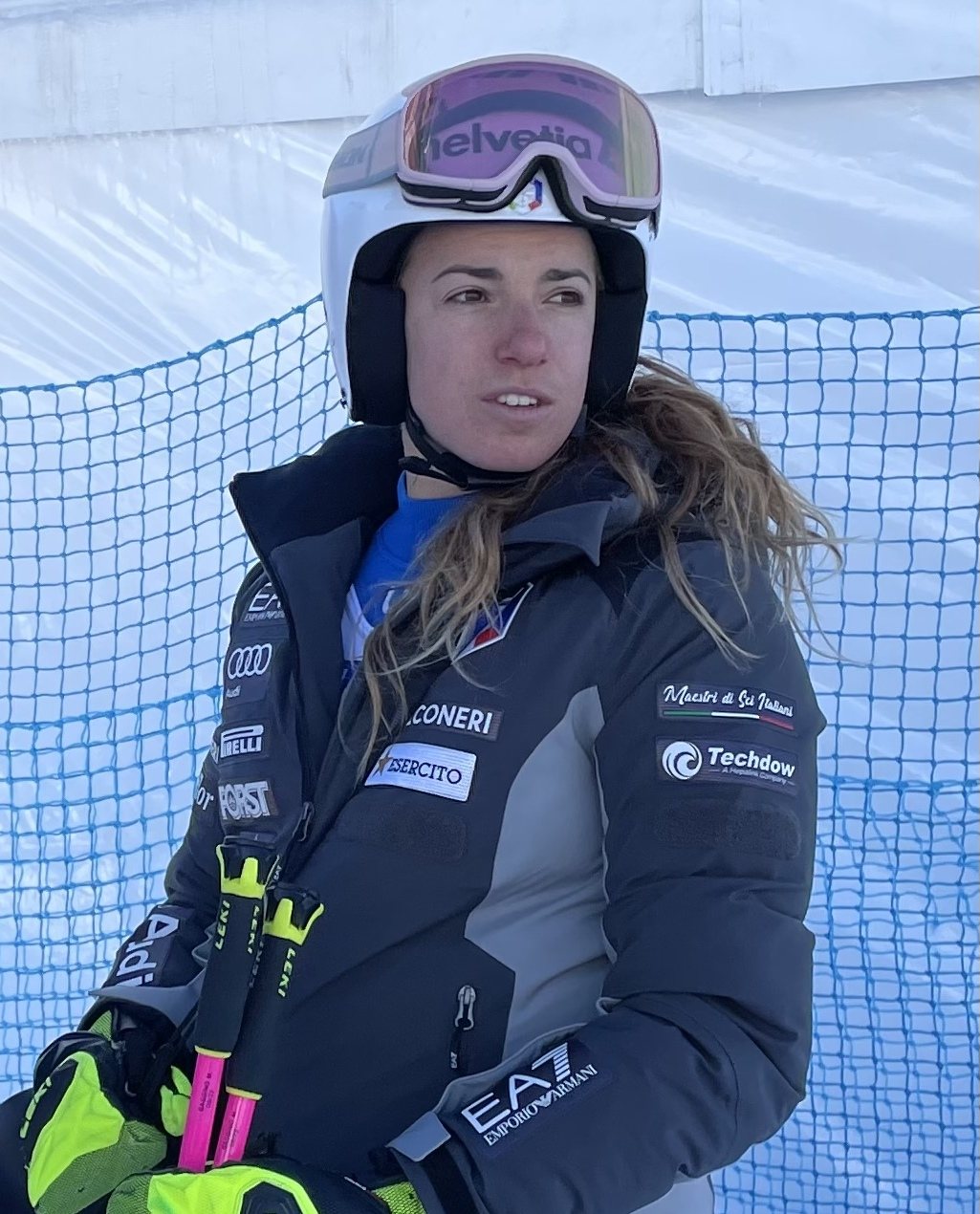
Marta Bassino (* 1996)

- Bassinski, Ihar (* 1963), belarussischer Sportschütze
- Bassiouni, Cherif M. (1937–2017), ägyptisch-amerikanischer Jurist im Bereich des Völkerstrafrechts
- Bassir, Hussein (* 1973), ägyptischer Archäologe
- Bassir, Salaheddine (* 1972), marokkanischer Fußballspieler
- Bassiri, Nasrin (* 1945), iranisch-deutsche Politikwissenschaftlerin und Journalistin
- Bassistow, Anatoli Georgijewitsch (1920–1998), sowjetischer und russischer Wissenschaftler auf dem Gebiet der Rundfunktechnik, Professor, Held der sozialistischen Arbeit
- Bassitt, Trevor (* 1998), US-amerikanischer Sprinter

#### Bassl
- Bassler, Bonnie Lynn (* 1962), US-amerikanische Mikrobiologin
- Bassler, Franz (* 1921), deutscher Bankdirektor
- Bassler, Friedrich (1909–1992), deutscher Wasserbauingenieur
- Bäßler, Friedrich A. (1884–1956), deutscher Lehrer, Botaniker und Ornithologe
- Bassler, Georg (1857–1900), deutscher Drucker, Sozialdemokrat
- Bassler, Gerhard (1917–2000), deutscher Maler
- Bäßler, Gerhard (1924–2007), deutscher Fußballtrainer
- Bäßler, Gotthold (* 1872), sächsischer Offizier und Kommandeur des Militär-St.-Heinrichs-Ordens
- Bäßler, Hans (* 1946), deutscher Musikpädagoge und Hochschullehrer
- Baßler, Hansgeorg (1928–2001), deutscher Autor, Rundfunkmoderator und Pfälzer Mundartdichter
- Bäßler, Johann Georg (1753–1807), deutscher reformierter Kirchenmusiker, Organist und Komponist
- Bäßler, Jörg (* 1971), deutscher Holzbildhauer
- Bassler, Julius (1929–2007), deutscher Rundfunk- und Unterhaltungsmusikpianist
- Bäßler, Karl (1888–1973), deutscher Architekt
- Bäßler, Karl (1915–1997), deutscher Politiker (SPD)
- Baßler, Karl (1924–2013), deutscher Politiker (NPD), MdL
- Baßler, Marco (* 1999), deutscher Eishockeyspieler
- Baßler, Moritz (* 1962), deutscher LiteraturwissenschaftlerMoritz Baßler (* 1962)

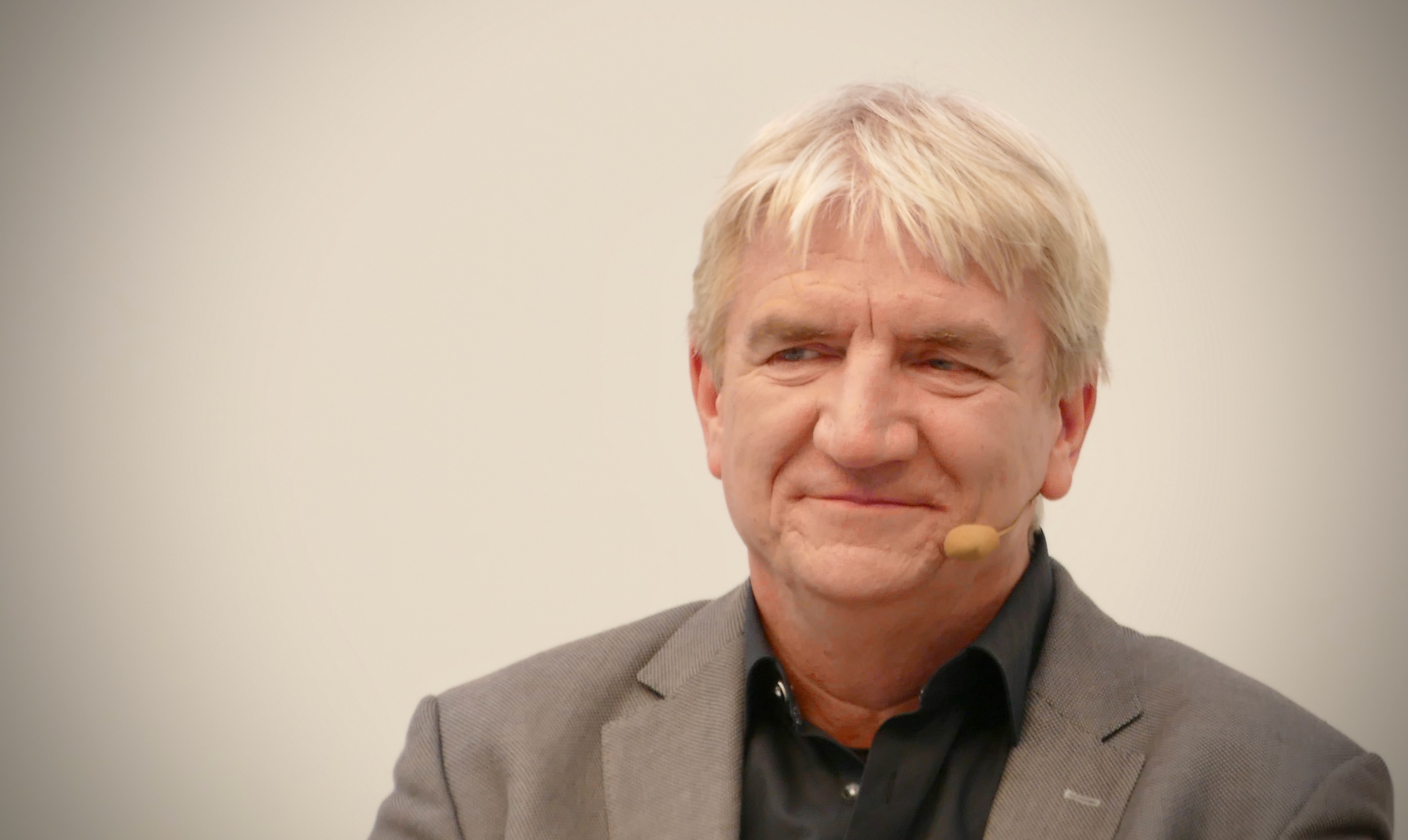
Moritz Baßler (* 1962)

- Bassler, Ray S. (1878–1961), US-amerikanischer Paläontologe
- Bäßler, Reinhold (1913–1969), deutscher Jurist, NS-Studentenfunktionär und Versicherungsmanager
- Bassler, Robert (1903–1975), US-amerikanischer Filmproduzent und Filmeditor
- Bässler, Roland (* 1926), deutscher Arzt und Pathologe
- Bässler, Roland (* 1951), österreichischer Sozialwissenschafter
- Bassler, Sibylle (* 1957), deutsche Fernsehjournalistin
- Bassler, Ursula (* 1965), deutsch-französische Physikerin
- Baßler, Werner (1921–1999), deutscher Fußballspieler
- Baßlsperger, Maximilian (* 1952), deutscher Autor und Jurist

#### Bassm
- Bassman, Don J. (1927–1993), US-amerikanischer Tontechniker und Toningenieur
- Bassman, George (1914–1997), US-amerikanischer Komponist
- Bassman, Lillian (1917–2012), US-amerikanische Modefotografin
- Bäßmann, Friedrich (1882–1953), deutscher Tierzuchtwissenschaftler
- Bäßmann, Wilhelm (1887–1967), deutscher Tierzuchtwissenschaftler
- Baßmann, Winfried (* 1950), deutscher Lehrer, Schulleiter, Sachbuch-Autor und amnesty international-Koordinator

#### Bassn
- Bassnectar (* 1978), US-amerikanischer DJ, Liveact und Musikproduzent
- Bassnett, Susan (* 1945), britische Übersetzungswissenschaftlerin und Universitätsprofessorin

#### Basso
- Basso della Rovere, Girolamo (1434–1507), italienischer Kardinal der Römischen Kirche
- Basso, Alessandra (* 1967), italienische Juristin und Politikerin (Lega), MdEP
- Basso, Andrea (* 1993), italienischer Tennisspieler
- Basso, Annalise (* 1998), US-amerikanische Schauspielerin und Model
- Basso, Benno (1936–2022), deutscher Unternehmer und Politiker (FW)
- Basso, Darío (* 1966), spanischer Maler
- Basso, Gabriel (* 1994), US-amerikanischer SchauspielerGabriel Basso (* 1994)

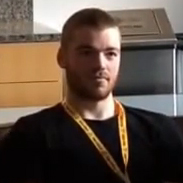
Gabriel Basso (* 1994)

- Basso, Giandomenico (* 1973), italienischer Rallyefahrer
- Basso, Gianni (1931–2009), italienischer Jazzmusiker
- Basso, Giovanni (1552–1629), römisch-katholischer Theologe
- Basso, Guido (1937–2023), kanadischer Jazzmusiker und Filmkomponist
- Basso, Hamilton (1904–1964), amerikanischer Journalist und Schriftsteller
- Basso, Ivan (* 1977), italienischer Radrennfahrer
- Basso, Jean-Claude (* 1949), französischer Autorennfahrer und Unternehmer
- Basso, José (1919–1993), argentinischer Tangopianist, Komponist und Bandleader
- Basso, Lelio (1903–1978), italienischer Jurist, Publizist und Politiker
- Basso, Marino (* 1945), italienischer Radrennfahrer
- Basso, Paolo (* 1966), Schweizer Sommelier
- Basso, Romina, italienische Mezzosopranistin
- Basso, Vilson (* 1960), brasilianischer Ordensgeistlicher, römisch-katholischer Bischof von Imperatriz
- Bassøe, Elga (1896–1987), dänische Schauspielerin
- Bassogog, Christian (* 1995), kamerunischer Fußballspieler
- Bassolé, Djibril (* 1957), burkinischer Politiker
- Bassols Ribera, Marina (* 1999), spanische Tennisspielerin
- Bassompierre, Anne-François de (1612–1646), lothringischer Adliger und Militär
- Bassompierre, François de (1579–1646), französischer Höfling, Diplomat und Marschall von FrankreichFrançois de Bassompierre (1579–1646)

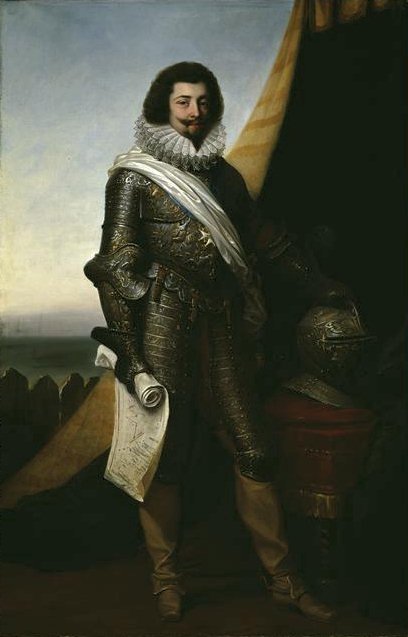
François de Bassompierre (1579–1646)

- Basson, Lucia (* 1953), namibische Politikerin
- Basson, Wouter (* 1950), südafrikanischer Kardiologe und Waffenforscher
- Bassong, Sébastien (* 1986), französischer Fußballspieler
- Bassons, Christophe (* 1974), französischer Radrennfahrer und Mountainbikefahrer
- Bassos, griechischer Koroplast
- Bassot, Claude, französischer Maler
- Bassot, Hubert (1932–1995), französischer Politiker und Schriftsteller
- Bassotto, Marinez (* 1971), brasilianische anglikanische Bischöfin
- Bassoul, Jean (1920–1977), libanesischer Erzbischof
- Bassow, Alexei Dmitrijewitsch (1929–1985), sowjetischer Vorzeigearbeiter
- Bassow, Alexei Michailowitsch (* 1977), russischer Automobilrennfahrer
- Bassow, Jemeljan Sofronowitsch (1705–1765), russischer Forschungsreisender
- Bassow, Nikolai Gennadijewitsch (1922–2001), russischer Physiker
- Bassowa, Ljubow (* 1987), ukrainische Bahnradsportlerin

#### Bassu
- Bassui (1327–1387), Meister der Rinzai-Schule des Zen-Buddhismus
- Bassüner, Albert (1891–1946), deutscher Kommunist, MdL
- Bassurin, Eduard Alexandrowitsch (* 1966), ukrainischer Politiker und militärischer Anführer der selbstproklamierten Volksrepublik Donezk (VD) seit Herbst 2014
- Bassus, Dominicus (1643–1704), deutscher Jurist
- Bassus, Eugen von (1838–1894), deutscher Großgrundbesitzer, Landrat in Bayern

#### Bassy
- Bassy, August (1903–1932), deutscher Arbeiter
- Bassy, Marc E., US-amerikanischer Sänger und Songwriter

### Bast
- Bast, Alfred (* 1948), deutscher Maler und Künstler
- Bast, Dieter (* 1951), deutscher Fußballspieler
- Bast, Eva-Maria (* 1978), deutsche Journalistin und Schriftstellerin
- Bast, Gerald (* 1955), österreichischer Jurist und Rektor
- Bast, Gerhard (1911–1947), österreichischer Jurist, SS-Sturmbannführer und GestapomitarbeiterGerhard Bast (1911–1947)

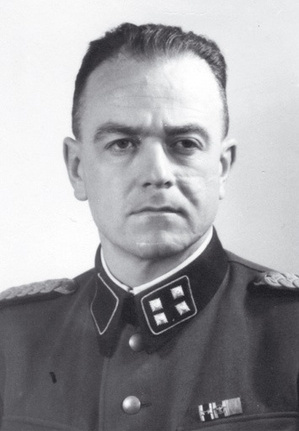
Gerhard Bast (1911–1947)

- Bast, Günter (1922–1997), deutscher Mediziner auf dem Gebiet der Inneren Medizin
- Bast, Hannah (* 1970), deutsche Informatikerin und Hochschullehrerin
- Bast, Jason (* 1989), deutsch-kanadischer Eishockeyspieler
- Bast, Johann (1812–1880), deutsch-US-amerikanischer Architekt und Funktionär
- Bast, Johann Michael (1820–1891), deutscher Kellner, Brenner und Unternehmer
- Bast, Jürgen (* 1968), deutscher Rechtswissenschaftler
- Bast, Pieter († 1605), niederländischer Zeichner, Kupferstecher und Kartograf
- Bast, Rainer A. (* 1953), deutscher Philosoph, Psychologe und Professor
- Bast, Roland (* 1946), deutscher Pädagoge
- Bast, Rüdiger (* 1948), deutscher Fußballspieler
- Bast, Rudolf (1937–2019), deutscher Fußballspieler und -trainer
- Bast, Valerie (* 1997), österreichische Schauspielerin
- Basta (* 1980), russischer Sänger und RapperBasta (* 1980)

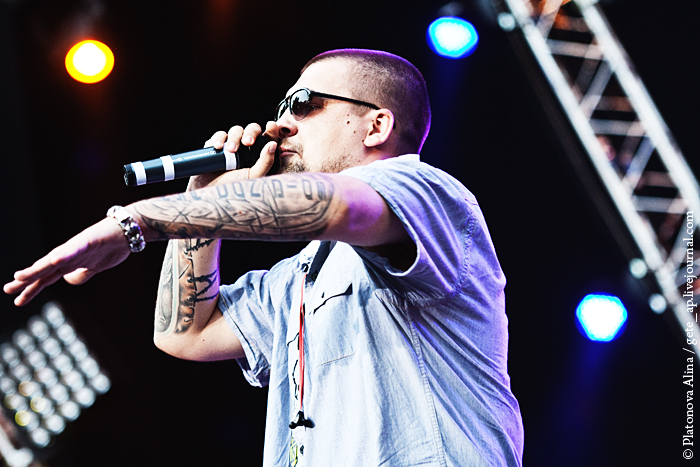
Basta (* 1980)

- Basta, Dušan (* 1984), serbischer Fußballspieler
- Basta, Eduard (1845–1879), deutscher Opernsänger (Tenor)
- Basta, Giorgio († 1607), Generalfeldobrist in Diensten des Kaisers Rudolf II.
- Bašta, Jan (1860–1936), tschechischer Ingenieur und Forscher
- Basta, Julie (1847–1899), deutsche Opernsängerin (Sopran)
- Basta, Marie (* 1854), deutsche Opernsängerin (Sopran)
- Bastanier, Hanns (1885–1966), deutscher Maler und Grafiker
- Baştar, Dilara (* 1988), türkische Opernsängerin in der Stimmlage Mezzosopran, Alt und Sopran
- Bastard, Erwan (* 1998), französischer Autorennfahrer
- Bastard, Gérald (* 1950), französischer Physiker
- Bastard, Segar (1854–1921), englischer Fußballspieler, -schiedsrichter und -funktionär sowie Cricketspieler
- Bastardas, Joan (1919–2009), spanischer Altphilologe und Katalanist
- Bastašić, Josaphat (1740–1793), kroatischer Geistlicher, Bischof von Križevci
- Bastašić, Lana (* 1986), bosnische SchriftstellerinLana Bastašić (* 1986)

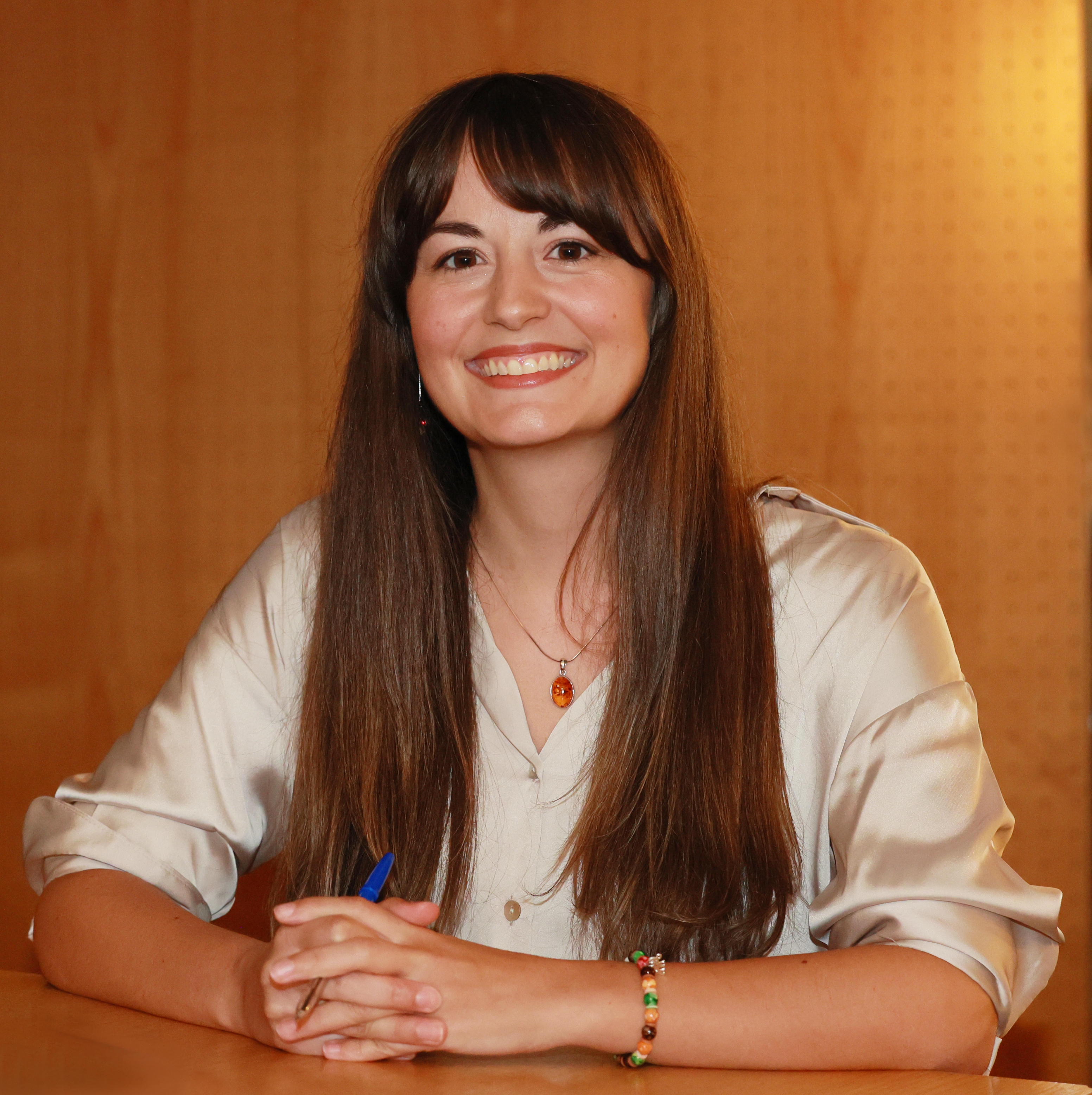
Lana Bastašić (* 1986)

- Bastawade, Deshbhushan B. (* 1948), indischer Arachnologe
- Bastawisi, Hischam (1951–2021), ägyptischer Richter und Vizepräsident des Kassationsgerichts
- Basté, Charlotte (1867–1928), deutsche Schauspielerin
- Baste, Pierre (1768–1814), französischer General der Infanterie und Admiral der königlichen Flotte
- Basté, Theodor (1830–1887), deutscher Theaterschauspieler und -leiter
- Bastea, Eleni († 2020), griechische Kunst- und Architekturhistorikerin
- Bastedo, Alexandra (1946–2014), britische Schauspielerin
- Bastedo, Frank Lindsay (1886–1973), kanadischer Politiker, Vizegouverneur von Saskatchewan
- Bastek, Alexander (* 1973), deutscher Kunsthistoriker und Museumsleiter
- Bastek, Erhard (1943–2017), polnischer Politiker, Mitglied des Sejm
- Bastel, Anna (1873–1956), österreichische Unternehmerin und Warenhausbesitzerin
- Bastel, Gustav (1878–1956), deutscher Stadtbaumeister und Architekt
- Bastel, Heribert (1924–2021), österreichischer römisch-katholischer Priester und Theologe
- Bastelberger, Max (1851–1916), deutscher Arzt und Schmetterlingskundler
- Bastelli, Cesare (* 1949), italienischer Regisseur und Kameramann
- Basten, Franz Peter (* 1944), deutscher Politiker (CDU), MdL, MdB
- Basten, Klaus (* 1963), deutscher Fußballspieler
- Basten, Marco van (* 1964), niederländischer Fußballspieler und -trainerMarco van Basten (* 1964)

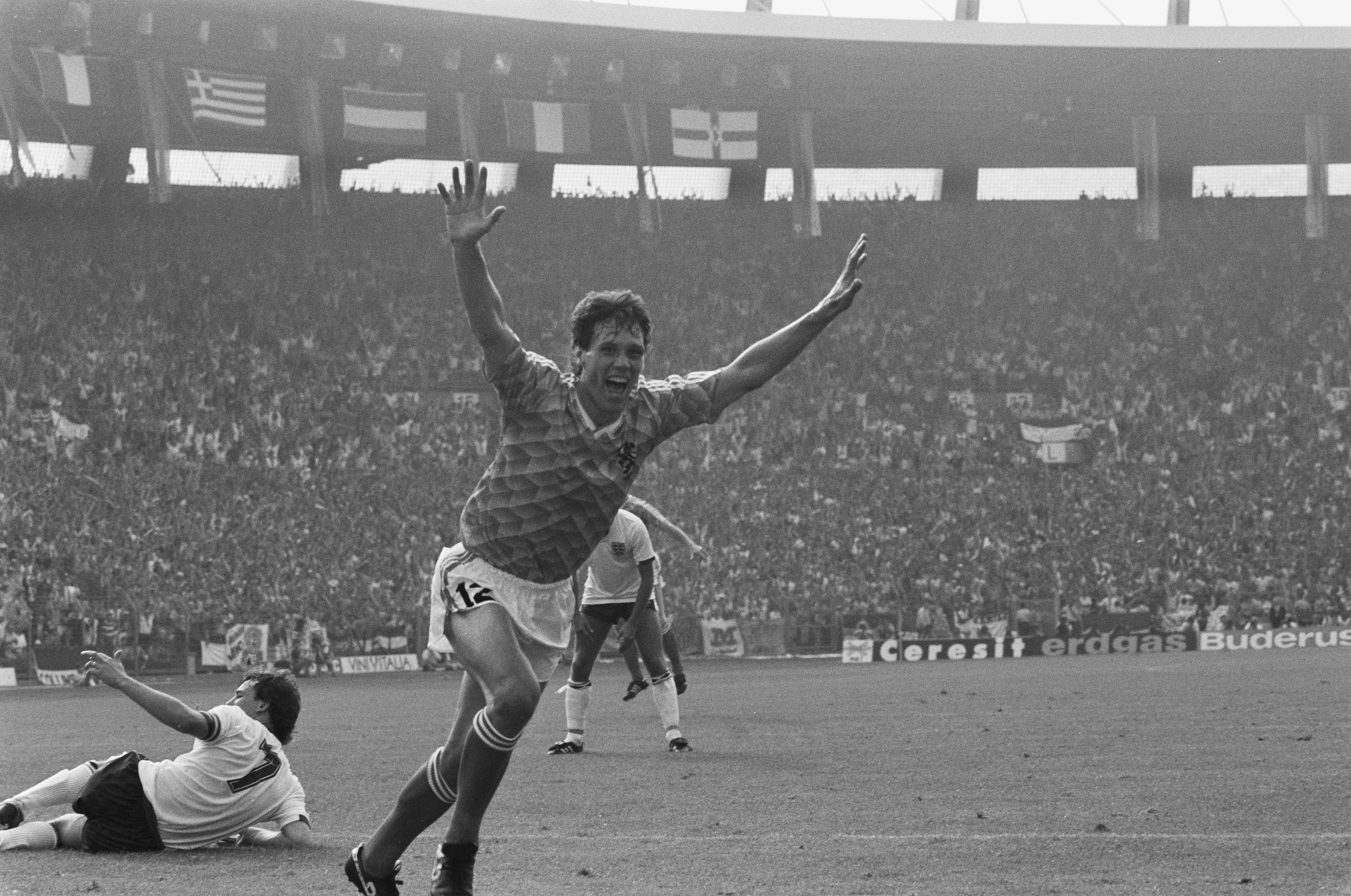
Marco van Basten (* 1964)

- Basten, Rolf (* 1951), deutscher Cembalist
- Bastenie, Walter (1910–1965), belgischer Eishockeyspieler
- Baster, Job (1711–1775), niederländischer Arzt und Naturforscher
- Bašternáková, Katarína (* 1982), slowakische Tennisspielerin
- Bastero, Antonio (1675–1737), spanischer Romanist
- Basterrechea Ramirez, Sara (* 1918), guatemaltekische Chemikerin, Hochschullehrerin und Diplomatin
- Basterretxea, Néstor (1924–2014), baskischer Maler, Bildhauer, Designer und Filmregisseur
- Bastert, Bernd (* 1958), deutscher germanistischer Mediävist
- Bastert, Dirk (* 1968), deutscher Trainer, Wertungsrichter und ehemaliger Tänzer
- Bastert, Gunther (* 1939), deutscher Frauenarzt, Geburtshelfer und Onkologe
- Bastert, Jacob Nicolaas (1826–1902), niederländischer Politiker, Minister
- Bastert, Nicolaas (1854–1939), niederländischer Landschaftsmaler
- Bastert-Tkachenko, Alla (* 1974), russische Tänzerin und heutige Tanzsporttrainerin, Wertungsrichterin und Choreographin
- Bastet de Crussol, Louis de († 1473), französischer Adliger, Großbrotmeister von Frankreich, Gouverneur von Dauphiné
- Bastet, Evert (* 1950), kanadischer Segler
- Bastet, Frédéric L. (1926–2008), niederländischer Klassischer Archäologe und Schriftsteller
- Bastet, Tancrède (1858–1942), französischer Maler
- Bastgen, Brigitte (* 1955), deutsche Journalistin
- Bastgen, Hubert (1876–1946), deutscher Kirchenhistoriker
- Bastgen, Johannes (1947–2012), deutscher römisch-katholischer Priester und Kölner Domdechant
- Bastholm, Eyvind (1904–1989), dänischer Medizinhistoriker
- Bastholm, Une (* 1986), norwegische Politikerin
- Basti, deutscher Rapper
- Bastia, Jean (1919–2005), französischer Filmregisseur und Drehbuchautor
- Bastiaan, Johannes (1911–2012), deutscher Violinist
- Bastiaans, Christiaan (* 1951), holländischer Künstler
- Bastiaens, Ayco (* 1996), belgischer Radrennfahrer
- Bastiaens, Theo J. (* 1968), niederländischer Pädagoge und Hochschullehrer
- Bastiampillai Deogupillai, Jacob (1917–2003), sri-lankischer Geistlicher, katholischer Bischof
- Bastian, Adolf (1826–1905), deutscher Ethnologe, Hochschullehrer, Sammler
- Bastian, André (* 1969), deutscher Theaterregisseur, Dramaturg, Übersetzer und Autor
- Bastian, Aurélie (* 1981), französische Kochbuchautorin, Foodbloggerin, Fernsehköchin und Unternehmerin
- Bastian, Claus (1909–1995), deutscher Jurist, Künstler, KZ-Häftling
- Bastian, Dirk (* 1968), deutscher Fußballspieler
- Bastian, Gert (1915–1987), dänischer Schauspieler und Opernsänger
- Bastian, Gert (* 1923), deutscher General und Politiker (Die Grünen), MdBGert Bastian (* 1923)

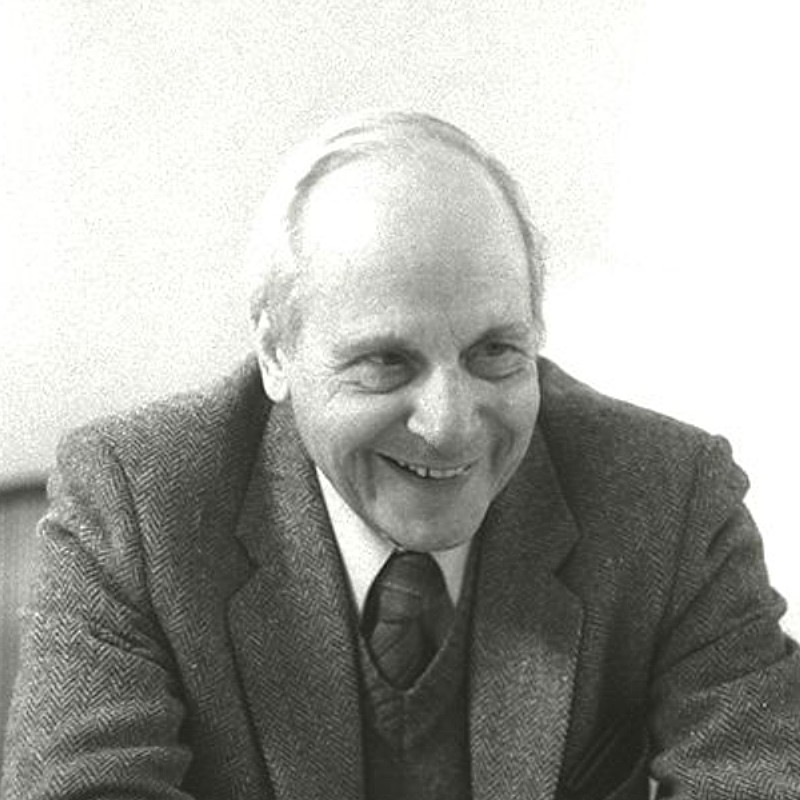
Gert Bastian (* 1923)

- Bastian, Hans Günther (1944–2011), deutscher Musikpädagoge und Hochschullehrer
- Bastian, Hartmut (1905–1975), deutscher Autor
- Bastian, Heiner (* 1942), deutscher Lyriker, Übersetzer, Kunsthändler, Kurator und Kunstsammler, Kunstkritiker sowie Publizist und Autor
- Bastian, Heinrich (1875–1967), deutscher Heimatdichter
- Bastian, Helmut (1916–1996), deutscher Kapitänleutnant der Kriegsmarine und Reedereigründer
- Bastian, Henry Charlton (1837–1915), englischer Neurologe
- Bastian, Herbert (* 1952), deutscher Schachspieler, -lehrer und -funktionär
- Bastian, Horst (1939–1986), deutscher Schriftsteller
- Bastian, Johannes (1948–2025), deutscher Pädagoge und Schulentwicklungsforscher
- Bastian, Joseph (* 1981), französisch-schweizerischer Dirigent
- Bastian, Lars (* 1986), deutscher Handballspieler
- Bastian, M. S. (* 1963), Schweizer Comixzeichner und Künstler
- Bastian, Max (1883–1958), deutscher Admiral und Präsident des ReichskriegsgerichtsMax Bastian (1883–1958)

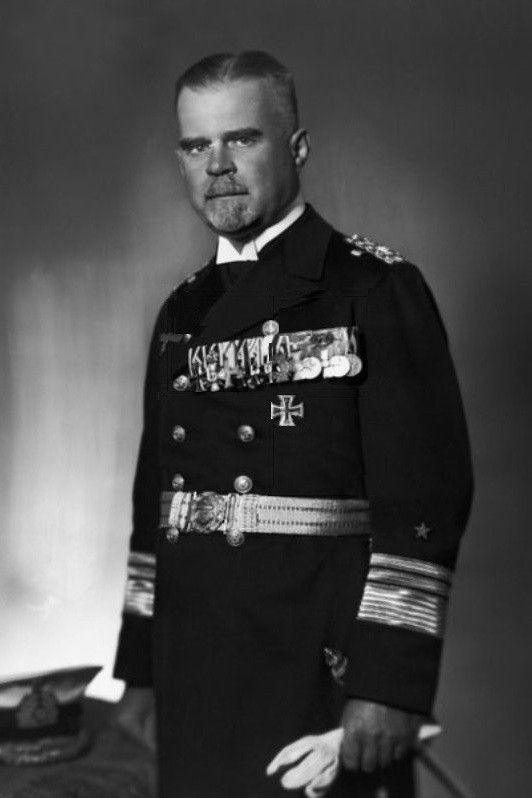
Max Bastian (1883–1958)

- Bastian, Michael (1948–2022), deutscher Sportwissenschaftler, Boxtrainer und -funktionär
- Bastian, Nathan (* 1997), kanadischer Eishockeyspieler
- Bastian, Nicole (* 1973), deutsche Journalistin
- Bastian, Noah (* 1979), US-amerikanischer Schauspieler und Sänger
- Bastian, Olaf (* 1952), deutscher Jurist und Kommunalpolitiker
- Bastian, Peter (1943–2017), dänischer Musiker (Fagott, auch Klarinette)
- Bastian, Sabine (* 1948), deutsche Sprach- und Übersetzungswissenschaftlerin
- Bastian, Till (* 1949), deutscher Mediziner, Publizist und Autor
- Bastian, Uwe (1957–2024), deutscher Soziologe, Publizist und DDR-Dissident
- Bastian, Walter Maximilian (1891–1975), US-amerikanischer Jurist
- Bastian, Willy (1893–1970), deutscher Prähistoriker und Denkmalpfleger
- Bastian, Wolfgang (1906–1942), deutscher Pfarrer und Widerstandskämpfer
- Bastian-Klinger, Vineta (1897–1976), deutsche Schriftstellerin und Drehbuchautorin
- Bastianelli, Alfredo (* 1951), italienischer Diplomat
- Bastianelli, Marta (* 1987), italienische Radrennfahrerin
- Bastiani, Giovanni Battista (1714–1786), venezianischer Geistlicher, tätig in Breslau und in preußischen Diensten in Rom
- Bastiani, Lazzaro († 1512), italienischer Maler
- Bastianini, Enea (* 1997), italienischer MotorradrennfahrerEnea Bastianini (* 1997)

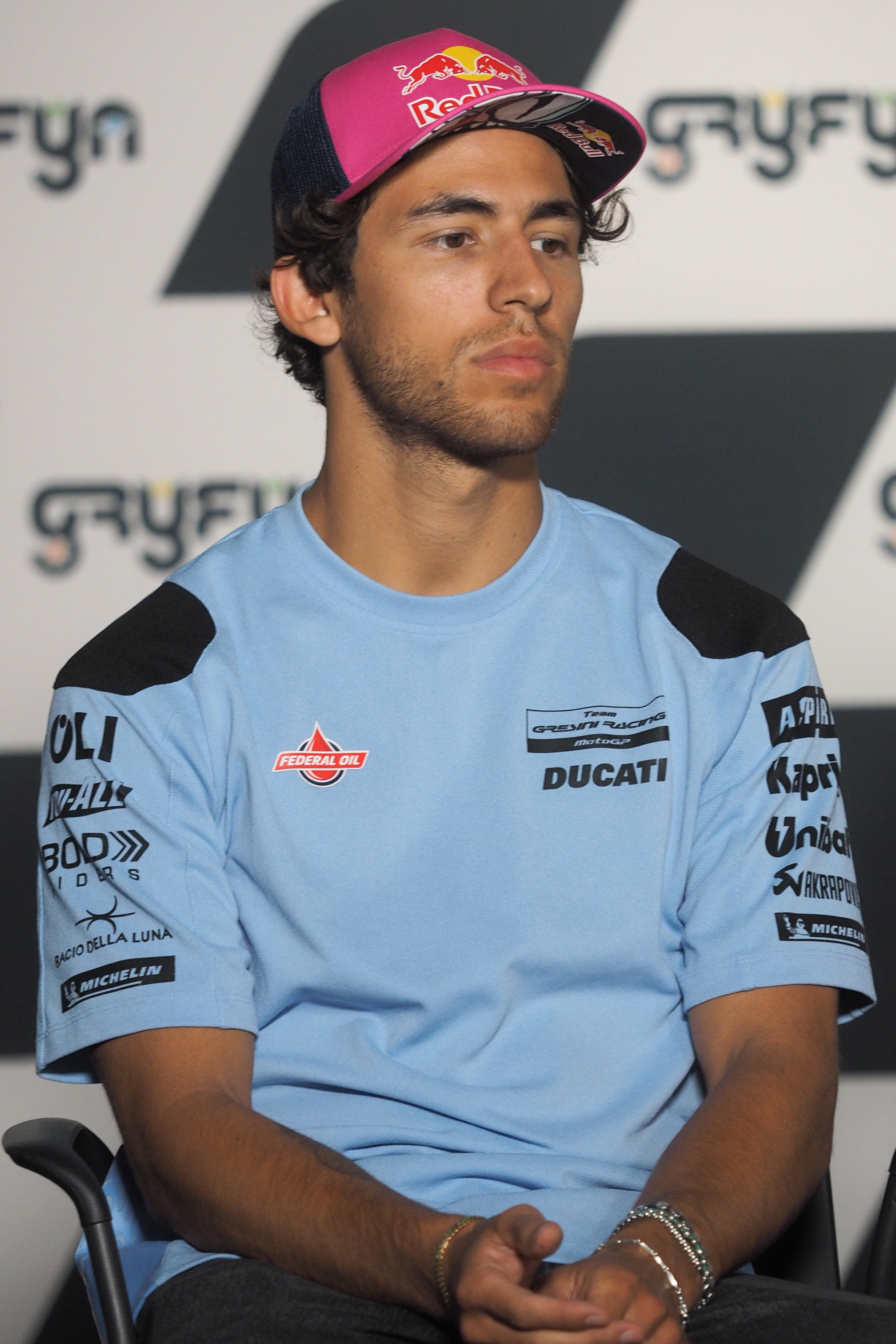
Enea Bastianini (* 1997)

- Bastianini, Ettore (1922–1967), italienischer Opernsänger (Bariton)
- Bastianini, Giuseppe (1899–1961), faschistischer Politiker und italienischer Diplomat
- Bastianini, Guido (* 1945), italienischer Papyrologe und Altphilologe
- Bastianoni, Elia (* 1991), italienischer Fußballtorhüter
- Bastianoni, Giancarlo (* 1940), italienischer Akrobat und Stuntman
- Bastians, Felix (* 1988), deutscher Fußballspieler
- Bastians, Holger (* 1966), deutscher Molekular- und Zellbiologe
- Bastians, Werner (* 1957), deutscher Sprinter
- Bastiansen, Anders (* 1980), norwegischer Eishockeyspieler
- Bastiat, Frédéric (1801–1850), französischer Ökonom und PolitikerFrédéric Bastiat (1801–1850)

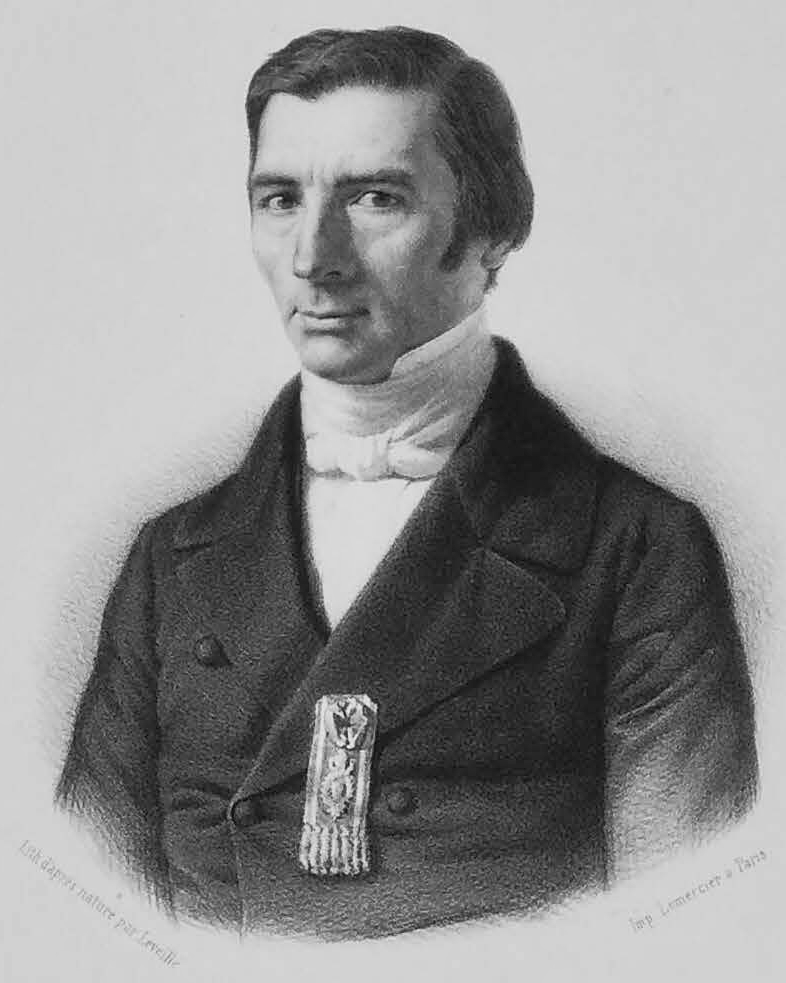
Frédéric Bastiat (1801–1850)

- Bastick, Jan (* 1968), deutscher Radiomoderator
- Bastico, Ettore (1876–1972), italienischer Marschall
- Bastid, Paul (1892–1974), französischer Jurist und Politiker
- Bastid, Suzanne (1906–1995), französische Juristin, Professorin an den Universitäten Lyon und Paris
- Bastid-Bruguière, Marianne (* 1940), französische Historikerin, Geographin, Sinologin und Universitätsprofessorin
- Bastida, Èlia (* 1995), spanische Jazzmusikerin (Violine, Saxophon, Gesang)
- Bastida, José (1936–2012), spanischer Schauspieler
- Bastida, Sergio (* 1979), argentinischer Fußballspieler
- Bastida, Xiye (* 2002), mexikanisch-chilenische Klimaschutzaktivistin
- Bastidas Urresty, Edgar (* 1944), kolumbianischer Schriftsteller
- Bastidas, Alexander (* 1983), venezolanischer Inline-Speedskater
- Bastidas, Fabián (* 1993), US-amerikanischer Fußballspieler
- Bastidas, Micaela († 1781), Führerin eines Indianeraufstands in Peru
- Bastidas, Rodrigo de († 1527), spanischer Eroberer
- Bastidas, Sergi (* 1954), spanischer Designer und Architekt
- Bastide, François-Régis (1926–1996), französischer Schriftsteller und Diplomat
- Bastide, Jean-Baptiste († 1810), französischer Jurist und Sprachforscher
- Bastide, Jules (1800–1879), französischer Politiker, Außenminister Frankreichs 1848
- Bastide, Roger (1898–1974), französischer Soziologe, Anthropologe, Ethnologe
- Bastié, Maryse (1898–1952), französische Flugpionierin
- Bastien, Audrey (* 1991), französische Schauspielerin
- Bastien, Baz (1919–1983), kanadischer Eishockeyspieler, -trainer und -funktionär
- Bastien, Benoît (* 1983), französischer Fußballschiedsrichter
- Bastien, Dominique (* 1945), US-amerikanischer Unternehmer und Autorennfahrer
- Bastien, Fanny (* 1961), französische Schauspielerin
- Bastien, Jean (1915–1969), französischer Fußballspieler
- Bastien, Louis (1881–1963), französischer Bahnradsportler, Fechter und Olympiasieger
- Bastien, Pierre (1912–2010), französischer Numismatiker
- Bastien, Samuel (* 1996), belgisch-kongolesischer Fußballspieler
- Bastien, Steven (* 1994), US-amerikanischer Zehnkämpfer
- Bastién, Yvonne (* 1933), argentinische Schauspielerin und Sängerin
- Bastien-Lepage, Jules (1848–1884), französischer Maler
- Bastien-Thiry, Jean (1927–1963), französischer Oberst und AttentäterJean Bastien-Thiry (1927–1963)

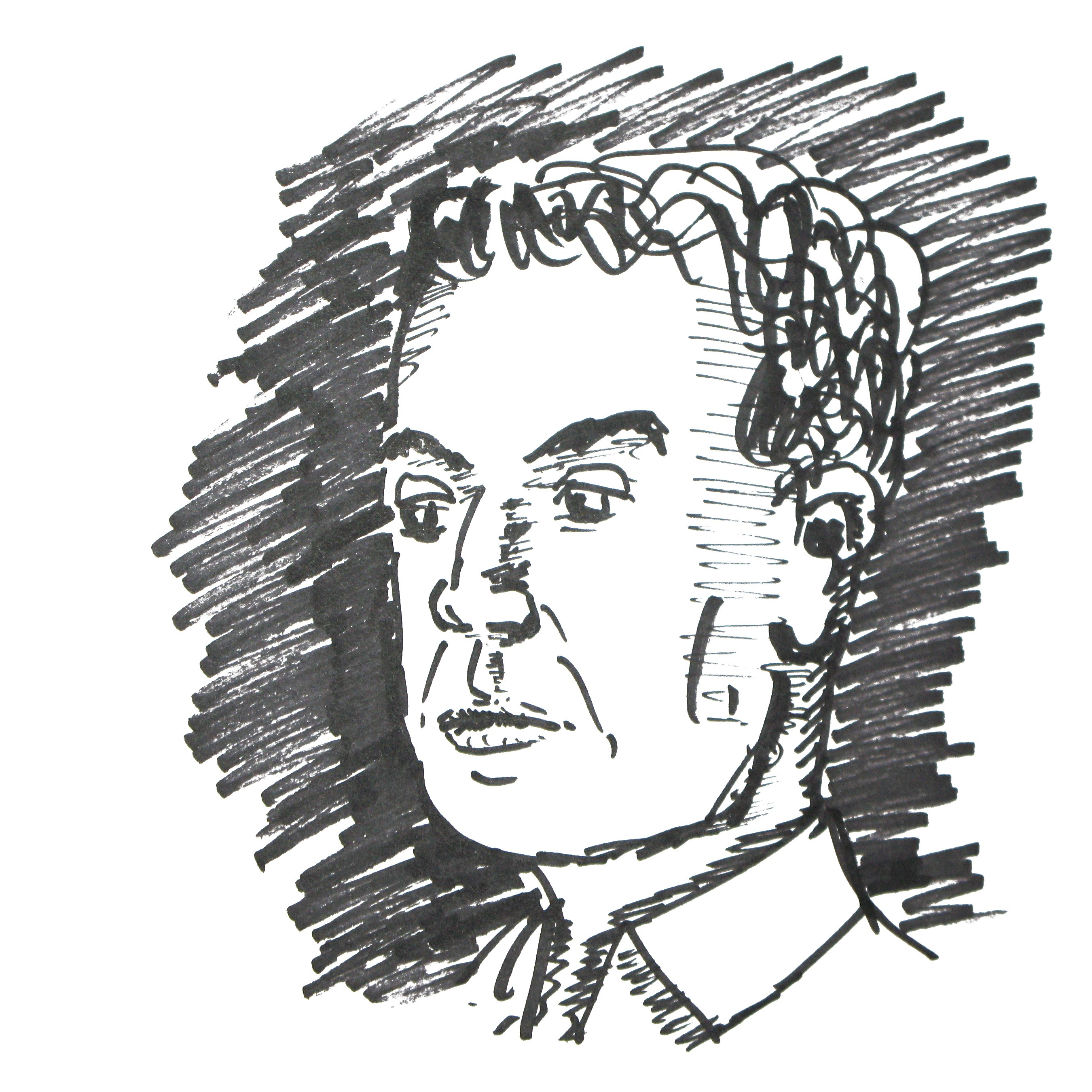
Jean Bastien-Thiry (1927–1963)

- Bastienne, Desheila, seychellische Politikerin, Mitglied der Nationalversammlung
- Bastijns, Fons (1947–2008), belgischer Fußballspieler
- Bastık, Zeynep (* 1993), türkische Popmusikerin und Schauspielerin
- Bastille, Frankie († 1997), US-amerikanischer Stand-up-Comedian
- Bastille, Guillaume (* 1985), kanadischer Shorttracker
- Bastille, Ned, US-amerikanischer Filmeditor
- Bastin, Bruce (* 1939), britischer Bluesforscher, Musikproduzent und Labelbetreiber
- Bastin, Cliff (1912–1991), englischer Fußballspieler
- Bastin, Jules (1933–1996), belgischer Opernsänger (Bass)
- Bastin, Jules-Auguste-Ghislain (1889–1944), belgischer Generalmajor
- Bastin, Julia (1888–1968), belgische Romanistin, Mediävistin und Übersetzerin
- Bastiné, Johann Baptist Joseph (1783–1844), flämisch-deutscher Porträt- und Historien-Maler
- Bastine, Reiner (* 1939), deutscher Psychologe, Psychotherapeut und Mediator
- Bastineller, Carl Gottfried (1703–1769), preußischer Geheimer Oberrechnungsrat und Geheimer Kriegs- und Domänenrat
- Bastineller, Gebhard Christian (1689–1755), deutscher Rechtswissenschaftler
- Basting, Anne (* 1965), amerikanische Gerontologin
- Basting, Dirk (* 1945), deutscher Chemiker, Physiker und Unternehmer
- Basting, Johan Hendrik Christiaan (1817–1870), niederländischer Armeearzt und Vertrauter des Rotkreuz-Gründers Henry Dunant
- Bastings, Mickey (* 1992), niederländischer Eishockeyspieler
- Bastion, Joseph E. Jr. (1910–2009), US-amerikanischer Offizier, Generalmajor der US-Army
- Bastke, Werner, deutscher Fußballspieler
- Bastkowski, Thomas (* 1973), deutscher Schauspieler
- Bastl, George (* 1975), Schweizer Tennisspieler
- Bastl, Mark (* 1980), schweizerisch-US-amerikanischer Eishockeyspieler
- Bästlein, Bernhard (1894–1944), deutscher Politiker (SPD, USPD, KPD), MdR, MdHB und Widerstandskämpfer gegen den NationalsozialismusBernhard Bästlein (1894–1944)

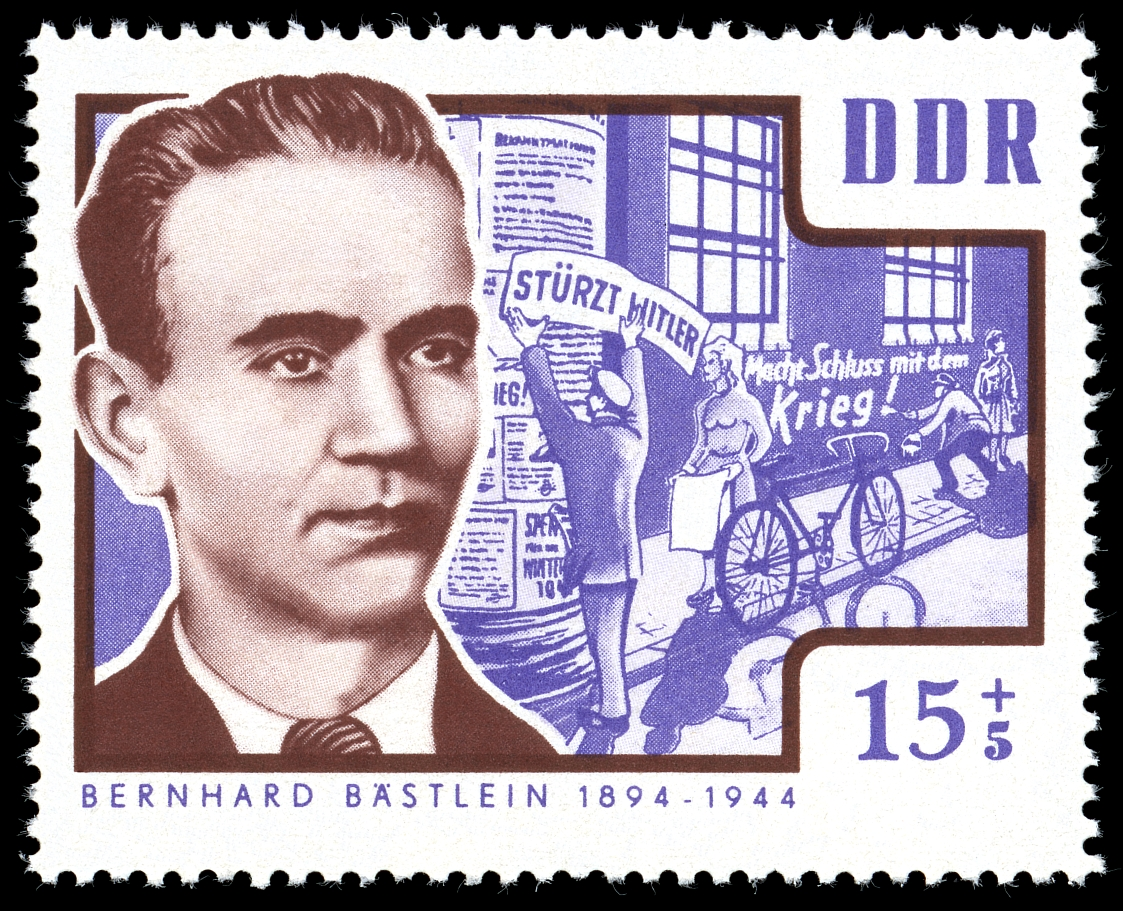
Bernhard Bästlein (1894–1944)

- Bästlein, Hugo (1868–1945), deutscher Konsumgenossenschafter
- Bästlein, Ulf (* 1959), deutscher Sänger (Bassbariton)
- Basto (* 1975), belgischer DJ und Musikproduzent
- Basto, Cláudio Filipe de Oliveira (1886–1945), portugiesischer Autor, Ethnograf, Romanist, Lusitanist und Dialektologe
- Basto, Guilherme Pinto (1864–1957), portugiesischer Sportfunktionär und Unternehmer
- Bastomski, Shloyme (1891–1941), jiddischer Pädagoge und Journalist in Litauen
- Baston de Lariboisière, Jean Ambroise (1759–1812), französischer General
- Bastón, Borja (* 1992), spanischer Fußballspieler
- Baston, Guillaume André René (1741–1825), französischer Bischof
- Baston, John, englischer Komponist Flötist und Cellist
- Baston, Josquin, franko-flämischer Komponist der Renaissance
- Baston, Maceo (* 1976), US-amerikanischer Basketballspieler
- Bastoni, Alessandro (* 1999), italienischer FußballspielerAlessandro Bastoni (* 1999)

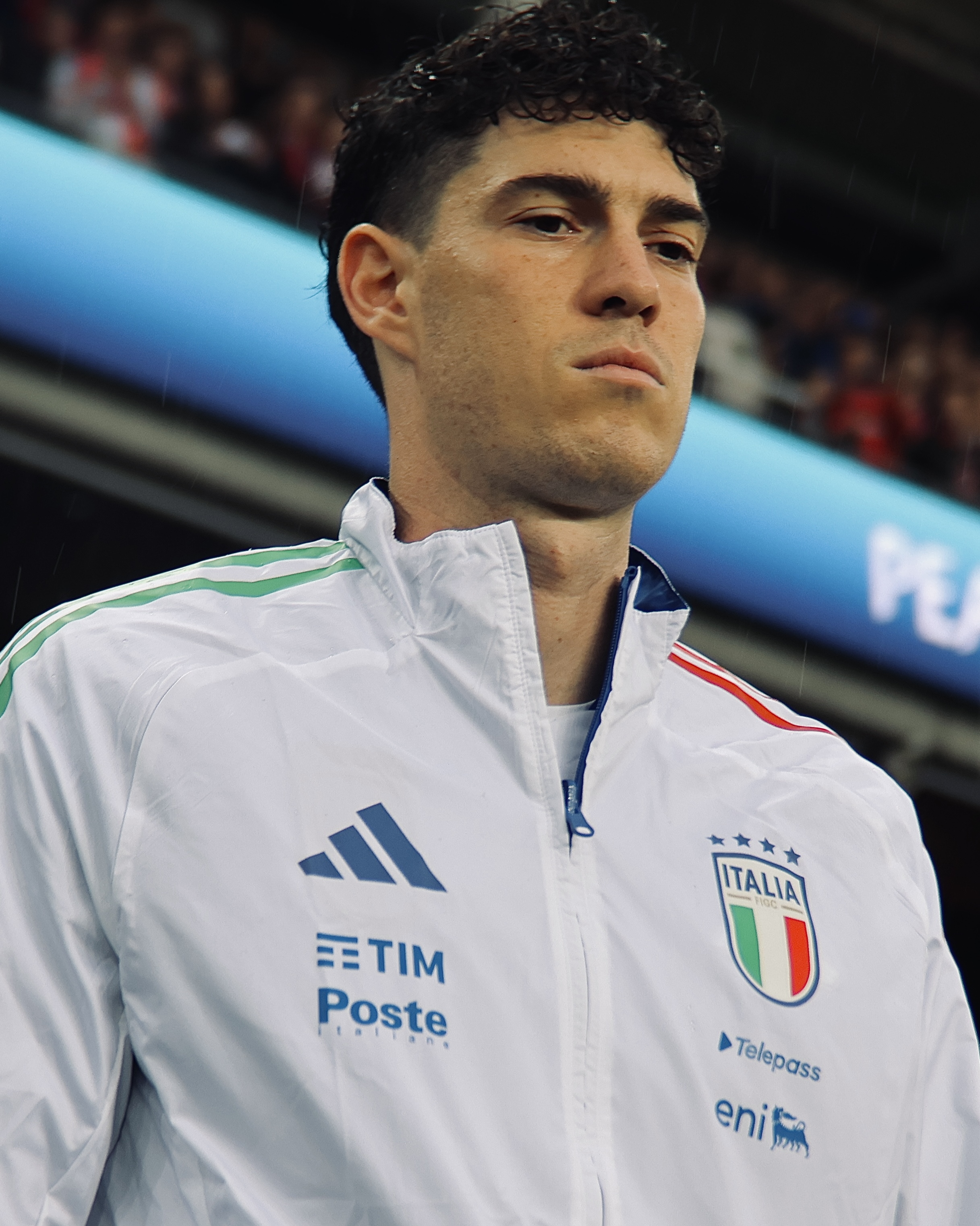
Alessandro Bastoni (* 1999)

- Bastos (* 1991), angolanischer Fußballspieler
- Bastos de Morais, Jean-Claude (* 1967), schweizerisch-angolanischer Fondsmanager
- Bastos Lopes, António (* 1953), portugiesischer Fußballspieler
- Bastos, Fellipe (* 1990), brasilianischer Fußballspieler
- Bastos, Maria João (* 1975), portugiesische Schauspielerin
- Bastos, Michel (* 1983), brasilianischer Fußballspieler
- Bastos, Óscar (* 1982), spanischer Radrennfahrer
- Bastos, Palmira (1875–1967), portugiesische Schauspielerin
- Bastos, Rafael (* 1985), brasilianischer Fußballspieler
- Bastos, Rafinha (* 1976), brasilianischer Comedian, Talkshowmoderator, Basketballspieler und Schauspieler
- Bastos, Regina (* 1960), portugiesische Politikerin, MdEP
- Bastos, Vânia (* 1956), brasilianische Sängerin
- Bastos, Waldemar (1954–2020), angolanischer Sänger
- Bastoul, Louis (1753–1801), französischer General der Infanterie
- Baștovoi, Savatie (* 1976), moldawischer orthodoxer Hegumen, Dichter, Theologe und Autor
- Bastres Florence, Bernardo (* 1955), chilenischer Ordensgeistlicher und römisch-katholischer Bischof von Punta Arenas
- Bastron, Andreas (* 1992), deutscher Kickboxer
- Bastrup, Lars (* 1955), dänischer Fußballspieler
- Bastrup, Nana (* 1987), dänische Bildende Künstlerin
- Bastrup, Wayne (* 1976), US-amerikanischer Schauspieler
- Bastrykin, Alexander Iwanowitsch (* 1953), russischer PolizistAlexander Iwanowitsch Bastrykin (* 1953)

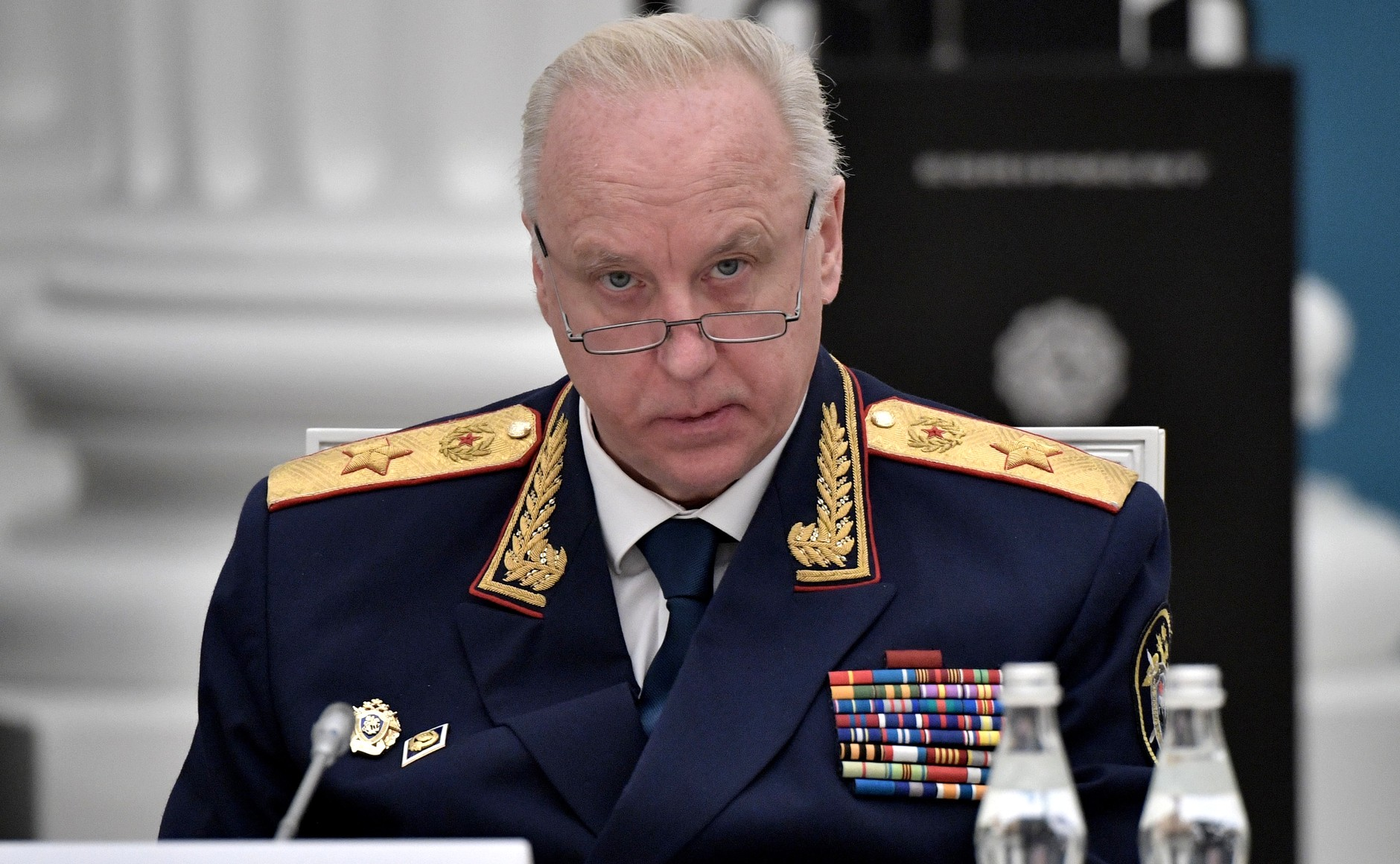
Alexander Iwanowitsch Bastrykin (* 1953)

- Bastubbe, Ilse (1935–2010), deutsche Schauspielerin, Synchronsprecherin und Regieassistentin
- Baştuğ, Ramazan (* 2000), türkischer Langstreckenläufer
- Bastürk, Muhittin (* 1991), deutsch-türkischer Fußballspieler
- Baştürk, Yıldıray (* 1978), türkischer Fußballspieler
- Bastyan, Edric (1903–1980), britischer Offizier und Gouverneur australischer Bundesstaaten
- Bastys, Juozas (1934–1994), litauischer Politiker
- Bastys, Mindaugas (* 1965), litauischer Politiker (Seimas)

### Basu
- Basu, Bani (* 1939), indische Autorin
- Basu, Bipasha (* 1979), indische SchauspielerinBipasha Basu (* 1979)

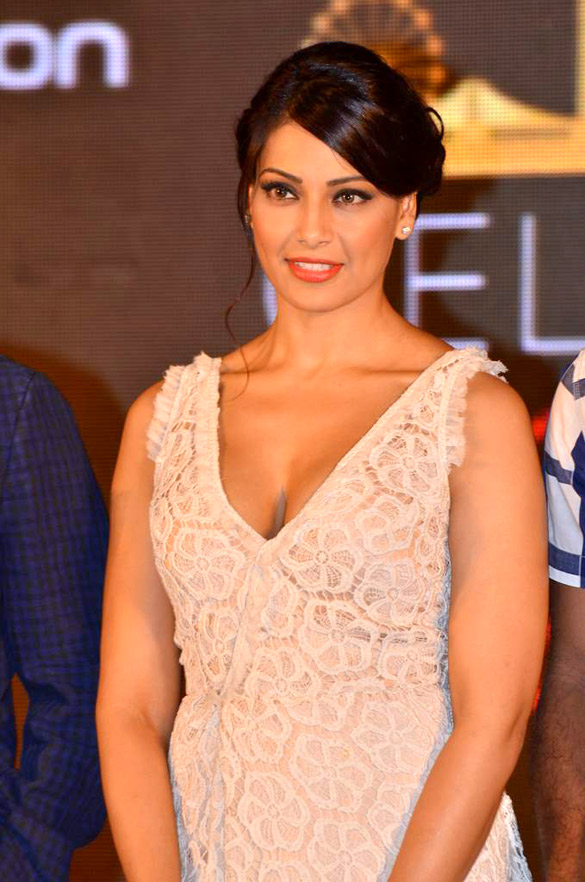
Bipasha Basu (* 1979)

- Basu, Biplab (1951–2024), indisch-deutscher Bürgerrechtler und Autor
- Basu, Chandramukhi (1860–1944), bengalische Lehrerin, eine der ersten beiden weiblichen Hochschulabsolventinnen Indiens und des Britischen Empires
- Basu, Debabrata (1924–2001), indischer mathematischer Statistiker
- Basu, Helene, deutsche Ethnologin
- Basu, Jyoti (1914–2010), indischer Politiker der CPI(M), Chief Minister von Westbengalen (1977–2000)
- Basu, Kaushik (* 1952), indischer Ökonom
- Basualdo, José (* 1963), argentinischer Fußballspieler
- Basualdo, José María (* 1948), spanischer Radrennfahrer
- Basuki, Laura (* 1988), indonesische Filmschauspielerin
- Basuki, Yayuk (* 1970), indonesische Tennisspielerin
- Basulto Jiménez, Manuel (1869–1936), spanischer Geistlicher, römisch-katholischer Bischof von Jaén, Märtyrer und Seliger
- Basulto, Miguel (* 1992), mexikanischer Fußballspieler
- Basurto, Raúl, mexikanischer Fußballspieler

### Basw
- Baswedan, Anies (* 1969), indonesischer Politiker

### Basy
- Basylejew, Iwan (* 1984), kasachischer Eishockeytorwart
- Basylewytsch, Anatolij (1926–2005), ukrainischer Zeichner und Illustrator
- Bašys, Rimantas (* 1951), litauischer Politiker, Mitglied des Seimas
- Basys, Vytautas (* 1944), litauischer Arzt und Politiker
- Başyurt, Özlem (* 1971), türkische Fußballspielerin

### Basz
- Baszak, Weronika (* 2002), polnische Tennisspielerin
- Baszanowski, Waldemar (1935–2011), polnischer Gewichtheber
- Baszczyński, Krzysztof (* 1953), polnischer Politiker (Sojusz Lewicy Demokratycznej), Mitglied des Sejm
- Baszczyński, Marcin (* 1977), polnischer Fußballspieler
- Baszel, Günther (1902–1973), österreichischer Maler, Bildhauer und Kunstgewerbetreibender
- Baszkiewicz, Jan (1930–2011), polnischer Rechtswissenschaftler, Historiker und Hochschullehrer
- Baszko, Mieczysław (* 1961), polnischer Politiker, Lehrer und Verwaltungsmitglied
- Baszkowski, Andrzej (1932–2011), polnischer Lyriker und Journalist
- Baszler, Shayna (* 1980), US-amerikanische Wrestlerin und ehemalige MMA-Kämpferin
- Baszucki, David (* 1963), kanadisch-US-amerikanischer Unternehmer, Ingenieur und ErfinderDavid Baszucki (* 1963)

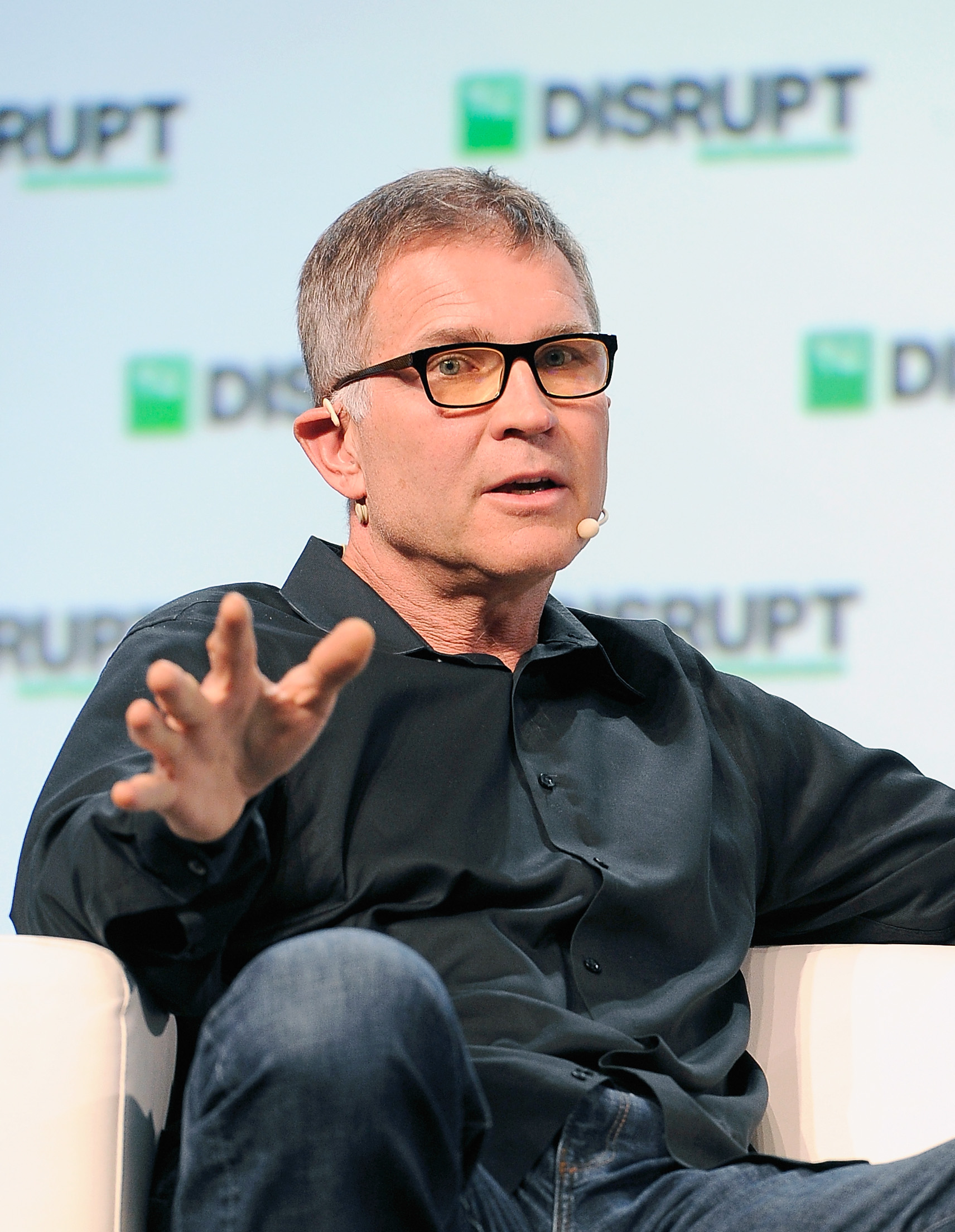
David Baszucki (* 1963)

- Baszulewski, Emma (* 1904), deutsche Politikerin (KPD/SED)